# Sportjahr 2010
Liste der Sportjahre

◄◄ | ◄ | 2006 | 2007 | 2008 | 2009 | Sportjahr 2010 | 2011 | 2012 | 2013 | 2014 | ► | ►►

Weitere Ereignisse · Olympische Winterspiele

## Großsportereignisse

### Commonwealth Games
Vom 3. Oktober bis 14. Oktober wird Indiens Hauptstadt Neu-Delhi die 19. Commonwealth Games ausrichten. Nachdem Neu-Delhi 1951 und 1982 Veranstaltungsort der Asienspiele war, ist es die größte Sportveranstaltung in der Geschichte der Stadt und zudem das erste Mal, dass Indien die Commonwealth Games austrägt. Es finden Wettbewerbe in 17 Sportarten statt. Die Eröffnungsfeier ist im Jawaharlal Nehru Stadium vorgesehen.

### Olympische Jugendspiele
Vom 14. bis 26. August finden in Singapur die 1. Olympischen Jugend-Sommerspiele statt. Singapur hatte sich 2008 in eine Abstimmung gegen Mitbewerber Moskau durchgesetzt. Teilnahmeberechtigt sind Jugendliche im Alter zwischen 14 und 18 Jahren. Es wird 184 Entscheidungen in 26 Sportarten geben.

### Olympische Winterspiele
Wichtig: Die sportlichen Ereignisse werden in den eigenen Abschnitten für die jeweiligen Sportarten festgehalten.

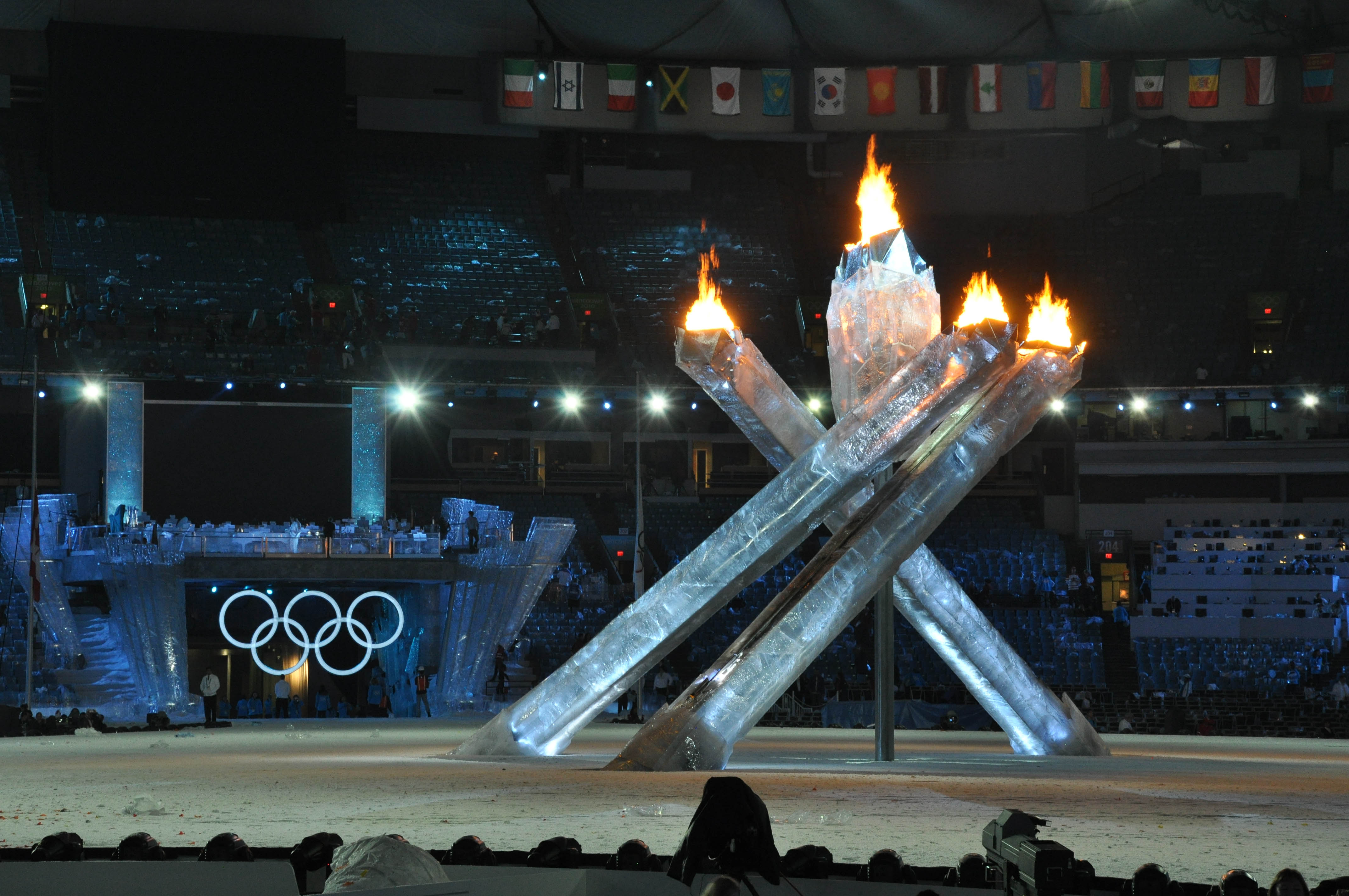
Nach der Entzündung des olympischen Feuers im BC Place Stadium

Die XXI. Olympischen Winterspiele wurden vom 12. Februar bis 28. Februar in der kanadischen Stadt Vancouver ausgetragen. Den Zuschlag hatte Vancouver 2003 erhalten, als die am Pazifik gelegene Stadt sich gegen Pyeongchang (Südkorea) und Salzburg (Österreich) durchsetzte. Es gab 86 Entscheidungen in 7 Sportarten, wobei die Hallensportarten in Vancouver und die Freiluftsportarten im etwa zwei Fahrstunden entfernt liegenden Whistler ausgetragen wurden. Whistler hatte sich bereits für die Austragung der Olympischen Winterspiele 1968 beworben.
Am 12. Februar fand vor rund 55.000 Zuschauern die Eröffnungsfeier im BC Place Stadium in Vancouver statt, die sich vor allem mit der Geschichte der kanadischen indigenen Völker befasste. Hayley Wickenheiser sprach den olympischen Eid, das olympische Feuer wurde schließlich von Wayne Gretzky, Nancy Greene, Steve Nash und Catriona LeMay Doan gemeinsam entzündet. Überschattet wurden die Feierlichkeiten vom Tod des georgischen Rodlers Nodar Kumaritaschwili, der beim Abschlusstraining auf der umstrittenen Wettkampfbahn in Whistler schwer verunglückte. An der Bahn wurden daraufhin einige Veränderungen vorgenommen.
Gastgeber Kanada konnte mit 14 gewonnenen Goldmedaillen den ersten Rang im Medaillenspiegel erringen. In diesem steht Kanada (14-7-5) vor Deutschland (10-13-7) und der USA (9-15-13). Die USA gewannen die meisten Medaillen, nämlich 37. Norwegen, Südkorea und die Schweiz folgen auf den Rängen vier bis sechs. Russland konnte vier Jahre vor deren Heimspiele in Sotschi nur den elften Platz im Medaillenspiegel (3-5-7) belegen. Die ehemalige Ski-Nordisch-Großmacht Finnland blieb wie bei den Winterspielen 2006 in Turin ohne eine Goldmedaille.
Am 28. Februar wurden die XXI. Olympischen Winterspiele im Rahmen der Abschlussfeier durch den IOC-Präsidenten Jacques Rogge für beendet erklärt. Die Schlusszeremonie wurde von Auftritten zahlreicher Künstler (u. a. William Shatner, Michael J. Fox, Catherine O’Hara, Michael Bublé, Neil Young, Nickelback, Simple Plan, Avril Lavigne und Alanis Morissette) begleitet. Sotschis Bürgermeister Anatolij Pachomow nahm als Vertreter des nächsten Austragungsortes die olympische Flagge entgegen.

### X-Games

#### Sommer-X-Games
In Los Angeles fanden 2010 die 16. Sommer-X-Games statt. Los Angeles richtete diese Extremsportveranstaltung, bei der es Entscheidungen im BMX, Freestyle Motocross, Skateboard und in der Rallye gab, zum achten Mal in Folge aus.

#### Winter-X-Games
Wichtig: Die sportlichen Ereignisse werden in den eigenen Abschnitten für die jeweiligen Sportarten festgehalten.
Vom 28. Januar bis 31. Januar 2010 trafen sich in Aspen (Colorado) rund 250 Sportler, darunter 39 mit Olympiaerfahrung, zu den 14. Winter-X-Games. Es gab Wettbewerbe in den drei Sportarten Freestyle-Skiing, Snowboarding und Schneemobilfahren und insgesamt 22 Entscheidungen.

## Automobilsport

### Formelsport

#### Formel 1
Zwölf Teams mit insgesamt 24 Fahrern gehen in der Formel-1-Weltmeisterschaft 2010 an den Starts. Damit fahren zwei Teams mehr als in der Vorsaison um die Weltmeisterschaft. Im Vorfeld der Saison gilt das Interesse vor allem Michael Schumacher. Der siebenfache Weltmeister gibt nach drei Jahren Pausen sein Comeback. Der 41-jährige fährt für das Mercedes-Grand-Prix-Team.
Übersicht der jeweils ersten drei Sieger aller 19 Weltmeisterschaftsläufe 2010:
- Großer Preis von Bahrain (14. März):
  - 1.  Fernando Alonso (Ferrari)
  - 2.  Felipe Massa (Ferrari)
  - 3.  Lewis Hamilton (McLaren-Mercedes)
- Großer Preis von Australien (28. März):
  - 1.  Jenson Button (McLaren-Mercedes)
  - 2.  Robert Kubica (Renault)
  - 3.  Felipe Massa (Ferrari)
- Großer Preis von Malaysia (4. April):
  - 1.  Sebastian Vettel (Red Bull-Renault)
  - 2.  Mark Webber (Red Bull-Renault)
  - 3.  Nico Rosberg (Mercedes)
- Großer Preis von China (18. April):
  - 1.  Jenson Button (McLaren-Mercedes)
  - 2.  Lewis Hamilton (McLaren-Mercedes)
  - 3.  Nico Rosberg (Mercedes)
- Großer Preis von Spanien (9. Mai):
  - 1.  Mark Webber (Red Bull-Renault)
  - 2.  Fernando Alonso (Ferrari)
  - 3.  Sebastian Vettel (Red Bull-Renault)
- Großer Preis von Monaco (16. Mai):
  - 1.  Mark Webber (Red Bull-Renault)
  - 2.  Sebastian Vettel (Red Bull-Renault)
  - 3.  Robert Kubica (Renault)
- Großer Preis der Türkei (30. Mai):
  - 1.  Lewis Hamilton (McLaren-Mercedes)
  - 2.  Jenson Button (McLaren-Mercedes)
  - 3.  Mark Webber (Red Bull-Renault)
- Großer Preis von Kanada (13. Juni):
  - 1.  Lewis Hamilton (McLaren-Mercedes)
  - 2.  Jenson Button (McLaren-Mercedes)
  - 3.  Fernando Alonso (Ferrari)
- Großer Preis von Europa (27. Juni):
  - 1.  Sebastian Vettel (Red Bull-Renault)
  - 2.  Lewis Hamilton (McLaren-Mercedes)
  - 3.  Jenson Button (McLaren-Mercedes)
- Großer Preis von Großbritannien (11. Juli):
  - 1.  Mark Webber (Red Bull-Renault)
  - 2.  Lewis Hamilton (McLaren-Mercedes)
  - 3.  Nico Rosberg (Mercedes)
- Großer Preis von Deutschland (25. Juli):
  - 1.  Fernando Alonso (Ferrari)
  - 2.  Felipe Massa (Ferrari)
  - 3.  Sebastian Vettel (Red Bull-Renault)
- Großer Preis von Ungarn (1. August):
  - 1.  Mark Webber (Red Bull-Renault)
  - 2.  Fernando Alonso (Ferrari)
  - 3.  Sebastian Vettel (Red Bull-Renault)
- Großer Preis von Belgien (29. August):
  - 1.  Lewis Hamilton (McLaren-Mercedes)
  - 2.  Mark Webber (Red Bull-Renault)
  - 3.  Robert Kubica (Renault)
- Großer Preis von Italien (12. September):
  - 1.  Fernando Alonso (Ferrari)
  - 2.  Jenson Button (McLaren-Mercedes)
  - 3.  Felipe Massa (Ferrari)
- Großer Preis von Singapur (26. September):
  - 1.  Fernando Alonso (Ferrari)
  - 2.  Sebastian Vettel (Red Bull-Renault)
  - 3.  Mark Webber (Red Bull-Renault)
- Großer Preis von Japan (10. Oktober):
  - 1.  Sebastian Vettel (Red Bull-Renault)
  - 2.  Mark Webber (Red Bull-Renault)
  - 3.  Fernando Alonso (Ferrari)
- Großer Preis von Korea (24. Oktober):
  - 1.  Fernando Alonso (Ferrari)
  - 2.  Lewis Hamilton (McLaren-Mercedes)
  - 3.  Felipe Massa (Ferrari)
- Großer Preis von Brasilien (7. November):
  - 1.  Sebastian Vettel (Red Bull-Renault)
  - 2.  Mark Webber (Red Bull-Renault)
  - 3.  Fernando Alonso (Ferrari)
- Großer Preis von Abu Dhabi (14. November):
  - 1.  Sebastian Vettel (Red Bull-Renault)
  - 2.  Lewis Hamilton (McLaren-Mercedes)
  - 3.  Jenson Button (McLaren-Mercedes)

### Rallye

#### Rallye Dakar

Streckenverlauf der Rallye Dakar 2010

- 2. Januar bis 16. Januar – In Südamerika findet die 32. Rallye Dakar statt. Wie bereits 2009 wird auch 2010 die Rallye Dakar aus Angst vor terroristischen Angriffen in Argentinien und Chile und nicht wie traditionell in Nordafrika ausgetragen. Bereits auf der ersten Etappe war es zu einem tödlichen Unfall gekommen: Eine 28-jährige Zuschauerin wird vom Wagen der Fahrer Mirco Schultis und Ulrich Leardi erfasst. Am Ende gewinnt der Spanier Carlos Sainz senior mit seinem Beifahrer Lucas Cruz mit einem Vorsprung von 2:12 Minuten, den knappsten in der Geschichte der Rallye Dakar, vor Nasser Al-Attiyah (Qatar)/Timo Gottschalk (Deutschland). Sainz und Al-Attiyah fuhren beide in einem Volkswagen. Die Wertung der Motorradfahrer entscheidet der Franzose Cyril Despres (KTM) für sich. Marcos Patronelli aus Argentinien gewinnt für Yamaha fahrend die Quadwertung und das KAMAZ-Team Wladimir Tschagin/Sergei Sawostin/Eduard Nikolajew (alle Russland) gewinnen die Wertung der Lastwagenfahrer.

#### Weltmeisterschaft
Die Rallye-Weltmeisterschaft 2010 begann am 12. Februar mit der Rallye Schweden und wird am 14. November mit dem 13. Wettbewerb, der Rallye Großbritannien, enden. Titelverteidiger ist der Franzose Sébastien Loeb, der auch 2010 am Start ist, sowie das Citroën Total World Rally Team in der Fahrerwertung. Prominenten Zuwachs erfuhr die Weltmeisterschaftsserie durch den Wechsel Kimi Räikkönens von der Formel 1 zur Rallye-Weltmeisterschaft. Der frühere Formel-1-Weltmeister aus Finnland fährt für das Citroën-Juniorteam.
Übersicht der jeweils ersten drei Sieger aller 13 Weltmeisterschaftsläufe 2010:
- Rallye Schweden (12. Februar bis 14. Februar):
  - 1.  Mikko Hirvonen (Ford)
  - 2.  Sébastien Loeb (Citroën)
  - 3.  Jari-Matti Latvala (Ford)
- Rallye Mexiko (5. März bis 7. März):
  - 1.  Sébastien Loeb (Citroën)
  - 2.  Petter Solberg (Citroën)
  - 3.  Sébastien Ogier (Citroën)
- Rallye Jordanien (1. April bis 3. April):
  - 1.  Sébastien Loeb (Citroën)
  - 2.  Jari-Matti Latvala (Ford)
  - 3.  Petter Solberg (Citroën)
- Rallye Türkei (16. April bis 18. April):
  - 1.  Sébastien Loeb (Citroën)
  - 2.  Petter Solberg (Citroën)
  - 3.  Mikko Hirvonen (Ford)
- Rallye Neuseeland (7. Mai bis 9. Mai):
  - 1.  Jari-Matti Latvala (Ford)
  - 2.  Sébastien Ogier (Citroën)
  - 3.  Sébastien Loeb (Citroën)
- Rallye Portugal (28. Mai bis 30. Mai):
  - 1.  Sébastien Ogier (Citroën)
  - 2.  Sébastien Loeb (Citroën)
  - 3.  Daniel Sordo (Citroën)
- Rallye Bulgarien (9. Juli bis 11. Juli):
  - 1.  Sébastien Loeb (Citroën)
  - 2.  Daniel Sordo (Citroën)
  - 3.  Petter Solberg (Citroën)
- Rallye Finnland (29. Juli bis 31. Juli):
  - 1.  Jari-Matti Latvala (Ford)
  - 2.  Sébastien Ogier (Citroën)
  - 3.  Sébastien Loeb (Citroën)
- Rallye Deutschland (20. August bis 22. August):
  - 1.  Sébastien Loeb (Citroën)
  - 2.  Daniel Sordo (Citroën)
  - 3.  Sébastien Ogier (Citroën)
- Rallye Japan (10. September bis 12. September):
  - 1.  Sébastien Ogier (Citroën)
  - 2.  Petter Solberg (Citroën)
  - 3.  Jari-Matti Latvala (Ford)
- Rallye Frankreich (30. September bis 3. Oktober):
  - 1.  Sébastien Loeb (Citroën)
  - 2.  SébaDaniel Sordo (Citroën)
  - 3.  Petter Solberg (Citroën)
- Rallye Spanien (22. Oktober bis 24. Oktober):
- Rallye Großbritannien (11. November bis 14. November):

### Tourenwagen

#### DTM
Der erste Lauf der DTM-Saison 2010 startet am 25. April auf dem Hockenheimring. Fahrer der Hersteller Audi und Mercedes-Benz werden bei insgesamt zehn Rennen auf Punktejagd gehen.
| Startnr. | Nation                 | Fahrer                                               | 1     | 2     | 3      | 4      | 5     | 6      | 7      | 8      | 9   | 10  | 11  |
| -------- | ---------------------- | ---------------------------------------------------- | ----- | ----- | ------ | ------ | ----- | ------ | ------ | ------ | --- | --- | --- |
|          |                        |                                                      | HOC   | VAL   | LAU    | NOR    | NÜR   | ZAN    | BRH    | OSC    | HOC | ADR | SHA |
| 1        | Deutschland            | Timo Scheider Audi Sport Team Abt                    | 7. 2  | 4. 7  | 8. 8   | 5. 12  | 4. 17 | 3. 23  | 3. 29  | 11. 29 |     |     |     |
| 2        | Vereinigtes Konigreich | Oliver Jarvis Audi Sport Team Abt                    | DNF 0 | 14. 0 | 11. 0  | 4. 5   | 11. 5 | 6. 8   | 6. 11  | 13. 11 |     |     |     |
| 3        | Vereinigtes Konigreich | Gary Paffett Salzgitter AMG Mercedes (HWA)           | 1. 10 | 7. 12 | 5. 16  | 6. 19  | 3. 25 | 1. 35  | 5. 39  | 4. 44  |     |     |     |
| 4        | Kanada                 | Bruno Spengler Mercedes-Benz Bank AMG Mercedes (HWA) | 2. 8  | 2. 16 | 1. 26  | 3. 32  | 1. 42 | 7. 44  | 2. 52  | 2. 60  |     |     |     |
| 5        | Schweden               | Mattias Ekström Audi Sport Team Abt Sportsline       | 6. 3  | 1. 13 | DNF 13 | 2. 21  | 7. 23 | 4. 28  | DNF 28 | 3. 34  |     |     |     |
| 6        | Deutschland            | Martin Tomczyk Audi Sport Team Abt Sportsline        | 17. 0 | DSQ 0 | 6. 3   | 8. 4   | 13. 4 | 8. 5   | 7. 7   | 8. 8   |     |     |     |
| 7        | Vereinigtes Konigreich | Paul di Resta AMG Mercedes (HWA)                     | 4. 5  | 5. 9  | 2. 17  | 10. 17 | 2. 25 | 2. 33  | 1. 43  | 1. 53  |     |     |     |
| 8        | Deutschland            | Ralf Schumacher Laureus AMG Mercedes (HWA)           | 9. 0  | DNF 0 | 9. 0   | 11. 0  | 6. 3  | 9. 3   | DNF 3  | 9. 3   |     |     |     |
| 9        | Frankreich             | Alexandre Prémat Audi Sport Team Phoenix             | 10. 0 | 3. 6  | DNF 6  | 7. 8   | DNF 8 | 11. 8  | 8. 9   | 6. 12  |     |     |     |
| 10       | Deutschland            | Mike Rockenfeller Audi Sport Team Phoenix            | 5. 4  | 6. 7  | 4. 12  | 12. 12 | 9. 12 | 13. 12 | 9. 12  | 5. 16  |     |     |     |
| 11       | Vereinigtes Konigreich | Jamie Green Junge Sterne AMG Mercedes (Persson)      | 3. 6  | 9. 6  | 3. 12  | 1. 22  | 5. 26 | 10. 26 | 10. 26 | 7. 28  |     |     |     |
| 12       | Vereinigtes Konigreich | Susie Stoddart TV Spielfilm AMG Mercedes (Persson)   | 11. 0 | 10. 0 | 7. 2   | 15. 2  | DNF 2 | 15. 2  | DNF 2  | 10. 2  |     |     |     |
| 14       | Deutschland            | Markus Winkelhock Audi Sport Team Rosberg            | 15. 0 | 15. 0 | 10. 0  | 18. 0  | DNF 0 | DNS 0  | 15. 0  | DNF 0  |     |     |     |
| 15       | Vereinigtes Konigreich | Katherine Legge Audi Sport Team Rosberg              | 14. 0 | DNS 0 | 14. 0  | 16. 0  | 15. 0 | 14. 0  | 14. 0  | DNF 0  |     |     |     |
| 16       | Deutschland            | Maro Engel GQ AMG Mercedes (Mücke)                   | 16. 0 | 11. 0 | 15. 0  | 9. 0   | 8. 1  | DNF 1  | 11. 1  | 12. 1  |     |     |     |
| 17       | Vereinigtes Konigreich | David Coulthard Deutsche Post AMG Mercedes (Mücke)   | 12. 0 | 13. 0 | DNF 0  | 13. 0  | 10. 0 | 12. 0  | 12. 0  | 14. 0  |     |     |     |
| 18       | Spanien                | Miguel Molina Audi Sport Rookie Team Abt             | 8. 1  | 8. 2  | 13. 2  | 17. 2  | 14. 2 | 5. 6   | 4. 11  | DNF 11 |     |     |     |
| 21       | China Volksrepublik    | Congfu Cheng stern AMG Mercedes                      | 13. 0 | 12. 0 | 12. 0  | 14. 0  | 12. 0 | 16. 0  | 13. 0  | DNF 0  |     |     |     |
|          |                        |                                                      | HOC   | VAL   | LAU    | NOR    | NÜR   | ZAN    | BRH    | OSC    | HOC | ADR | SHA |
| Startnr. | Nation                 | Fahrer                                               | 1     | 2     | 3      | 4      | 5     | 6      | 7      | 8      | 9   | 10  | 11  |

| Legende  | Legende            | Legende                                                          |
| Farbe    | Abkürzung          | Bedeutung                                                        |
| -------- | ------------------ | ---------------------------------------------------------------- |
| Gold     | –                  | Sieg                                                             |
| Silber   | –                  | 2. Platz                                                         |
| Bronze   | –                  | 3. Platz                                                         |
| Grün     | –                  | Platzierung in den Punkten                                       |
| Blau     | –                  | Klassifiziert außerhalb der Punkteränge                          |
| Violett  | DNF                | Rennen nicht beendet (did not finish)                            |
| Violett  | NC                 | nicht klassifiziert (not classified)                             |
| Rot      | DNQ                | nicht qualifiziert (did not qualify)                             |
| Rot      | DNPQ               | in Vorqualifikation gescheitert (did not pre-qualify)            |
| Schwarz  | DSQ                | disqualifiziert (disqualified)                                   |
| Weiß     | DNS                | nicht am Start (did not start)                                   |
| Weiß     | WD                 | zurückgezogen (withdrawn)                                        |
| Hellblau | PO                 | nur am Training teilgenommen (practiced only)                    |
| Hellblau | TD                 | Freitags-Testfahrer (test driver)                                |
| ohne     | DNP                | nicht am Training teilgenommen (did not practice)                |
| ohne     | INJ                | verletzt oder krank (injured)                                    |
| ohne     | EX                 | ausgeschlossen (excluded)                                        |
| ohne     | DNA                | nicht erschienen (did not arrive)                                |
| ohne     | C                  | Rennen abgesagt (cancelled)                                      |
| ohne     | keine WM-Teilnahme |                                                                  |
| sonstige | P/fett             | Pole-Position                                                    |
| sonstige | 1/2/3/4/5/6/7/8    | Punktplatzierung im Sprint-/Qualifikationsrennen                 |
| sonstige | SR/kursiv          | Schnellste Rennrunde                                             |
| sonstige | *                  | nicht im Ziel, aufgrund der zurückgelegten Distanz aber gewertet |
| sonstige | ()                 | Streichresultate                                                 |
| sonstige | unterstrichen      | Führender in der Gesamtwertung                                   |

## Badminton
Höhepunkte des Badmintonjahres 2010 waren die Weltmeisterschaft, der Thomas Cup und der Uber Cup.

### Höhepunkte
- 16. Februar bis 21. Februar – In Warschau finden die 3. Mannschafts-Europameisterschaften der Männer und Frauen statt. Bei den Männern gelingt dabei der Mannschaft Dänemarks der dritte Triumph in Folge. Die Dänen gewinnen vor Polen und der Ukraine. Das Turnier der Frauen gewinnt ebenfalls Dänemark. Die Frauen Russlands und Deutschlands belegen die Plätze zwei und drei.
- 9. bis 14. März – All England Super Series 2010 in Birmingham. Je zwei Titel nach Dänemark und China, doch den Sieg in der Königsdisziplin holt sich Lee Chong Wei aus Malaysia.
- 14. April bis 18. April – Badminton-Europameisterschaft 2010 in Manchester. Dänemark gewinnt vier von fünf Wettbewerben. Europameister im Einzel werden Peter Gade (Dänemark), der im Finale seinen Landsmann Jan Ø. Jørgensen schlägt (21:14, 21:11). Bei den Frauen gewinnt die Dänin Tine Rasmussen in drei Sätzen im Finale gegen die Deutsche Juliane Schenk.
- 9. bis 16. Mai 2010 – Thomas Cup 2010 und Uber Cup 2010 in Kuala Lumpur. Bei den Herren gewinnt China den Mannschaftstitel, bei den Damen überraschend Südkorea.
- 23. bis 29. August 2010 – Badminton-Weltmeisterschaft 2010 in Paris. China gewinnt alle fünf möglichen Titel.

### BWF Super Series
| Veranstaltung              | Herreneinzel     | Dameneinzel    | Herrendoppel                 | Damendoppel                                       | Mixed                                       |
| -------------------------- | ---------------- | -------------- | ---------------------------- | ------------------------------------------------- | ------------------------------------------- |
| Korea Super Series         | Lee Chong Wei    | Wang Shixian   | Jung Jae-sung Lee Yong-dae   | Cheng Shu Zhao Yunlei                             | He Hanbin Yu Yang                           |
| Malaysia Super Series      | Lee Chong Wei    | Wang Xin       | Koo Kien Keat Tan Boon Heong | Du Jing Yu Yang                                   | Tao Jiaming Zhang Yawen                     |
| All England Super Series   | Lee Chong Wei    | Tine Rasmussen | Lars Paaske Jonas Rasmussen  | Du Jing Yu Yang                                   | Zhang Nan Zhao Yunlei                       |
| Swiss Super Series         | Chen Jin         | Wang Shixian   | Ko Sung-hyun Yoo Yeon-seong  | Tian Qing Yu Yang                                 | Lee Yong-dae Lee Hyo-jung                   |
| Singapur Super Series      | Sony Dwi Kuncoro | Saina Nehwal   | Fang Chieh-min Lee Sheng-mu  | Shinta Mulia Sari Yao Lei                         | Thomas Laybourn Kamilla Rytter Juhl         |
| Indonesia Super Series     | Lee Chong Wei    | Saina Nehwal   | Fang Chieh-min Lee Sheng-mu  | Lee Hyo-jung Kim Min-jung                         | Robert Mateusiak Nadieżda Zięba             |
| China Masters Super Series | Lin Dan          | Wang Xin       | Fu Haifeng Cai Yun           | Wang Xiaoli Yu Yang                               | Tao Jiaming Tian Qing                       |
| Japan Super Series         | Lee Chong Wei    | Jiang Yanjiao  | Cai Yun Fu Haifeng           | Wang Xiaoli Yu Yang                               | Zhang Nan Zhao Yunlei                       |
| Denmark Super Series       | Jan Ø. Jørgensen | Wang Yihan     | Mathias Boe Carsten Mogensen | Miyuki Maeda Satoko Suetsuna                      | Thomas Laybourn Kamilla Rytter Juhl         |
| French Super Series        | Taufik Hidayat   | Wang Yihan     | Mathias Boe Carsten Mogensen | Duanganong Aroonkesorn Kunchala Voravichitchaikul | Sudket Prapakamol Saralee Thungthongkam     |
| China Open Super Series    | Chen Long        | Jiang Yanjiao  | Jung Jae-sung Lee Yong-dae   | Cheng Shu Zhao Yunlei                             | Tao Jiaming Tian Qing                       |
| Hong Kong Super Series     | Lee Chong Wei    | Saina Nehwal   | Ko Sung-hyun Yoo Yeon-seong  | Wang Xiaoli Yu Yang                               | Joachim Fischer Nielsen Christinna Pedersen |
| BWF Super Series Finale    | Lee Chong Wei    | Wang Shixian   | Carsten Mogensen Mathias Boe | Wang Xiaoli Yu Yang                               | Zhang Nan Zhao Yunlei                       |

## Bandy
Für die in Schweden und Norwegen „Innebandy“ und in Finnland „Sallibandy“ genannte Hallen-Variante, siehe Unihockey.
- 24. Januar bis 31. Januar – In Moskau findet die 30. Bandy-Weltmeisterschaft statt. Schweden gewinnt das Turnier durch ein 6:5 im Finale über die russischen Gastgeber. Platz 3 sichert sich Finnland nach einem 4:3 über Kasachstan.

## Baseball
- 23. Juli bis 1. August – Baseball-Europameisterschaft 2010 in Stuttgart, Heidenheim an der Brenz und Neuenburg am Rhein. Italien gewann im Finale gegen die Niederlande mit 8:4. Bronze ging an Deutschland, Platz vier belegte Griechenland. Für Italien war es der neunte EM-Titel.
- 26. September – Die Heidenheim Heideköpfe belegen beim European Champion Cup Final Four 2010 den zweiten Platz.
- 9. Oktober – Die Buchbinder Legionäre werden zum zweiten Mal in ihrer Geschichte Meister der Baseball-Bundesliga.
- 27. Oktober – 1. November – Bei der World Series 2010 gewinnen die San Francisco Giants ihren ersten Titel seit 1954.

## Behindertensport

### Wintersport

#### Paralympics
Vom 12. März bis 21. März fanden in Vancouver und Whistler (Kanada) die 10. Winter-Paralympics statt. Es gab 20 Wettbewerbe in 4 Sportarten, 503 Sportlerinnen und Sportler aus 44 Ländern waren bei den Spielen in und um Vancouver dabei. Erfolgreichste Nation wurde die deutsche Mannschaft. Mit 13-mal Gold sowie fünf Silber- und sechs Bronzemedaillen sicherte sich Deutschland den ersten Platz im Medaillenspiegel knapp vor Russland (12-16-10) und Kanada (10-5-4). Mit jeweils fünf Goldmedaillen wurden Verena Bentele (Deutschland; Skilanglauf und Biathlon) und Lauren Woolstencroft (Kanada; Ski Alpin) die erfolgreichsten Athleten der Paralympics.

#### Winter-X-Games
- 31. Januar – Im Wettbewerb Monoskicross im Freestyle-Skiing der 14. Winter-X-Games in Aspen (Colorado) gewinnt Tyler Walker vor Gregory Peck und Kevin Connolly (alle USA).
- 31. Januar – Bei den 14. Winter-X-Games in Aspen (Colorado) wird Mike Schultz Erster im Schneemobil-Snowcross. Jim Wazny und Doug Henry werden Zweiter und Dritter. Alle drei kommen aus den Vereinigten Staaten.

### Weitere Sportdisziplinen

#### Weltreiterspiele
- 25. September bis 10. Oktober - Im Rahmen der Weltreiterspiele 2010 in Lexington (Kentucky) fanden erstmals auch die Weltmeisterschaften der Dressurreiter mit Behinderung zusammen mit sieben Pferdesportdiziplinen nicht behinderter Reiter statt. Die Ergebnisse sind im Abschnitt Pferdesport dieses Artikels zu finden.

## Biathlon

### Frauen
- 13. Februar -  Während beim Sprint der Frauen die Athletinnen auf den Plätzen drei bis neun ohne Schießfehler bleiben, gehen Gold und Silber an Anastasiya Kuzmina (Slowakei) und Magdalena Neuner (Deutschland), obwohl beide jeweils einmal daneben schießen. Bronze geht an Marie Dorin aus Frankreich.
- 16. Februar -  Magdalena Neuner gewinnt ihre zweite Medaille bei diesen Winterspielen: Die Deutsche verweist in der 10-km-Verfolgung Sprint-Siegerin Anastasiya Kuzmina aus der Slowakei auf Rang zwei. Frankreich gewinnt mit Marie-Laure Brunet erneut Bronze.
- 18. Februar -  Norwegen feiert seine 100. Goldmedaille bei Olympischen Winterspielen. Mit dem Sieg im Einzelrennen über 15 km gewinnt Tora Berger ihren ersten bedeutenden internationalen Titel, nachdem sie bereits bei Weltmeisterschaften zweimal Silber und dreimal Bronze gewonnen hatte. Auf den Plätzen zwei und drei landen Jelena Chrustaljowa aus Kasachstan und Darja Domratschawa (Belarus).
- 21. Februar -  Magdalena Neuner feiert ihren zweiten Olympiasieg. Die sechsfache Weltmeisterin aus Deutschland verweist im Massenstart über 12,5 km Olga Saizewa aus Russland um 5,5 Sekunden auf Platz zwei. Der deutsche Erfolg wird mit der Bronzemedaille Simone Hauswalds abgerundet.
- 23. Februar -  Im Staffellauf über 4 × 6 km gewinnen die Russinen, Titelverteidigerinnen und Weltmeisterinnen von 2009, in der Aufstellung Swetlana Slepzowa, Anna Bogali-Titowez, Olga Medwedzewa und Olga Saizewa Gold vor der Staffel Frankreichs (Marie-Laure Brunet, Sylvie Becaert, Marie Dorin und Sandrine Bailly). Die Läuferinnen Deutschlands Kati Wilhelm, Simone Hauswald, Martina Beck und Andrea Henkel sichern sich die Bronzemedaille, wobei mit Magdalena Neuner die erfolgreichste Biathletin der Spiele auf einen Start verzichtete.

### Männer
- 14. Februar -  Der Franzose Vincent Jay wird Olympiasieger im 10-km-Sprint. Der fehlerfrei schießende Jay siegt mit 12,2 Sekunden vor Emil Hegle Svendsen aus Norwegen. Die Bronzemedaille geht an den Kroaten Jakov Fak.
- 16. Februar -  Olympisches Rennen in der 12,5-km-Verfolgung: Der 31-jährige Schwede Björn Ferry, 2007 Weltmeister mit der schwedischen Mixed-Staffel, gewinnt die olympische Goldmedaille. Ferry verweist dabei den Österreicher Christoph Sumann und den Olympiasieger im Sprint, Vincent Jay aus Frankreich, auf die Plätze.
- 18. Februar -  Emil Hegle Svendsen gewinnt nach Silber im Sprint die Goldmedaille im 20-km-Einzelrennen. Der Weltmeister von 2008 im Massenstart siegt vor seinem Landsmann Ole Einar Bjørndalen, der mit dieser Silbermedaille seine bereits zehnte olympische Medaille gewinnt. Ebenfalls Silber gewinnt Sjarhej Nowikau aus Belarus, der ohne Schießfehler zeitgleich mit Bjørndalen ins Ziel kam.
- 21. Februar -  Entscheidung im Massenstart über 15 km: Jewgeni Ustjugow aus Russland läuft mit einer fehlerlosen Vorstellung beim Schießen 10,5 Sekunden vor Martin Fourcade aus Frankreich ins Ziel ein. Hinter Ustjugow und Fourcade erreicht Pavol Hurajt aus Slowenien als Dritter das Ziel.
- 26. Februar -  In der letzten Biathlon-Entscheidung der Olympischen Winterspiele in Kanada gewinnen Norwegens Staffelläufer Halvard Hanevold, Tarjei Bø, Emil Hegle Svendsen und Ole Einar Bjørndalen den 4 × 7,5 km-Staffellauf. Die Entscheidung um Silber und Bronze fällt erst kurz vor dem Ziel: Österreichs Biathleten Simon Eder, Daniel Mesotitsch, Dominik Landertinger und Christoph Sumann verweisen trotz einer Strafrunde Russland mit Iwan Tscheresow, Anton Schipulin, Maxim Tschudow und Jewgeni Ustjugow auf den dritten Platz.

### Mixed
- 28. März - Nach 2005 und 2006 findet 2010 im russischen Chanty-Mansijsk die 3. Biathlon-Mixed-Relay-Weltmeisterschaft statt. Deutschland (Simone Hauswald, Magdalena Neuner, Simon Schempp und Arnd Peiffer) holt sich den WM-Titel vor Norwegen (Ann Kristin Flatland, Tora Berger, Emil Hegle Svendsen und Ole Einar Bjørndalen) und Schweden (Helena Jonsson, Anna Carin Olofsson-Zidek, Björn Ferry und Carl Johan Bergman)

## Billard

### Karambolage

#### Cadre 47/2
- 1. März bis 6. März - In Rochin (Frankreich) wird der Franzose Brahim Djoubri mit einem GD von 52,94 Europameister vor dem Schweizer Xavier Gretillat (GD 62,07). Jean-François Laurent, Frankreich, und Raul Cuenca aus Spanien waren im Halbfinale ausgeschieden.

#### Dreiband

##### Mannschaften
- 25. Februar bis 28. Februar - In Viersen, Deutschland, findet die 24. Mannschafts-Weltmeisterschaft im Dreiband statt. Gold geht an die Türken Adnan Yüksel/Murat Naci Çoklu, die vor dem spanischen Duo Daniel Sánchez/Ruben Legazpi gewinnen.

### Snooker

#### Main Tour 2009/2010
Siehe auch: Snooker-Saison 2009/10
Die Main Tour Turniere der Saison 2009/10, die im Jahr 2010 stattgefunden haben, brachten folgende Ergebnisse:
| Datum                          | Turnier                  | Austragungsort | Art                   | Sieger         | Finalist          | Ergebnis |
| 10. Januar bis 17. Januar 2010 | Masters                  | London         | Einladungsturnier     | Mark Selby     | Ronnie O’Sullivan | 10 : 9   |
| 25. Januar bis 31. Januar 2010 | Welsh Open               | Newport        | Weltranglistenturnier | John Higgins   | Allister Carter   | 9 : 4    |
| 29. März bis 4. April 2010     | China Open               | Peking         | Weltranglistenturnier | Mark Williams  | Ding Junhui       | 10 : 6   |
| 17. April bis 3. Mai 2010      | Snookerweltmeisterschaft | Sheffield      | Weltranglistenturnier | Neil Robertson | Graeme Dott       | 18 : 13  |

## Bobsport

### Frauen
- 23. Februar -  Doppelsieg für Kanada: Das Duo Kaillie Humphries/Heather Moyse siegt vor Helen Upperton/Shelley Brown und Erin Pacs/Elana Meyers (USA).

### Männer
- 20. Februar -  Wie bei den Spielen 2006 werden André Lange und Kevin Kuske Olympiasieger im Zweierbob. Der deutsche Doppelsieg wird mit der Silbermedaille Thomas Florschützs und Richard Adjeis vollendet. Russland gewinnt mit Alexander Subkow und Alexei Wojewoda die Bronzemedaille.
- 26. Februar -  Die Olympiasieger im Viererbob heißen Steven Holcomb, Steve Mesler, Curtis Tomasevicz und Justin Olsen und kommen aus den USA. Deutschland (André Lange, Kevin Kuske, Alexander Rödiger und Martin Putze) belegt Platz zwei vor Kanada (Lyndon Rush, David Bissett, Lascelles Brown und Chris Le Bihan).

## Bowling
- 10. Juni bis 20. Juni - In Riga, Lettland, finden die Europameisterschaften der Frauen statt.

## Boxen

### Amateurboxen
- 4. Juni bis 13. Juni - In Moskau finden die 38. Boxeuropameisterschaften der Herren statt. Erfolgreichste Nation wird Russland, das sieben Europameister stellt (Michail Alojan, Eduard Absalimow, Albert Selimow, Artjom Tschebotarjow, Artur Beterbijew, Jegor Mechontsew und Sergei Kusmin). Irland (Paddy Barnes), Ungarn (Balázs Bácskai), Deutschland (Denis Makarov) und Armenien (Hratschik Jawachjan) stellen jeweils einen Sieger.

### Profiboxen
Dies ist eine Liste aller Weltmeister der vier großen Verbände im Jahr 2010:
|                                        | WBA | WBC | IBF | WBO |
| Schwergewicht >90,718 kg/>200 Pfund    | Seit dem 7. Oktober 2009: David Haye                                                                                         | Seit dem 11. Oktober 2008: Vitali Klitschko                                                                                   | Seit dem 23. Februar 2008: Wladimir Klitschko                                                                                          | Seit dem 20. Juni 2009: Wladimir Klitschko                                                                               |
| Cruisergewicht 90,718 kg/200 Pfund     | Seit dem 27. September 2008: Guillermo Jones                                                                                 | vakant Seit dem 15. Mai 2010: Krzysztof Włodarczyk                                                                            | vakant Seit dem 5. Juni 2010: Steve Cunningham                                                                                         | Seit dem 29. August 2009: Marco Huck                                                                                     |
| Halbschwergewicht 79,378 kg/175 Pfund  | Seit dem 20. Juni 2009: Gabriel Campillo Seit dem 29. Januar 2010: Beibut Schumenow                                          | Seit dem 19. Juni 2009: Jean Pascal                                                                                           | Seit dem 28. August 2009: Travoris Cloud                                                                                               | Seit dem 13. November 2009: Jürgen Brähmer                                                                               |
| Supermittelgewicht 76,203 kg/168 Pfund | Seit dem 21. November 2009: Andre Ward                                                                                       | Seit dem 6. Dezember 2008: Carl Froch Seit dem 24. April 2010: Mikkel Kessler Seit dem 27. November 2010: Carl Froch          | Seit dem 19. Oktober 2007: Lucian Bute                                                                                                 | Seit dem 22. August 2009: Robert Stieglitz                                                                               |
| Mittelgewicht 72,574 kg/160 Pfund      | Seit dem 28. April 2007: Felix Sturm                                                                                         | Seit dem 29. September 2007: Kelly Pavlik Seit dem 17. April 2010: Sergio Martínez                                            | Seit dem 19. September 2009: Sebastian Sylvester                                                                                       | Seit dem 29. September 2007: Kelly Pavlik Seit dem 17. April 2010: Sergio Martínez Seit dem 31. Juli 2010: Dimitri Pirog |
| Halbmittelgewicht 69,85 kg/154 Pfund   | Seit dem 14. November 2009: Yuri Foreman Seit dem 5. Juni 2010: Miguel Cotto                                                 | Seit dem 21. Mai 2009: Sergio Martínez Seit dem 17. April 2010: vakant Seit dem 13. November 2010: Manny Pacquiao             | Seit dem 24. April 2009: Cory Spinks Seit dem 7. August 2010: Cornelius Bundrage                                                       | Seit dem 3. Dezember 2005: Sergei Dzinziruk                                                                              |
| Weltergewicht 66,678 kg/147 Pfund      | Seit dem 10. April 2009: Wjatscheslaw Sentschenko                                                                            | Seit dem 21. Juni 2008: Andre Berto                                                                                           | Seit dem 11. Dezember 2009: Jan Zaveck                                                                                                 | Seit dem 14. November 2009: Manny Pacquiao                                                                               |
| Halbweltergewicht 63,503 kg/140 Pfund  | Seit dem 18. Juli 2009: Amir Khan                                                                                            | Seit dem 1. August 2009: Devon Alexander                                                                                      | Seit dem 30. Januar 2009: Juan Urango Seit dem 6. März 2010: Devon Alexander                                                           | Seit dem 4. April 2009: Timothy Bradley                                                                                  |
| Leichtgewicht 61,235 kg/135 Pfund      | Seit dem 28. Februar 2009: Juan Manuel Márquez                                                                               | vakant Seit dem 13. März 2010: Humberto Soto                                                                                  | vakant Seit dem 14. August 2010: Miguel Vázquez                                                                                        | Seit dem 28. Februar 2009: Juan Manuel Márquez                                                                           |
| Halbleichtgewicht 58,967 kg/130 Pfund  | Seit dem 10. Oktober 2009: Juan Carlos Salgado Seit dem 11. Januar 2010: Takashi Uchiyama                                    | Seit dem 20. Dezember 2008: Humberto Soto Seit dem 13. März 2010: Vitali Tajbert Seit dem 26. November 2010: Takahiro Aoh     | vakant Seit dem 1. September 2010: Mzonke Fana                                                                                         | Seit dem 14. März 2009: Román Martínez Seit dem 4. September 2010: Ricky Burns                                           |
| Federgewicht 57,153 kg/126 Pfund       | Seit dem 23. Juli 2009: Chris John Seit dem 11. September 2010: Yuriorkis Gamboa                                             | Seit dem 14. Juli 2009: Elio Rojas Seit dem ??.??.2010: vakant Seit dem 26. November 2010: Hozumi Hasegawa                    | Seit dem 23. Oktober 2008: Cristóbal Cruz Seit dem 11. September 2010: Yuriorkis Gamboa                                                | Seit dem 14. Juli 2007: Steven Lueveno Seit dem 23. Januar 2010: Juan Manuel López                                       |
| Halbfedergewicht 55,225 kg/122 Pfund   | Seit dem 26. September 2009: Poonsawat Kratingdaenggym Seit dem 2. Oktober 2010: Roy Li Lee                                  | Seit dem 18. Dezember 2008: Toshiaki Nishioka                                                                                 | vakant Seit dem 27. März 2010: Steve Molitor                                                                                           | vakant Seit dem 27. Februar 2010: Wilfredo Vázquez                                                                       |
| Bantamgewicht 53,525 kg/118 Pfund      | Seit dem 31. Mai 2008: Anselmo Moreno Seit dem 16. November 2010: vakant Seit dem 26. Dezember 2010: Koki Kameda             | Seit dem 16. April 2005: Hozumi Hasegawa Seit dem 30. April 2010: Fernando Montiel                                            | Seit dem 31. Oktober 2009: Yonnhy Pérez Seit dem 11. Dezember 2010: Joseph Agbeko                                                      | Seit dem 25. April 2009: Fernando Montiel                                                                                |
| Halbbantamgewicht 52,163 kg/115 Pfund  | Seit dem 15. September 2008: Nobuo Nashiro Seit dem 8. Mai 2010: Hugo Cázares                                                | Seit dem 1. November 2008: Wachtang Dartschinjan Seit dem 3. August 2010: vakant Seit dem 20. August 2010: Tomás Rojas        | Seit dem 15. September 2009: Simphiwe Nongqayi Seit dem 31. Juli 2010: Juan Alberto Rosas Seit dem 11. Dezember 2010: Cristian Mijares | Seit dem 20. November 2009: vakant Seit dem 30. Januar 2010: Jorge Arce Seit dem 15. Mai 2010: Omar Andrés Narváez       |
| Fliegengewicht 50,802 kg/112 Pfund     | Seit dem 31. Dezember 2008: Denkaosan Kaovichit Seit dem 7. Februar 2010: Daiki Kameda                                       | Seit dem 29. November 2009: Koki Kameda Seit dem 27. März 2010: P. Wonjongkam                                                 | Seit dem 20. November 2009: Moruti Mthalane                                                                                            | Seit dem 13. Februar 2002: Omar Andrés Narváez Seit 05.2010: vakant Seit dem 12. Juni 2010: Julio César Miranda          |
| Halbfliegengewicht 48,988 kg/108 Pfund | Seit dem 5. Juni 2009: Giovanni Segura Seit dem 28. August 2010: Juan Carlos Reveco                                          | Seit dem 21. November 2009: Rodel Mayol Seit dem 19. Juni 2010: Omar Niño Romero Seit dem 6. November 2010: Gilberto Keb Baas | Seit dem 19. April 2009: Brian Viloria Seit dem 23. Januar 2010: Carlos Tamara Seit dem 29. Mai 2010: Luis Alberto Lazarte             | Seit dem 25. August 2007: Iván Calderón Seit dem 28. August 2010: Giovani Segura                                         |
| Minimumgewicht 47,627 kg/105 Pfund     | Seit dem 15. September 2008: Roman Gonzalez Seit dem 8. Oktober 2010: vakant Seit dem 5. November 2010: Kwanthai Sithmorseng | Seit dem 29. November 2007: Oleydong Sithsamerchai                                                                            | Seit dem 14. Juni 2008: Raúl García Seit dem 26. März 2010: Nkosinathi Joyi                                                            | Seit dem 30. September 2007: Donnie Nietes                                                                               |

Stand: 31. Dezember 2010

## Curling

### Frauen
- 26. Februar -  Skip Anette Norberg führt Schweden zum Olympiasieg. Im Finale besiegen die Schwedinnen Kanada mit 7:6. Bronze geht an China, dass die Schweiz besiegt.
- 20. März bis 28. März - Im kanadischen Swift Current findet die Curling-Weltmeisterschaft 2010 der Frauen statt. Deutschland (Andrea Schöpp, Mélanie Robillard, Monika Wagner, Stella Heiß und Corinna Scholz) schlägt im Finale Schottland mit 8:6. Bronze geht an Gastgeber Kanada.

### Männer
- 27. Februar -  Kanada gewinnt die Goldmedaille im Curling der Männer. Im Finale besiegt das Team um Kevin Martin Norwegen mit 6:3. Bronze geht nach einem 5:4 über Schweden an die Schweiz.
- 3. April bis 11. April - Cortina d’Ampezzo ist Austragungsort der Curling-Weltmeisterschaft der Herren 2010. Im Finale schlägt Kanada (Nolan Thiessen, Carter Rycroft, Blake MacDonald, Kevin Koe und Jamie King) Norwegen mit 9:3, den dritten Platz sichert sich die Mannschaft Schottlands.

## Darts
- 18. Dezember 2009 bis 3. Januar – Im Alexandra Palace in London findet die 17. Darts-Weltmeisterschaft der PDC statt. Phil Taylor aus England gewinnt mit einem 7:3 über den Australier Simon Whitlock seinen insgesamt 15. Weltmeistertitel.
- 2. Januar bis 10. Januar – In Frimley Green findet die 33. Darts-Weltmeisterschaft der BDO statt. Der 53-jährige Martin Adams gewinnt im Finale mit 7:5 gegen Dave Chrisnall (beide England). Die 40-jährige Engländerin Trina Gulliver holt nach einem 2:0 im Finale über Rhian Edwards (Wales) überlegen ihren achten Weltmeistertitel.

## Eishockey

### Olympia

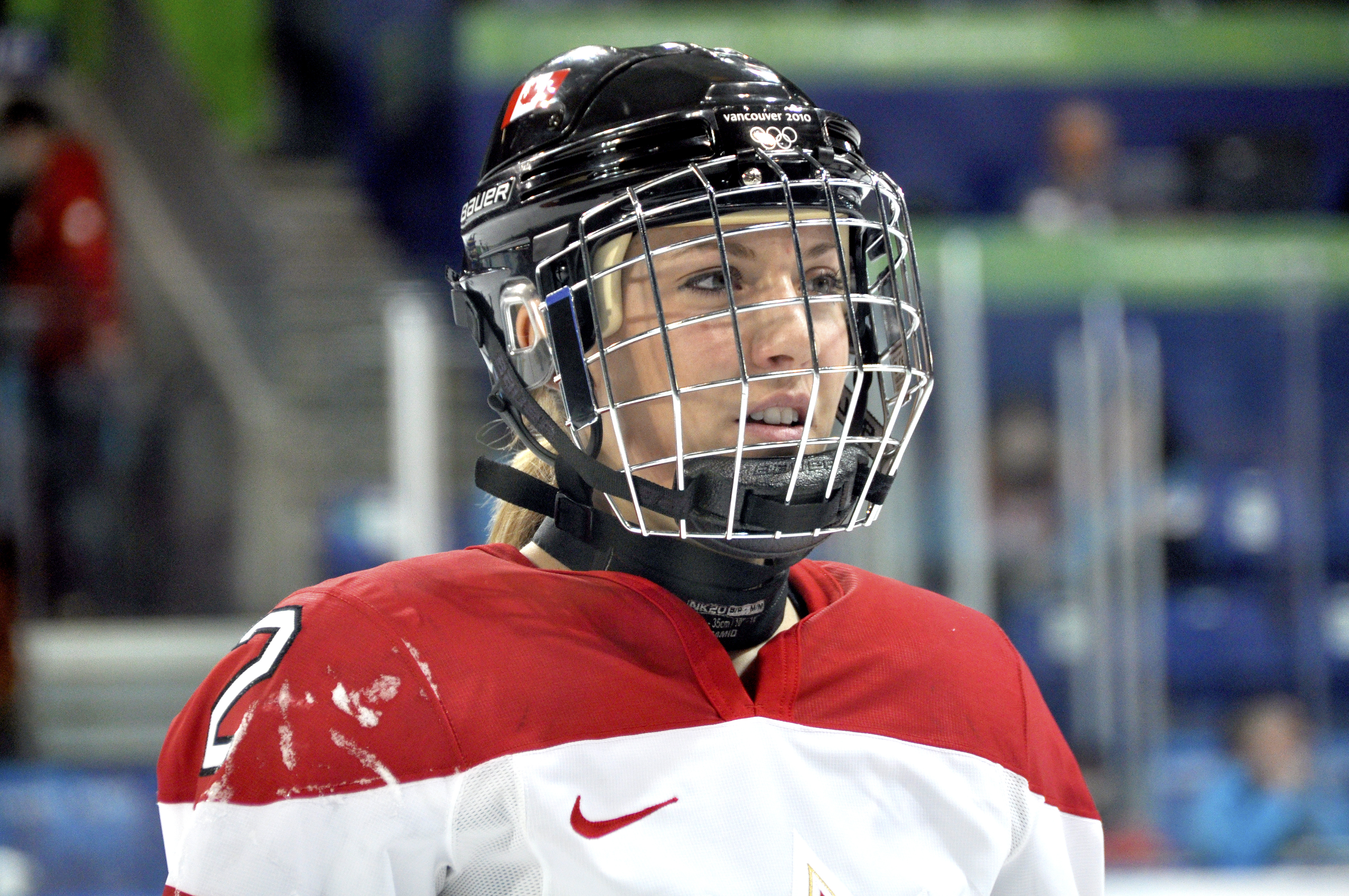
Kanadas Stürmerin Meghan Agosta war Topscorerin des Turniers

- 25. Februar –  Die kanadische Eishockeynationalmannschaft der Frauen gewinnt zum dritten Mal in Folge die Goldmedaille im olympischen Eishockeyturnier. Im Endspiel setzen sich die Kanadierinnen mit 2:0 gegen die USA durch. Beide Tore erzielt die 18-jährige Marie-Philip Poulin im ersten Drittel. Im Spiel um die Bronzemedaille gewinnen die Finninnen mit 3:2 nach Verlängerung gegen Schweden. Das entscheidende Tor in der Verlängerung schoss Karoliina Rantamäki. Beste Punktemacherin des Turniers wird Meghan Agosta aus Kanada mit 15 Punkten (9 Tore und 6 Vorlagen in 5 Spielen). Die beste Statistik der Torhüterinnen weist Agostas Landsfrau Shannon Szabados auf: In drei Spielen ließ sie lediglich ein Tor zu.
- 28. Februar -  Kanada wird Olympiasieger im Eishockey. Das mit Spannung erwartete Finalspiel des Gastgebers gegen die USA endet mit 3:2 nach Verlängerung. Jonathan Toews und Corey Perry hatten Kanada nach 27 Minuten mit 2:0 in Führung gebracht. Die USA kam mit Toren Ryan Keslers und Zach Parises, der 25 Sekunden vor Ende der regulären Spielzeit zum 2:2 traf, noch in die Verlängerung. Dort traf jedoch nach 7:40 Minuten Eishockey-Star Sidney Crosby von den Pittsburgh Penguins zum entscheidenden 3:2. Die Bronzemedaille ging an die Mannschaft Finnlands, die im Halbfinale eine sensationelle Niederlage gegen die USA einstecken musste. Nach nicht einmal 13 Minuten hatten die Finnen hoffnungslos 0:6 zurückgelegen. Kurz vor Ende traf Antti Miettinen zum 1:6-Endstand. Im Spiel um Platz 3 besiegten die Finnen nun trotz eines 1:3-Rückstandes bis zur 46. Minute die Slowakei am Ende mit 5:3. Der Slowake Pavol Demitra war mit 10 Punkten bester Scorer des Turniers - vor seinem Landsmann Marián Hossa. Der Torwart der USA, Ryan Miller, wird zum Wertvollsten Spieler (MVP) gewählt. Im All-Star-Team stehen neben ihm auch seine Landsmänner Zach Parise und Brian Rafalski sowie Pavol Demitra und die Kanadier Jonathan Toews und Shea Weber.

### Weltmeisterschaft der Herren
Vom 7. Mai bis zum 23. Mai fand in Deutschland (Austragungsorte: Köln und Mannheim sowie das Eröffnungsspiel in Gelsenkirchen) die 74. Eishockey-Weltmeisterschaft der Herren statt.
Im Turnierverlauf gab es einige Überraschungen: So schlägt bereits im Eröffnungsspiel Gastgeber Deutschland die favorisierten US-Amerikaner mit 2:1 nach Verlängerung. Das Spiel fand in der Veltins-Arena auf Schalke statt und stellte mit 77 803 Zuschauern einen neuen Zuschauerrekord im Eishockey auf. Am nächsten Tag gelang den ebenfalls in der Deutschland-Gruppe spielenden Dänen ein 4:1-Sieg über Finnland, zudem konnten die Dänen auch mit 2:1 nach Verlängerung gegen die USA gewinnen, die schließlich nach einer 2:3-Niederlage gegen Finnland in die Abstiegsrunde mussten. In der Gruppe C gewann Norwegen überraschend mit 3:2 gegen Tschechien und ein 4:1 der Schweiz über Kanada im Abschlussspiel der Gruppe B schloss diese Überraschungsserie in der Vorrunde.
In der Gruppe E der Zwischenrunde taten sich noch einmal die Mannschaft Dänemarks auf, die die Slowakei innerhalb der ersten 14 Spielminuten mit 6:0 vom Eis fegten. Am Ende erreichten aus der Gruppe E Russland, Finnland, Deutschland und Dänemark das Viertelfinale, während Belarus und die Slowakei auf der Strecke blieben. In der Zwischenrunden-Gruppe F gewannen die Kanadier zum Auftakt spektakulär mit 12:1 gegen Norwegen. Der Schweiz gelang ein 3:2 gegen die Tschechen. Schweden, Schweiz, Tschechien und Kanada erreichten aus dieser Gruppe das Viertelfinale, Norwegen und Lettland schieden aus. In der Abstiegsrunde hatten sich währenddessen die USA und Frankreich gerettet. Italien und Kasachstan stiegen ab.
Die vier Viertelfinalbegegnungen fanden am 20. Mai statt. Finnland unterlag Tschechien trotz früher Führung im Penaltyschießen, Schweden setzte sich ohne Glanz mit 4:2 gegen Dänemark durch. Die Russen untermauerten ihren Titelanspruch durch ein 5:2 über Kanada und Deutschland gelang durch ein Tor im zweiten Drittel durch Philip Gogulla der Halbfinaleinzug gegen die Schweiz.
Im Halbfinale trafen die Tschechen auf Schweden. Schweden ging in der 32. Minute mit 2:1 in Führung und konnte die Führung bis kurz vor Spielende halten. Acht Sekunden vor dem Ende der regulären Spielzeit gelang Karel Rachůnek jedoch noch der Ausgleich. Wie gegen Finnland konnte sich Tschechien nun auch gegen Schweden im Penaltyschießen durchsetzen. Das zweite Halbfinale bestritten Russland und Deutschland. Marcel Goc brachte Deutschland im ersten Drittel in Führung doch Jewgeni Malkin und Pawel Dazjuk drehten die Partie noch.
Im kleinen Finale gelang der schwedischen Mannschaft der Gewinn der Bronzemedaille. Die Schweden gewannen gegen Deutschland mit 3:1.
Im Endspiel am 23. Mai in der Kölner Lanxess-Arena brachte Jakub Klepiš Tschechien nach 20 Sekunden mit 1:0 in Führung. Tomáš Rolinek erhöhte in der 39. Minute auf 2:0. Pawel Datsjuk gelang in der letzten Spielminute noch der Anschlusstreffer, den sechsten WM-Triumph ließen sich die tschechischen Spieler aber nicht mehr nehmen.
In der von Vladimír Růžička trainierten Siegermannschaft standen Michal Barinka, Miroslav Blaťák, Petr Čáslava, Roman Červenka, Petr Gřegořek, Petr Hubáček, Jaromír Jágr, Lukáš Kašpar, Jakub Klepiš, Petr Koukal, Marek Kvapil, Jan Marek, Tomáš Mojžíš, Ondřej Němec, Filip Novák, Jiří Novotný, Ondřej Pavelec, Karel Rachůnek, Tomáš Rolinek, Michal Rozsíval, Martin Růžička, Jakub Štěpánek, Petr Vampola, Tomáš Vokoun und Jakub Voráček.
Russland stellte mit Ilja Kowaltschuk den besten Scorer des Turniers. In neuen Spielen schoss er zwei Tore und leistete zehn Assists. Der deutsche Torhüter Dennis Endras hatte mit 96,13 % die beste Fanqoute aller Torhüter der WM 2010.
Spielertrophäen

| Auszeichnung         | Spieler          | Team        |
| -------------------- | ---------------- | ----------- |
| Wertvollster Spieler | Dennis Endras    | Deutschland |
| Bester Torhüter      | Dennis Endras    | Deutschland |
| Bester Verteidiger   | Petteri Nummelin | Finnland    |
| Bester Stürmer       | Pawel Dazjuk     | Russland    |

All-Star Team

| Angriff:      | Magnus Pääjärvi-Svensson – Pawel Dazjuk – Jewgeni Malkin |
| Verteidigung: | Petteri Nummelin – Christian Ehrhoff                     |
| Tor:          | Dennis Endras                                            |

## Eiskunstlauf
- 19. Januar bis 24. Januar – In der Saku Suurhall im estnischen Tallinn wird die Eiskunstlauf-Europameisterschaften 2010 ausgetragen. In den Einzelwettbewerben siegen Jewgeni Pljuschtschenko (Russland) und Carolina Kostner (Italien). Im Paarlauf gewinnen Juko Kawaguti und Alexander Smirnow die Goldmedaille, im Paartanz geht diese an Oxana Domnina und Maxim Schabalin.
- 15. Februar –  Doppelsieg für China im Paarlaufen: Shen Xue/Zhao Hongbo und Pang Qing/Tong Jian siegen vor den Deutschen Aljona Savchenko/Robin Szolkowy.
- 18. Februar –  Evan Lysacek aus den USA gewinnt die Eiskunstlaufkonkurrenz der Herren vor dem Titelverteidiger und dreifachen Weltmeister Jewgeni Pljuschtschenko aus Russland, der bei den Spielen im Mittelpunkt des Interesses stand. Bronze gewinnt der Japaner Daisuke Takahashi.
- 22. Februar –  Im Eistanz geht Gold an Gastgeber Kanada: Tessa Virtue und Scott Moir siegen mit 221,57 Punkten vor den US-Amerikanern Meryl Davis/Charlie White (215,74 Punkte) und den Europameistern Oksana Domina und Maxim Schabalin aus Russland.
- 25. Februar –  Die Südkoreanerin Kim Yu-na wird mit 228,56 Punkten, einem neuen Weltrekord Olympiasiegerin im Eiskunstlaufen. Die 19-jährige amtierende Weltmeisterin siegt vor Mao Asada aus Japan und Joannie Rochette aus Kanada mit deutlichem Punktevorsprung.
- 23. März bis 28. März – In Turin findet die Eiskunstlauf-Weltmeisterschaften 2010 statt. Japaner gewinnen die Einzelkonkurrenzen der Herren und Damen: Bei den Herren siegt Daisuke Takahashi vor dem Kanadier Patrick Chan und dem Franzosen Brian Joubert. Bei den Frauen ist Mao Asada vor der Südkoreanerin Kim Yu-na und Laura Lepistö aus Finnland erfolgreich. Im Paarlauf geht Gold an das chinesische Paar Pang Qing/Tong Jian, den Olympiazweiten. Im Eistanz siegen die Olympiasieger Tessa Virtue und Scott Moir aus Kanada.
- 9. April und 10. April – In Colorado Springs (USA) findet die Weltmeisterschaft im Synchroneiskunstlauf statt. Gold und Silber gewinnen die ersten zwei Teams aus Finnland, Bronze geht an die USA. Insgesamt nahmen 23 Teams an der Weltmeisterschaft teil.

## Eisschnelllauf
- 9. Januar und 10. Januar – Im norwegischen Hamar wird die Mehrkampfeuropameisterschaft ausgetragen. Bei den Herren siegt der Niederländer Sven Kramer vor Enrico Fabris aus Italien und Iwan Skobrew aus Russland. Bei den Frauen ist die Tschechin Martina Sáblíková siegreich. Sie holt Gold vor der Niederländerin Ireen Wüst und der Deutschen Daniela Anschütz-Thoms.
- 16. Januar und 17. Januar – Im japanischen Obihiro auf Hokkaido findet die 41. Sprintweltmeisterschaft statt. Bei den Herren gibt es durch Lee Kyu-Hyeok und Lee Kang-Seok einen südkoreanischen Doppelsieg. Bronze sichert sich der Japaner Keiichirō Nagashima. Bei den Damen geht Gold ebenfalls an Südkorea: Lee Sang-Hwa gewinnt vor Sayuri Yoshii aus Japan und Jenny Wolf aus Deutschland.
- Die Entscheidungen bei den Olympischen Winterspielen 2010 in Kanada:
  - 13. Februar -  5000 m der Männer: Der niederländische Eisschnelllaufstar Sven Kramer beginnt die Wettkämpfe mit einem neuen olympischen Rekord über 5000 m. Mit 6:14,60 min ist er über zwei Sekunden schneller als der Zweite Lee Seung-hun aus Südkorea. Bronze gewinnt Iwan Skobrew aus Russland.
  - 14. Februar -  3000 m der Frauen: Mehrkampf-Europameisterin Martina Sáblíková aus Tschechien siegt im ersten olympischen Rennen der Frauen bei den Winterspielen 2010 vor der Deutschen Stephanie Beckert. Kristina Groves aus Kanada gewinnt die Bronzemedaille.
  - 15. Februar -  500 m der Männer: Mo Tae-bum aus Südkorea siegt nach zwei Läufen mit 17 Hundertstelsekunden Vorsprung vor dem Japaner Keiichirō Nagashima. Bronze geht ebenfalls an Japan: Jōji Katō holt sich die Medaille.
  - 16. Februar -  500 m der Frauen: Lee Sang-hwa aus Südkorea verweist Jenny Wolf aus Deutschland und Wang Beixing im 500-m-Sprint auf die Plätze.
  - 17. Februar -  1000 m der Männer: Shani Davis aus den USA kann seinen Olympiasieg von 2006 über diese Distanz wiederholen. Davis gewinnt vor Mo Tae-bum aus Südkorea und Chad Hedrick aus den USA.
  - 18. Februar -  1000 m der Frauen: Christine Nesbitt gewinnt die Goldmedaille über 1000 m. Die Kanadierin siegt vor den Niederländerinnen Annette Gerritsen und Laurine van Riessen.
  - 20. Februar -  1500 m der Männer: Dem Niederländer Mark Tuitert gelingt sein bislang größter Triumph in seiner Karriere: Der 29 Jahre alte frühere Mehrkampf-Europameister gewinnt vor Shani Davis aus den USA, dem wie 2006 über 1500 m nur Silber bleibt. Dritter wird der Norweger Håvard Bøkko.
  - 21. Februar -  1500 m der Frauen: Die Niederländerin Ireen Wüst feiert ihren zweiten Olympiasieg ihrer Karriere. Sie siegt über die 1500 m vor Kristina Groves aus Kanada und der Tschechin Martina Sáblíková.
  - 23. Februar -  10.000 m der Männer: Eine der wohl schicksalsträchtigsten Momente dieser Winterspiele schreibt der 10.000-m-Lauf der Männer. Favorit Sven Kramer wurde nach sieben Kilometer von seinem Trainer Gerard Kemkers auf die falsche Bahn gewiesen. Kramer, der das Rennen noch mit einer eigentlich zum Sieg reichenden Zeit zu Ende lief, wurde vom Wettkampfgericht disqualifiziert. So gewann der Südkoreaner Lee Seung-hun nach Silber über 5000 m nun Gold über 10.000 m mit einem neuen olympischen Rekord (12:58,55 min). Silber ging an den Russen Iwan Skobrew, Bronze an Bob de Jong, Niederlande.
  - 24. Februar -  5000 m der Frauen: Martina Sáblíková aus Tschechien gewinnt ihre zweite Goldmedaille. Wie beim Rennen über 3000 m gewinnt sie vor der Deutschen Stephanie Beckert. Clara Hughes aus Kanada sichert sich die Bronzemedaille.
  - 27. Februar -  Teamverfolgung der Frauen: Die deutsche Mannschaft mit den Läuferinnen Daniela Anschütz-Thoms, Stephanie Beckert und Katrin Mattscherodt (sowie Anni Friesinger-Postma, die nur im Halbfinale eingesetzt wurde) gewinnt im Finale gegen Japan (Masako Hozumi, Nao Kodaira, Maki Tabata). Bronze sichern sich im B-Finale die Läuferinnen Polens (Katarzyna Bachleda-Curuś, Katarzyna Woźniak und Luiza Złotkowska) durch einen Sieg über die USA.
  - 27. Februar -  Teamverfolgung der Männer: Kanada (Mathieu Giroux, Lucas Makowsky, Denny Morrison) gewinnt im Finale mit einem Vorsprung von 21 Hundertstelsekunden gegen die USA (Brian Hansen, Chad Hedrick, Jonathan Kuck). Im B-Finale gewinnt die Niederlande (Jan Blokhuijsen, Sven Kramer, Mark Tuitert) mit neuem olympischen Rekord (3:39,95 min) die Bronzemedaille gegen Norwegen.
- 19. März bis 21. März - Heerenveen ist Austragungsort der Mehrkampfweltmeisterschaft 2010. Der in Heerenveen geborene Sven Kramer, Olympiasieger über 5000 m in Vancouver, sichert sich bei den Herren den Titel vor dem US-Amerikaner Jonathan Kuck und dem Norweger Håvard Bøkko. Bei den Frauen holt sich die 22-jährige Martina Sáblíková aus Tschechien den Titel vor Kristina Groves aus Kanada und Ireen Wüst aus den Niederlanden.

## Eisstock
- 5. Februar bis 7. Februar – Im österreichischen Freilassing findet die 56. Europameisterschaft im Weitenwettbewerb statt. Der Österreicher Bernhard Patschg gewinnt mit einer Weite von 139,89 Meter vor Peter Rottmoser (Deutschland, 132,70 Meter) und Rene Genser (Österreich, 130,60 Meter). Im Mannschaftswettbewerb gewinnt Österreich mit 385,25 zu 384,36 Metern gegen Deutschland. Für Österreich warfen Bernhard Patschg, Rene Genser und Markus Weichinger. Bronze geht an die Mannschaft Italiens.
- 2. März bis 7. März - Im österreichischen Klagenfurt findet die (offene) Europameisterschaft im Mannschaftsspiel und Zielwettbewerb statt. Bei den Herren siegt die Mannschaft Österreichs (Patrick Fischer, Gerhard Fuchs, Johann Schopf, Andreas Schurian, Mattias Taxacher) im Finale gegen Italien mit 35:17. Im Spiel um Platz 3 gewinnt Deutschland gegen die USA mit 40:8. Bei den Damen holt sich ebenfalls Österreich (Bettina Eckerstorfer, Sabine Fillafer, Sonja Oswald-Wagner, Romana Waldner, Anna Weilharter) den Titel. Die Österreicherinnen bezwingen Italien mit 31:25. Bronze geht an die Deutschen, die Slowenien mit 24:17 besiegen. Im Einzel-Zielwettbewerb der Damen gewinnt die Österreicherin Susanne Sohm-Armellini mit 674 Punkten vor der Deutschen Marina Dunstmair (668 Punkte) und Silvia Gutmann-Wild aus Österreich (659 Punkte). Im Zielwettbewerb der Damenmannschaften geht der Titel an Deutschland: Doris Schubert, Karin Schubert, Marina Dunstmair und Marion Eichinger gewinnen mit 364 Punkten vor Österreich (300 Punkte) und Slowenien (243 Punkte). Im Einzel-Zielwettbewerb der Herren siegt Thomas Fuchs aus Österreich mit 728 Punkten. Silber geht an den Deutschen Rudolf Winkler mit 713 Punkten. Franz Roth aus Österreich erhält mit 703 Punkten Bronze. Im Mannschafts-Zielwettbewerb der Herren gewinnt Österreich (Andre Roman Brunner, Thomas Fuchs, Franz Roth, Bernd Fischer) mit 367 Punkten vor Deutschland (362 Punkte) und Italien (309 Punkte).

## Floorball
- Siehe #Unihockey.

## Freestyle-Skiing

### Aerials (Springen)
- 24. Februar -  Mit knapp 7,5 Punkten Vorsprung wird Lydia Lassila aus Australien Olympiasiegerin. Silber und Bronze gehen an die Chinesinnen Li Nina und Guo Xinxin.
- 25. Februar -  Der Belarusse Aljaksej Hryschyn, der bereits 2002 die Bronzemedaille in der Disziplin Aerials gewinnen konnte, wird Olympiasieger vor Jeret Peterson aus den USA. Der Chinese Liu Zhongqing gewinnt die Bronzemedaille.

### Big Air
- 29. Januar – Bei den 14. Winter-X-Games in Aspen (Colorado) siegt Bobby Brown (USA) vor T.J. Schiller (Kanada) und Elias Ambuhl aus der Schweiz.

### Moguls (Buckelpiste)
- 13. Februar -  Die US-Amerikanerin Hannah Kearney wird vor der amtierenden Olympiasiegerin Jennifer Heil aus Kanada Siegerin der olympischen Moguls-Wettkampfes. Die Nordamerikanische Vormachtstellung wird durch Shannon Bahrkes (USA) Bronzemedaille untermauert.
- 14. Februar -  Alexandre Bilodeau aus Kanada, 2009 Weltmeister in der Disziplin Dual Moguls, wird Olympiasieger vor Dale Begg-Smith aus Australien und dem US-Amerikaner Bryon Wilson.

### Skicross
- 31. Januar – Bei den 14. Winter-X-Games in Aspen (Colorado) gehen die ersten drei Plätze an Kanadier: Christopher Del Bosco siegt vor seinen Landsmännern David Duncan und Brady Leman.
- 31. Januar – Bei den Frauen gewinnt Ophélie David (Frankreich) vor Ashleigh McIvor und Kelsey Serwa (beide Kanada) den ersten Platz bei den X-Games.
- 21. Februar -  Der Schweizer Mike Schmid siegt vor Andreas Matt aus Österreich und Audun Grønvold aus Norwegen. X-Games-Sieger Christopher Del Bosco aus Kanada wird Vierter.
- 23. Februar -  Die amtierende Weltmeisterin im Skicross, die 27 Jahre alte Ashleigh McIvor aus Kanada wird Olympiasiegerin vor Hedda Berntsen aus Norwegen und Marion Josserand aus Frankreich.

### Slopestyle
- 28. Januar – Kaya Turski (Kanada) verweist bei den 14. Winter-X-Games in Aspen (Colorado) im Wettbewerb der Frauen Keri Herman (USA) und Grete Eliassen (Norwegen) auf die Plätze.
- 30. Januar – Bei den Männern gewinnt Bobby Brown (USA) vor Andreas Håtveit (Norwegen) und Sammy Carlson (USA) die Entscheidung im Slopestyle.

### Superpipe
- 29. Januar – Jen Hudak (USA) siegt bei den 14. Winter-X-Games in Aspen (Colorado) vor den Kanadierinnen Megan Gunning und Roz Groenewoud.
- 31. Januar – Die Franzosen gewinnen bei den X-Games in dieser Disziplin bei den Herren Gold und Bronze durch Kévin Rolland und Xavier Bertoni. Der Neuseeländer Jossi Wells wird Zweiter.

### SuperPipe High Air
- 31. Januar – Peter Olenick (USA) gewinnt mit einer Höhe von 299 Inches bei den 14. Winter-X-Games in Aspen (Colorado) vor Justin Dorey (Kanada) und dem SuperPipe-Sieger Kévin Rolland aus Frankreich.

## Fußball

### Nationalmannschaftsfußball

#### Afrikameisterschaft
10. Januar bis 31. Januar – Angola ist Ausrichter der 27. Afrikameisterschaft. Zwei Tage vor Beginn des Turniers wurde auf den Mannschaftsbus der togoischen Nationalmannschaft an der Grenze zwischen der Republik Kongo und der angolanischen Exklave Cabinda ein Attentat verübt, bei dem Assistenztrainer, der Pressesprecher der togoischen Mannschaft und der Busfahrer getötet und mehrere Delegationsmitglieder schwer verwundet wurden. Der Fußballverband Togos entschied sich am 9. Januar dazu, seine Mannschaft aus Angola zurückzuholen. Damit wurde die Afrikameisterschaft 2010 nur mit 15 Teams begonnen.
Angola, Ghana, die Elfenbeinküste, Ägypten, Nigeria, Algerien, Kamerun und Sambia qualifizieren sich für das Viertelfinale. In den Halbfinalbegegnungen am 28. Januar bezwingt Ghana Nigeria mit 1:0. Ägypten schlägt Algerien mit 4:0 und revanchiert sich damit für die Niederlage im Relegationsspiel um die WM-Qualifikation nur wenige Wochen vor der Afrikameisterschaft.
Am 30. Januar schlägt in Benguela Nigeria im Spiel um Platz 3 Algerien mit 1:0. Torschütze war in der 55. Minute Victor Obinna. Am Tag darauf findet im Estádio 11 de Novembro in Luanda das Endspiel zwischen Ghana und Ägypten statt. Vor 45 000 Zuschauer gewinnen die von Hassan Shehata trainierten Ägypter durch ein Tor in der 85. Minute von Mohamed „Gedo“ Nagy mit 1:0. Ägypten feiert damit seine siebte Afrikameisterschaft und eine erfolgreiche Titelverteidigung.

#### Weltmeisterschaft

Logo der FIFA-Weltmeisterschaft 2010 in Südafrika

Die 19. Fußball-Weltmeisterschaft wird vom 11. Juni bis 11. Juli von Südafrika ausgetragen. 204 Nationen nahmen an der Qualifikation zu diesem Turnier teil, am Ende schafften 32 die Qualifikation. Austragungsorte sind Johannesburg (2 Stadien), Durban, Kapstadt, Pretoria, Port Elizabeth, Nelspruit, Bloemfontein, Polokwane und Rustenburg. Es ist die erste Weltmeisterschaft die in Afrika ausgetragen wird.

##### Vorrunde
Südafrika verpasste mit Platz drei in der Gruppe A als erster Gastgeber das Erreichen der nächsten Runde. Uruguay wurde etwas überraschend ungeschlagen Gruppensieger vor Mexiko. Der Vizeweltmeister von 2006, Frankreich, holte nur ein Punkt gegen Uruguay und schied als Gruppenletzter aus.
In der Gruppe B gewann Argentinien alle drei Spiele, jedoch ohne dass Superstar Lionel Messi vom FC Barcelona ein Tor erzielte. Südkorea erreichte hinter Argentinien ebenfalls das Achtelfinale, während Griechenland und Nigeria auf der Strecke blieben. Nach fast neun Jahren endete die Amtszeit des griechischen Trainers Otto Rehhagel, der die Griechen 2004 völlig überraschend zum EM-Titel geführt hatte. In Nigeria hatte das schwache Abschneiden der WM-Mannschaft drastische Folgen: Der nigerianische Staatspräsident Goodluck Jonathan verfügte die Auflösung des nigerianischen Fußballverbandes sowie den Rückzug der Super Eagles für zwei Jahre von allen Turnieren. Nach einem Ultimatum der FIFA nahm Jonathan jedoch die Auflösung und Sperre zurück.
In der Gruppe C gelang es US-Boys Tabellenerster zu werden. Die schwache englische Mannschaft wurde Zweiter. Slowenien und Algerien schieden aus.
Ein junges deutsches Team erreichte nach einem 1:0 über Ghana im letzten Gruppenspiel das Achtelfinale. Zuvor hatte Deutschland in der Gruppe D gegen Serbien 0:1 verloren. Deutschland und Ghana kamen weiter, Australien und Serbien gehörten zu den 16 Mannschaften, die das Achtelfinale nicht erreichten.
In der Gruppe E gewann die Niederlande seine Gruppenspiele gegen Dänemark, Japan und Kamerun und wurde mit neun Punkten Gruppensieger. Japan gewann das entscheidende Spiel gegen Dänemark mit 3:1 und wurde Zweiter.
In der Gruppe F trennten sich Italien und Paraguay und Neuseeland und die Slowakei zu Beginn jeweils 1:1. Paraguay gewann im zweiten Spiel gegen Slowakei während Weltmeister Italien nicht über 1:1 gegen Neuseeland herauskam. In einem dramatischen Spiel schlug die Slowakei abschließend Italien mit 3:2 und erreichte das Achtelfinale, wie Paraguay, das gegen Neuseeland 0:0 spielte. Neuseeland schied somit ungeschlagen, mit drei Unentschieden, aus.
Brasilien gewann die Gruppe G vor Portugal. Die Portugiesen hatten zwischen zwei 0:0-Unentschieden gegen die Elfenbeinküste und Brasilien die Nationalmannschaft Nordkoreas mit 7:0 abgefertigt.
In der Gruppe H gelang zu Beginn der Schweiz durch einen 1:0-Sieg über Spanien eine Sensation. Spanien gewann jedoch die beiden anderen Gruppenspiele und wurde vor Chile Gruppensieger. Honduras wurde mit einem Punkt hinter der Schweiz Tabellenletzter.

##### Achtelfinale
Südkorea unterlag im ersten Spiel Uruguay mit 1:2. Die Nationalmannschaft Ghanas setzte sich in der Verlängerung mit 2:1 gegen die Vereinigten Staaten durch. In Bloemfontein fertigte Deutschland England mit 4:1 ab. Beim Stand von 2:1 für Deutschland in der ersten Halbzeit wurde den Engländern ein reguläres Tor - der Ball sprang von der Unterseite der Latte hinter der Torlinie auf - nicht zugesprochen. In Deutschland sprach man daraufhin von der Rache für Wembley. Argentinien schlug Mexiko mit 3:1 und erreichte ebenso das Viertelfinale wie die Niederlande durch ein 2:1 über die Slowakei. Mitfavorit für den WM-Titel Brasilien schlug Chile klar mit 3:0. Das erste Elfmeterschießen des Turniers gab es zwischen Paraguay und Japan. Nachdem es nach Verlängerung noch 0:0 gestanden hatte, gewannen die Spieler Paraguays in einem Krimi mit 5:3. Den entscheidenden Elfmeter verschoss Yūichi Komano. Das letzte Achtelfinale zwischen den Nachbarn Spanien und Portugal entschied der amtierende Europameister Spanien mit 1:0 für sich.

##### Viertelfinale
Das erste Spiel im Viertelfinale entschied die Niederlande etwas überraschend mit 2:1 gegen Brasilien für sich. Robinho hatte Brasilien früh in Führung gebracht. Zwei Treffer Wesley Sneijders bedeuteten jedoch den Sieg der Niederlande.
Das Spiel zwischen Uruguay und Ghana fand ein dramatisches Ende. Sulley Muntari brachte Ghana in der Nachspielzeit der ersten Halbzeit mit 1:0 in Führung. Diego Forlán glich in der 55. Minute aus. Das Spiel ging in die Verlängerung, in der kein weiteres Tor mehr fiel, bis in der 120. Minute ein ghanaischer Kopfball von Uruguays Stürmer Luis Suárez mit der Hand auf der Linie abgewehrt wurde. Asamoah Gyan trat zum Strafstoß an und verschoss, womit das Spiel ins Elfmeterschießen ging, das Uruguay mit 4:2 für sich entschied.
Das dritte Viertelfinale zwischen die von Diego Maradona trainierten Argentinier und Deutschland sollte zu einer kleinen Sternstunde Deutschlands werden. Nach dem deutschen 4:1-Sieg über England gewann Deutschland das Spiel gegen Argentinien nach Toren von Thomas Müller, Miroslav Klose, Arne Friedrich und noch einmal Klose mit 4:0.
Spanien gewann gegen Paraguay mit 1:0. David Villa traf in der 83. Minute. Zuvor hatten beide Mannschaften die Chance per Elfmeter mit 1:0 in Führung zu gehen verpasst.

##### Halbfinale
Die Niederländer schlugen Uruguay mit 3:2. Giovanni van Bronckhorsts Führungstor in der 18. Minute konnte Uruguays Diego Forlán in der 41. Minute noch ausgleichen. In der zweiten Halbzeit erhöhten Wesley Sneijder und Arjen Robben jedoch auf 3:1. Maximiliano Pereira gelang in der Nachspielzeit noch der Anschlusstreffer, doch die Niederlage der von Óscar Tabárez trainierten Uruguayer war nicht mehr abzuwenden.
Das zweite Halbfinale in Durban zwischen Spanien und Deutschland zeigte sich die spanische Elf über weite Strecken überlegen und kam schließlich durch Carles Puyol zum 1:0-Siegtreffer.

##### Spiel um Platz 3 und Finale
Im Spiel um die Bronzemedaille konnte die deutsche Elf, die mit einigen Ergänzungsspielern wie Ersatztorhüter Hans Jörg Butt in der Startelf auflief, die Uruguayer mit 3:2 besiegen. Thomas Müllers 1:0 nach 19 Minuten konnten die Südamerikaner dank Treffern von Edinson Cavani (28.) und Forlàn (51.) in einen eigenen Vorsprung verwandeln, bevor Marcell Jansen fünf Minuten darauf ausgleichen konnte. Ein Kopfball von Sami Khedira (82.) besiegelte schließlich den deutschen Erfolg.
Das Endspiel in Johannesburg entwickelte sich zu einer vor allem von holländischer Seite hart geführten Partie. Verteidiger Johnny Heitinga musste nach 109 Minuten nach einer Gelb-Roten Karte den Platz verlassen, weitere schwere Fouls von Mark van Bommel und Nigel de Jong wurden vom englischen Schiedsrichter Howard Webb nicht geahndet. Andrés Iniesta sicherte Spanien mit seinem 1:0-Siegtor vier Minuten vor Ende der Verlängerung schließlich den ersten Fußball-Weltmeistertitel der Geschichte.

### Vereinsfußball
Die Entscheidungen in den wichtigsten Ligen deutschsprachiger Länder und Europas:
| Land (Liga)                | Meister              | Vizemeister       | Torschützenkönig                         |  | Pokalsieger         |
| -------------------------- | -------------------- | ----------------- | ---------------------------------------- |  | ------------------- |
| Deutschland (Bundesliga)   | FC Bayern München    | FC Schalke 04     | Edin Džeko                               |  | FC Bayern München   |
| Österreich (Bundesliga)    | FC Red Bull Salzburg | FK Austria Wien   | Steffen Hofmann (GER, SK Rapid Wien)     |  | SK Sturm Graz       |
| Schweiz (Super League)     | FC Basel             | BSC Young Boys    | Seydou Doumbia (CIV, BSC Young Boys)     |  | FC Basel            |
|                            |                      |                   |                                          |  |                     |
| England (Premier League)   | FC Chelsea           | Manchester United | Didier Drogba (CIV, FC Chelsea)          |  |                     |
| Frankreich (Ligue 1)       | Olympique Marseille  | Olympique Lyon    | Mamadou Niang (SEN, Olympique Marseille) |  | Paris Saint-Germain |
| Italien (Serie A)          | Inter Mailand        | AS Rom            | Antonio Di Natale (ITA, Udinese Calcio)  |  | Inter Mailand       |
| Spanien (Primera División) | FC Barcelona         | Real Madrid       | Lionel Messi (ARG, FC Barcelona)         |  |                     |

#### Champions League

Startaufstellung im CL-Finale 2010

- Hauptartikel: UEFA Champions League 2009/10

22. Mai - Inter Mailand, das im Halbfinale bereits den Titelverteidiger und Favoriten FC Barcelona ausschaltete, traf im Finale auf den FC Bayern München, der im Halbfinale Olympique Lyon zweimal besiegte. Sowohl Inter als auch Bayern hatten zuvor in ihren Ländern die nationale Meisterschaft und den Pokal gewonnen, womit einem der Vereine das begehrte Triple gelingen würde. Inter Mailand entschied das Spiel im Estadio Santiago Bernabéu in Madrid vor fast 75 000 Zuschauer mit 2:0 (1:0) für sich. Der Argentinier Diego Milito erzielte beide Tore (35. Minute und 70. Minute).

#### Europa League
- Hauptartikel: UEFA Europa League 2009/10

#### Fünfjahreswertung
Im Laufe der Saison 2009/10 entwickelte sich ein spannendes Duell zwischen den ersten Ligen Italiens und Deutschlands um den dritten Platz in der UEFA-Fünfjahreswertung, die die Anzahl der Startplätze für Champions League und Europa League regelt. Mit dem Sieg Inter Mailands im CL-Finale über Bayern München kam die Serie A doch noch an die zwischenzeitlich auf Platz drei vorgerückte deutsche Bundesliga.
| Pos. | Land          | 2005/06 | 2006/07 | 2007/08 | 2008/09 | 2009/10 | TOTAL  | CL-Plätze 2011/12 | EL-Plätze 2011/12 |
| ---- | ------------- | ------- | ------- | ------- | ------- | ------- | ------ | ----------------- | ----------------- |
| 01.  | England       | 14,428  | 16,625  | 17,875  | 15,000  | 17,928  | 81,856 | 4                 | 3                 |
| 02.  | Spanien       | 15,642  | 19,000  | 13,875  | 13,312  | 17,928  | 79,757 | 4                 | 3                 |
| 03.  | Italien       | 15,357  | 11,928  | 10,250  | 11,375  | 15,428  | 64,338 | 4                 | 3                 |
| 04.  | Deutschland   | 10,437  | 9,500   | 13,500  | 12,687  | 18,083  | 64,207 | 3                 | 3                 |
| 05.  | Frankreich    | 10,812  | 10,000  | 6,928   | 11,000  | 15,000  | 53,740 | 3                 | 3                 |
| 06.  | Russland      | 10,000  | 6,625   | 11,250  | 9,750   | 6,166   | 43,791 | 3                 | 3                 |
| 07.  | Ukraine       | 5,750   | 6,500   | 4,875   | 16,625  | 5,800   | 39,550 | 2                 | 4                 |
| 08.  | Rumänien      | 16,833  | 11,333  | 2,600   | 2,642   | 6,083   | 39,491 | 2                 | 4                 |
| 09.  | Portugal      | 5,500   | 8,083   | 7,928   | 6,785   | 10,000  | 38,296 | 2                 | 4                 |
| 10.  | Niederlande   | 7,583   | 8,214   | 5,000   | 6,333   | 9,416   | 36,546 | 2                 | 3                 |
|      |               |         |         |         |         |         |        |                   |                   |
| 13.  | Schweiz       | 9,375   | 4,100   | 6,250   | 2,900   | 5,750   | 28,375 | 2                 | 3                 |
|      |               |         |         |         |         |         |        |                   |                   |
| 19.  | Österreich    | 3,250   | 1,500   | 3,200   | 2,250   | 9,375   | 19,575 | 1                 | 3                 |
|      |               |         |         |         |         |         |        |                   |                   |
| 41.  | Liechtenstein | 1,000   | 2,000   | 0,500   | 0,000   | 1,000   | 4,500  | 0                 | 1                 |

## Futsal
- 19. Januar bis 30. Januar – In Debrecen und Budapest in Ungarn wird die 7. Futsal-Europameisterschaft ausgespielt. Im Finale sichert sich Spanien durch ein 4:2 (2:0) über Portugal den dritten Titel in Folge. Tschechien gewinnt das Spiel um Platz 3 mit 5:3 gegen Aserbaidschan. Mit je fünf Treffern werden Javi Rodríguez (Spanien), Saad Assis (Italien), Joel Queirós (Portugal) und Biro Jade (Aserbaidschan) Torschützenkönige.

## Gewichtheben
- 2. April bis 11. April - In der belarussischen Hauptstadt Minsk findet die 89. Europameisterschaften im Gewichtheben statt. Russland wird die erfolgreichste Nation.

## Golf
Das Golfjahr 2010 wurde von einem Skandal im Privatleben des Superstars Tiger Woods überschattet. Ende 2009 wurden infolge eines Verkehrsunfalles Enthüllungen über sein Eheleben bekannt. Woods verlor stark Ansehen. Nach einer rund zwanzigwöchigen Pause und einem Rückzug aus der Öffentlichkeit gab er im April 2010 sein Comeback bei den Masters und erreichte nach starkem Auftritt einen geteilten vierten Platz.
| The Masters 8. bis 11. April in Augusta (Georgia) 0 1. Phil Mickelson, 272 2. Lee Westwood, 275 3. Anthony Kim, 276 | U.S. Open 17. bis 20. Juni in Pebble Beach (Kalifornien) 0 1. Graeme McDowell, 284 2. Grégory Havret, 285 3. Ernie Els, 286 | The Open Championship 15. bis 18. Juli in St Andrews (Schottland) 0 1. Louis Oosthuizen, 272 2. Lee Westwood, 279 3. Paul Casey, 280 3. Rory McIlroy, 280 3. Henrik Stenson, 280 | PGA Championship 12. bis 15. August in Haven (Wisconsin) 0 1. Martin Kaymer, 277+11 2. Bubba Watson, 277+12 3. Rory McIlroy, 278 3. Zach Johnson, 278 |

### Lochspiel (Match Play)
- 17. Februar bis 21. Februar – In Marana (Arizona) findet die WGC-Accenture Match Play Championship statt. Im reinenglischen Finale zwischen Ian Poulter und Paul Casey gewinnt der 34-jähriger Poulter mit 4 und 2. Im Spiel um Platz 3 gewinnt Camilo Villegas aus Venezuela mit 5 und 4 gegen Sergio García aus Spanien.

## Handball

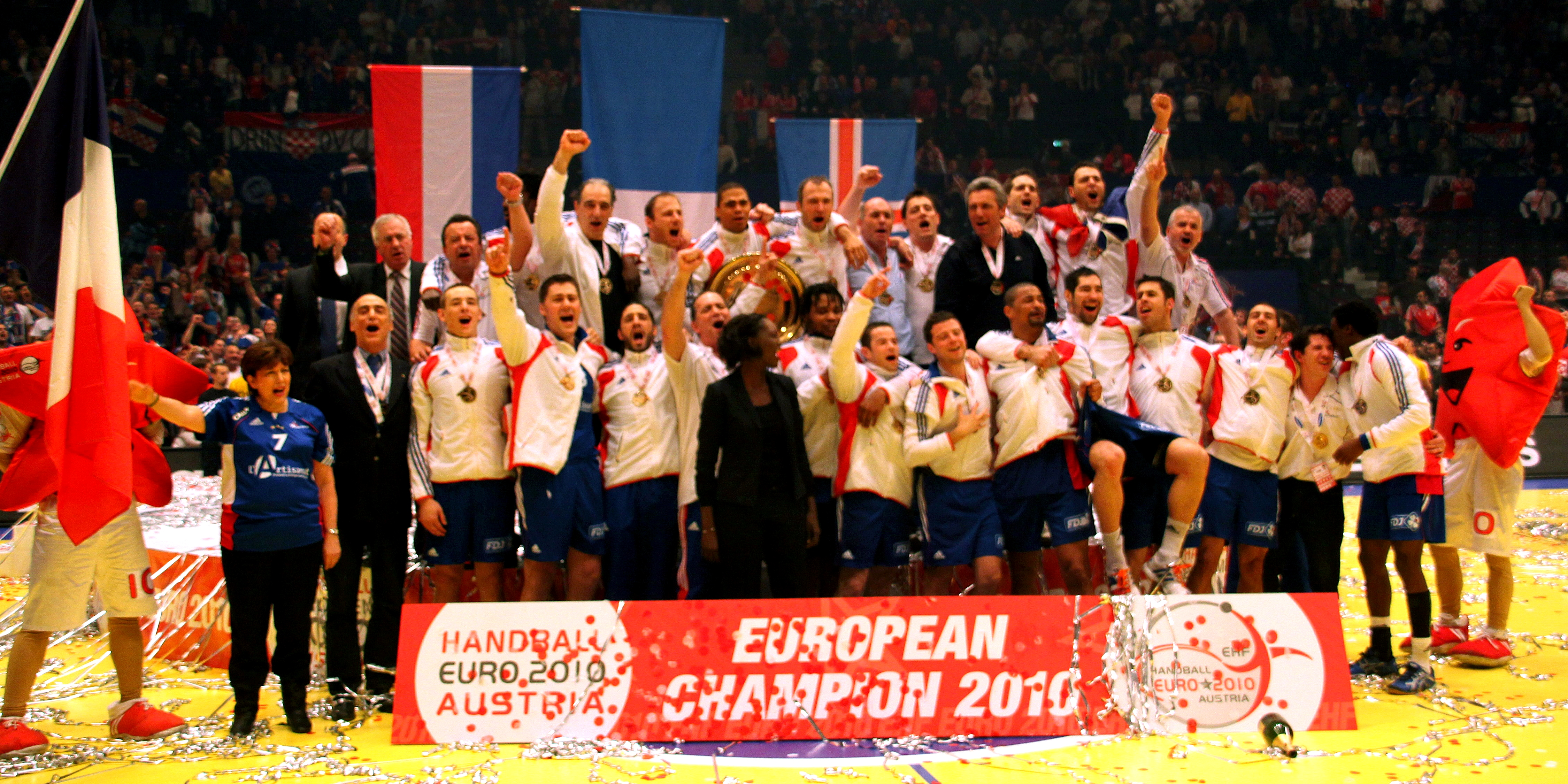
Die französische Mannschaft bejubelt ihren Erfolg

- 19. Januar bis 31. Januar – Österreich ist Austragungsland der 9. Handball-Europameisterschaft. Im Halbfinale können sich Frankreich und Kroatien gegen ihre Gegner Island und Polen durchsetzen und ziehen ins Finale ein. Island schlägt im kleinen Finale Polen am 31. Januar mit 29:26 (18:10). Frankreich gewinnt die Europameisterschaft nach einem 25:22 (12:12)-Sieg über Kroatien. Frankreich macht damit seine Titel-Sammlung perfekt. Nach dem EM-Gewinn sind die Franzosen amtierender Olympiasieger, Weltmeister und Europameister. Erfolgreichster Torschütze des Turniers wird der Tscheche Filip Jícha (53 (7) Tore; Schnitt 8,83 Tore pro Spiel). Der linke Rückraumspieler wird auch zum wertvollsten Spieler des Turniers gewählt.

## Hockey

### Feldhockey
- 28. Februar bis 13. März - Im Dhyan Chand National Stadium in Neu-Delhi wird die 12. Feldhockey-Weltmeisterschaft der Herren ausgetragen. Die australische Nationalmannschaft schlägt im Finale Deutschland mit 2:1. Eddie Ockenden brachte Australien nach sechs Minuten mit 1:0 in Führung. Moritz Fürste konnte für Deutschland in der 48. Minute per Eckball ausgleichen, Luke Doerner stellte allerdings ebenfalls nach Eckball den alten Spielabstand her und sichert Australien den zweiten Weltmeistertitel nach dem WM-Sieg von 1986. Im Spiel um Platz 3 gewinnt die niederländische Mannschaft mit 4:3 gegen England. Toptorschützen des Turniers werden Luke Doerner (Australien) und Taeke Taekema (Niederlande) mit jeweils acht Treffern.
- 29. August bis 11. September - Im argentinischen Rosario wird die 12. Feldhockey-Weltmeisterschaft der Damen ausgetragen. Im Finale besiegte Argentinien die Niederlande mit 3:1 (2:0). Das Spiel um die Bronzemedaille endete zwischen Deutschland und England mit 2:0 für England. Torschützenkönigin wurde Maartje Paumen (NED, 12 Tore).

### Hallenhockey
- 15. Januar bis 17. Januar – Im niederländischen Almere findet die 14. Hallenhockey-Europameisterschaft der Herren statt. Österreich schlägt im Finale Russland mit 4:3 nach Verlängerung. Gastgeber Niederlande hatte sich zuvor nach einem Sieg über Spanien die Bronzemedaille gesichert.
- 22. Januar bis 24. Januar – In Duisburg findet die 15. Hallenhockey-Europameisterschaft der Damen statt. Die Ukraine bezwingt im Finale Spanien mit 6:5. Deutschland sichert sich im kleinen Finale durch ein 4:2 über die Niederlande den dritten Platz.

## Jo-Jo
- 12. August bis 14. August - Im Rosen Plaza Hotel in Orlando, Florida (USA) findet der World Yo-Yo Contest 2010 statt.[3]

## Judo
- 23. April bis 25. April - In Wien finden die 21. Judo-Europameisterschaften statt. Ungarn, Russland und Rumänien können je zwei Goldmedaillen gewinnen, Georgien (Männer) und Italien (Frauen) entscheiden die Teamwettbewerbe für sich.

## Kanusport

### Kanu-Freestyle
- 16. Juni bis 19. Juni - Im österreichischen Lienz finden die Europameisterschaften statt.[4] Lukas Cervinka (CZE) gewinnt den Wettbewerb im C1. Im K1 der Männer gewinnt Peter Csonka (SVK), im K1 der Frauen Marlène Devillez. Fabian Krummreich (GER) gewinnt den OC-Wettbewerb.

### Wildwasserrennsport
- 7. Juni bis 12. Juni - Im katalanischen Sort (Lleida) werden die Weltmeisterschaften im Wildwasserrennsport ausgetragen.[5] Es siegen im K1 Loïc Vynisale (FRA) und Alke Overbeck (GER). Im C1 Emil Milihram (CRO) und Radka Valikova (CZE). Im C2 siegen die Slowenen Taljat/Bozic. Der Teamsprint im C1 wird von den Franzosen Guillaume Alzingre, Marc Brodiez und Yann Claudepierre gewonnen. Der Teamsprint im K1 von den Tschechen Karel Slepica, Kamil Mruzek und Tomáš Slovák. Im C2 Teamsprint gewinnt ebenfalls Tschechien. Der K1-Teamsprint der Frauen wird von den Französinnen Nathalie Gastineau, Sixtine Malaterre und Laetitia Parage gewonnen. Die Goldmedaillen in den sogenannten Classic-Teamwettbewerben gehen an Tschechien (Lukas Novosad, Ondřej Rolenc und Marek Rygel) im C1 der Männer, an das Vereinigte Königreich (Hannah Brown, Sandra Hyslop und Jessica Oughton) im K1 der Frauen, an Deutschland im C2 der Männer und an Tschechien (Ales Marek, Kamil Mruzek und Tomáš Slovák) im K1 der Männer.

## Karate
- 7. Mai bis 9. Mai - Athen trägt die 45. Europameisterschaften im Karate aus.

## Kickboxen
- 23. Oktober bis 30. Oktober - In Edinburgh werden die Amateurweltmeisterschaften der Kickboxer des Verbandes WKA ausgetragen.

## Korfball
- 22. Oktober bis 31. Oktober - In den Niederlanden wird die 4. Europameisterschaft im Korfball ausgetragen. 16 Mannschaften spielen bei dem erstmals in den Niederlanden ausgetragenen Turnier um die Europameisterschaft. Die Gastgeber besiegen im Finale in Rotterdam die Mannschaft Belgiens mit 25:21. Bronze geht an die Tschechen (18:11 gegen Deutschland).

## Leichtathletik
- 16. Oktober - In Nanning (China) finden die 19. Halbmarathon-Weltmeisterschaften statt. Der Kenianer Wilson Kiprop gewinnt in 1:00:07 Stunden vor dem Äthiopier Zersenay Tadese und Sammy Kirop Kitwara (Kenia). Die Mannschaftswertung entscheidet Kenia (Wilson Kiprop, Sammy Kirop Kitwara und Silas Kipruto) vor Eritrea und Äthiopien.
Bei den Frauen heißt die Siegerin Florence Jebet Kiplagat. Die Kenianerin gewinnt in 1:08:24 Stunden mit 10 Sekunden Vorsprung auf Dire Tune aus Äthiopien. Bronze geht an Peninah Jerop Arusei aus Kenia. Die Teamwertung entscheidet Kenia (Florence Jebet Kiplagat, Peninah Jerop Arusei, Joyce Chepkirui) vor Äthiopien und Japan.

### Berglauf
- 5. September - Im slowenischen Kamnik werden die Berglauf-Weltmeisterschaften ausgetragen. Samson Kiflemariam aus Eritrea gewann vor seinem Landsmann Azerya Teklay Weldemariam und Geofrey Kusuro aus Uganda. Eritrea gewinnt mit Samson Kiflemariam, Azerya Teklay Weldemariam, Petro Manu Shaku und Abraham Kidane Habtom die Teamwertung vor den USA und Italien. Beim Frauenlauf siegt Andrea Mayr aus Österreich vor Valentina Belotti (Italien) und Martina Strähl (Schweiz). In der Teamwertung siegt Italien (Valentina Belotti, Antonella Confortola Wyatt und Maria Grazia Roberti) vor der Schweiz und dem Team Russlands.

### Crosslauf
- 28. März – Die 38. Crosslauf-Weltmeisterschaften wird im polnischen Bydgoszcz ausgetragen. Im 12-km-Lauf der Männer gewinnt der Kenianer Joseph Ebuya Gold vor Teklemariam Medhin (Eritrea) und Moses Ndiema Kipsiro (Uganda). In der Teamwertung (nach Platzziffern) gewinnt Kenia (Joseph Ebuya, Leonard Patrick Komon, Richard Kipkemboi Mateelong und Paul Kipngetich Tanui; alle unter den ersten 10) mit 26 Punkten Vorsprung vor Eritrea. Drittbeste Mannschaft ist die Äthiopiens. Den 8 km langen Lauf der Frauen entscheidet im Sprint die Kenianerin Emily Chebet Muge für sich. Sie schlägt ihre Landsfrau Linet Chepkwemoi Masai und die Äthiopierin Meselech Melkamu. Die Teamwertung gewinnt ebenfalls Kenia: Emily Chebet Muge, Linet Chepkwemoi Masai, Lineth Chepkurui und Margaret Wangari Muriuki auf den Rängen eins, zwei, fünf und sechs verweisen die Mannschaften Äthiopiens und der USA auf die Plätze. Die Juniorenläufe werden von Caleb Mwangangi Ndiku (Junioren) und Mercy Cherono (Juniorinnen) aus Kenia gewonnen. Kenia holt sich auch die Titel in den beiden Teamwertungen und gewinnt somit alle acht Goldmedaillen der 38. Crosslauf-Weltmeisterschaften.

### Hallenleichtathletik
- 12. März bis 14. März - In Doha, Katar finden die 13. Leichtathletik-Hallenweltmeisterschaften statt. Die USA wird erfolgreichste Nation (8 Gold-, 3 Silber und 6 Bronzemedaillen) vor Äthiopien (3-0-2) und Russland (2-4-3). Der Franzose Teddy Tamgho stellt mit 17,90 m einen neuen Weltrekord im Dreisprung auf.

| Disziplin      | Sieger                                                      | Wert                     | Siegerin                                                     | Wert                     |
| -------------- | ----------------------------------------------------------- | ------------------------ | ------------------------------------------------------------ | ------------------------ |
| 60 m           | Dwain Chambers                                              | 6,48                     | Veronica Campbell-Brown                                      | 7,00                     |
| 400 m          | Chris Brown                                                 | 45,96                    | Debbie Dunn                                                  | 51,04                    |
| 800 m          | Abubaker Kaki                                               | 1:46,23                  | Marija Sawinowa                                              | 1:58,26                  |
| 1500 m         | Deresse Mekonnen                                            | 3:41,86                  | Kalkidan Gezahegne                                           | 4:08,14                  |
| 3000 m         | Bernard Lagat                                               | 7:37,97                  | Meseret Defar                                                | 8:51,17                  |
| 60 m Hürden    | Dayron Robles                                               | 7,34                     | LoLo Jones                                                   | 7,72                     |
| 4 × 400 m      | Jamaal Torrence, Greg Nixon, Tavaris Tate, Bershawn Jackson | 3:03,40                  | Debbie Dunn, DeeDee Trotter, Natasha Hastings, Allyson Felix | 3:27,34                  |
| Hochsprung     | Iwan Uchow                                                  | 2,36                     | Blanka Vlašić                                                | 2,00                     |
| Stabhochsprung | Steven Hooker                                               | 6,01                     | Fabiana Murer                                                | 4,80                     |
| Weitsprung     | Fabrice Lapierre                                            | 8,17                     | Brittney Reese                                               | 6,70                     |
| Dreisprung     | Teddy Tamgho                                                | 17,90 (WR)               | Olga Rypakowa                                                | 15,14                    |
| Kugelstoßen    | Christian Cantwell                                          | 21,83                    | Nadseja Astaptschuk                                          | 20,85                    |
| Fünfkampf      | keine Wettkampfdisziplin                                    | keine Wettkampfdisziplin | Jessica Ennis                                                | 4937                     |
| Siebenkampf    | Bryan Clay                                                  | 6204                     | keine Wettkampfdisziplin                                     | keine Wettkampfdisziplin |

### Weltjahresbestwerte
Hier erfolgt eine Auflistung der Bestweiten, -zeiten und -werte in allen von der IAAF geführten Leichtathletikdisziplinen der Männer und Frauen. Weltrekorde sind Fett markiert.
| Disziplin         | Weltjahresbester                                                                                        | Wert                     | Weltjahresbeste                                                                                               | Wert                     |
| ----------------- | --- | ------------------------ | --- | ------------------------ |
| 100 m             | Tyson Gay 13. August 2010, London (GBR) Nesta Carter 29. August 2010, Rieti (ITA)                       | 9,78                     | Veronica Campbell-Brown 3. Juli 2010, Eugene                                                                  | 10,78                    |
| 200 m             | Usain Bolt 1. Mai 2010, Kingston (JAM)                                                                  | 19,56                    | Veronica Campbell-Brown 12. Juni 2010, New York                                                               | 21,98                    |
| 400 m             | Jeremy Wariner 19. August 2010, Zürich (SUI)                                                            | 44,13                    | Debbie Dunn 26. Juni 2010, Des Moines, IA (USA)                                                               | 49,64                    |
| 800 m             | David Lekuta Rudisha 29. August 2010, Rieti (ITA)                                                       | 1:41,01                  | Alysia Johnson Montano 22. Juli 2010, Monaco (MON)                                                            | 1:57,34                  |
| 1000 m            | Abubaker Kaki 3. Juli 2010, Eugene, OR (USA)                                                            | 2:13,62                  | Lenka Masná 16. Mai 2010, Pliezhausen (GER)                                                                   | 2:38,76                  |
| 1500 m            | Silas Kiplagat 22. Juli 2010, Monaco (MON)                                                              | 3:29,27                  | Anna Alminowa 16. Juli 2010, Paris (FRA)                                                                      | 3:57,65                  |
| Meilenlauf        | Asbel Kiprop 4. Juni 2010, Oslo (NOR)                                                                   | 3:49,56                  | Hind Dehiba Chahyd 18. September 2010, Carmaux (FRA)                                                          | 4:29,06                  |
| 3000 m            | Tariku Bekele 29. August 2010, Rieti (ITA)                                                              | 7:28,70                  | Sentayehu Ejigu 22. Juli 2010, Monaco (MON)                                                                   | 8:28,41                  |
| 5000 m            | Eliud Kipchoge 14. Mai 2010, Doha (QAT)                                                                 | 12:51,21                 | Vivian Jepkemoi Cheruiyot 16. Juli 2010, Paris (FRA)                                                          | 14:27,41                 |
| 10.000 m          | Josphat Kiprono Menjo 29. August 2010, Turku (FIN)                                                      | 26:56,74                 | Meselech Melkamu 27. Mai 2010, Ostrava (CZE)                                                                  | 31:04,52                 |
| 10 km             | Leonard Patrick Komon 26. September 2010, Utrecht (NED)                                                 | 26:44                    | Lineth Chepkurui 3. April 2010, New Orleans, LA (USA)                                                         | 30:45                    |
| 15 km             | Leonard Patrick Komon 21. November 2010, Nijmegen (NED)                                                 | 41:13                    | Peninah Jerop Arusei 4. September 2010, Lille (FRA)                                                           | 47:48                    |
| 20 km             | Zersenay Tadese 21. März 2010, Lissabon (POR)                                                           | 55:21                    | Mare Dibaba 19. Februar 2010, Ra’s al-Chaima (VAE)                                                            | 1:03,47                  |
| Halbmarathon      | Zersenay Tadese 21. März 2010, Lissabon (POR)                                                           | 58:23                    | Elvan Abeylegesse 19. Februar 2010, Ra’s al-Chaima (VAE)                                                      | 1:07:07                  |
| 25 km             | Samuel Kiplimo Kosgei 9. Mai 2010, Berlin (GER)                                                         | 1:11:50                  | Mary Jepkosgei Keitany 9. Mai 2010, Berlin (GER)                                                              | 1:19:53                  |
| 30 km             | Tsegay Kebede 25. April 2010, London (GBR)                                                              | 1:28:46                  | Atsede Baysa 10. Oktober 2010, Chicago, IL (USA)                                                              | 1:39:28                  |
| Marathon          | Patrick Makau Musyoki 11. April 2010, Rotterdam (NED)                                                   | 2:04:48                  | Lilja Schobuchowa 10. Oktober 2010, Chicago, IL (USA)                                                         | 2:20:25                  |
| 100 km            | Giorgio Calcaterra 21. März 2010, Seregno (ITA)                                                         | 6:28:51                  | Irina Wischnewskaja 25. April 2010, Puschtschino (RUS)                                                        | 7:35:09                  |
| 20.000 m Gehen    | James Rendón 16. Mai 2010, Cali (COL)                                                                   | 1:23:41,4                | |                          |
| 20 km Gehen       | Alex Schwazer 14. März 2010, Lugano (ITA)                                                               | 1:18:24                  | Anisja Kirdjapkina 20. Februar 2010, Sotschi (RUS)                                                            | 1:25:11                  |
| 50 km Gehen       | Yohann Diniz 30. Juli 2010, Barcelona (ESP)                                                             | 3:40:37                  | keine Wettkampfdisziplin                                                                                      | keine Wettkampfdisziplin |
| 100 m Hürden      | keine Wettkampfdisziplin                                                                                | keine Wettkampfdisziplin | Priscilla Lopes-Schliep 13. August 2010, London (GBR)                                                         | 12,52                    |
| 110 m Hürden      | David Oliver 16. Juli 2010, Paris (FRA)                                                                 | 12,89                    | keine Wettkampfdisziplin                                                                                      | keine Wettkampfdisziplin |
| 400 m Hürden      | Bershawn Jackson 26. Mai 2010, Des Moines, IA (USA)                                                     | 47,32                    | Lashinda Demus 10. Juni 2010, Rom                                                                             | 52,82                    |
| 3000 m Hindernis  | Brimin Kiprop Kipruto 16. Juli 2010, Paris (FRA)                                                        | 8:00,90                  | Milcah Chemos Cheywa 10. Juni 2010, Rom (ITA)                                                                 | 9:11,71                  |
| 4 × 100 m Staffel | Vereinigte Staaten (T. Kimmons, W. Spearmon, T. Gay, M. Rodgers) 19. August 2010, Zürich (SUI)          | 37,45                    | Ukraine (O. Powch, N. Prohrebnjak, M Rjemjen, E. Bryshina) 1. August 2010, Barcelona (ESP)                    | 42,29                    |
| 4 × 200 m Staffel | University of Florida (T. McQuay, J. Hall, T. Wilks, C. Smith) 3. April 2010, Gainesville, FL (USA)     | 1:20,38                  | Texas A&M University (J. Tarmoh, D. Duncan, J. Beard, P. Lucas) 24. April 2010, Philadelphia, PA (USA)        | 1:29,42                  |
| 4 × 400 m Staffel | Vereinigte Staaten U23 (L. Betters, O. Wilder, J. Hughes, T. Tate) 11. Juli 2010, Miramar, FL (USA)     | 2:58,83                  | Russland (A. Kapatschinskaja, A. Kriwoschapka, X. Ustalowa, T. Firowa) 1. August 2010, Barcelona              | 3:21,26                  |
| 4 × 800 m Staffel | University of Virginia (A. Bowman, L. Roller, S. Finley, R. Andrews) 24. April 2010, Philadelphia (USA) | 7:15,38                  | University of Tennessee (K. McDonald, C. Price, B. Sheffey, P. Wright) 24. April 2010, Philadelphia, PA (USA) | 8:18,22                  |
| Hochsprung        | Iwan Uchow 11. September 2010, Opole (POL)                                                              | 2,45                     | Chaunté Lowe 26. Juni 2010, Des Moines, IA (USA)                                                              | 2,05                     |
| Stabhochsprung    | Steven Hooker 5. September 2010, Sydney (CRO)                                                           | 5,95                     | Jennifer Suhr 27. Juni 2010, Des Moines, IA (USA)                                                             | 4,89                     |
| Weitsprung        | Christian Reif 1. August 2010, Barcelona (ESP)                                                          | 8,42                     | Olga Kutscherenko 27. Mai 2010, Sotschi (RUS)                                                                 | 7,13                     |
| Dreisprung        | Teddy Tamgho 12. Juni 2010, New York City (USA)                                                         | 17,98                    | Olga Rypakowa 4. September 2010, Split (CRO)                                                                  | 15,25                    |
| Speerwurf         | Andreas Thorkildsen 29. Mai 2010, Florø (NOR)                                                           | 90,37                    | Marija Abakumowa 25. Februar 2010, Adler (RUS)                                                                | 68,31                    |
| Diskuswurf        | Gerd Kanter 29. April 2010, Chula Vista (USA)                                                           | 71,45                    | Maria Abakumowa 14. Mai 2010, Doha (QAT)                                                                      | 68,89                    |
| Kugelstoßen       | Christian Cantwell 3. Juli 2010, Eugene, OR (USA)                                                       | 22,41                    | Nadzeja Ostaptschuk 27. Februar 2010, Sydney (AUS)                                                            | 20,95                    |
| Hammerwurf        | Koji Murofushi 28. August 2010, Rieti (ITA)                                                             | 80,99                    | Tatjana Lyssenko 26. Juni 2010, Hrodna (BLR)                                                                  | 75,66                    |
| Siebenkampf       | keine Wettkampfdisziplin                                                                                | keine Wettkampfdisziplin | Jessica Ennis 31. Juli 2010, Barcelona (ESP)                                                                  | 6823                     |
| Zehnkampf         | Bryan Clay 30. Mai 2010, Götzis (AUT)                                                                   | 8483                     | keine Wettkampfdisziplin                                                                                      | keine Wettkampfdisziplin |

### Olympische Disziplinen

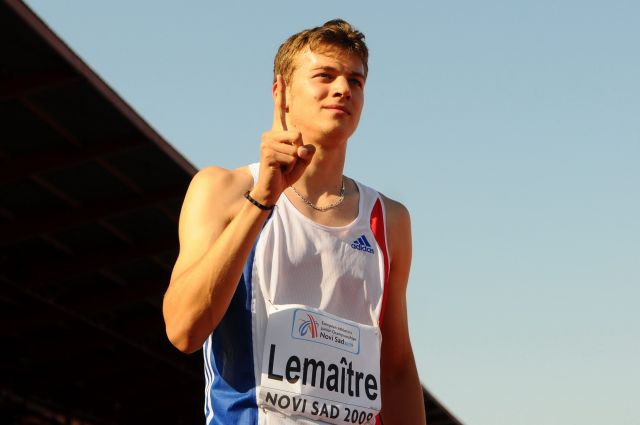
Christophe Lemaitre, 2009

#### 100 m
| Weltjahresbestenliste 100-m-Lauf | Weltjahresbestenliste 100-m-Lauf | Weltjahresbestenliste 100-m-Lauf | Weltjahresbestenliste 100-m-Lauf | Weltjahresbestenliste 100-m-Lauf | Weltjahresbestenliste 100-m-Lauf |
|                                  | Athlet                           |                                  |                                  | Athletin                         |                                  |
| -------------------------------- | -------------------------------- | -------------------------------- | -------------------------------- | -------------------------------- | -------------------------------- |
| 1.                               | Tyson Gay                        | 9,78                             | 1.                               | V. Campbell-Brown                | 10,78                            |
| 1.                               | Nesta Carter                     | 9,78                             | 2.                               | Shelly-Ann Fraser                | 10,82                            |
| 3.                               | Asafa Powell                     | 9,82                             | 2.                               | Carmelita Jeter                  | 10,82                            |
| 3.                               | Usain Bolt                       | 9,82                             | 4.                               | Kelly-Ann Baptiste               | 10,84                            |
| 5.                               | Walter Dix                       | 9,88                             | 5.                               | Shalonda Solomon                 | 10,90                            |
| 5.                               | Ryan Bailey                      | 9,88                             | 6.                               | Kerron Stewart                   | 10,96                            |

- 9. Juli - Der Franzose Christophe Lemaitre sprintet bei den französischen Meisterschaften die 100 Meter in 9,98 Sekunden und bleibt damit als erster weißhäutiger Sprinter unter 10 Sekunden. Im August schraubt er seine Bestzeit noch einmal um eine Hundertstelsekunde nach oben.
- 28. Juli - Bei den Europameisterschaften in Barcelona kommt es zum Duell zwischen Christophe Lemaitre (Frankreich) und Dwain Chambers (Vereinigtes Königreich), den beiden einzigen europäischen 100-Meter-Läufern, die 2010 unter 10 Sekunden blieben. Lemaitre gewinnt schließlich in 10,11 Sekunden, während Chambers nur der fünfte Platz bleibt. Chambers musste im Fotoentscheid seinem Landsmann Mark-Lewis Francis, dem Franzosen Martial Mbandjock und dem Portugiesen Francis Obikwelu den Vortritt lassen. Alle vier Sprinter hatten eine Zeit 10,18 Sekunden.

## Motorradsport

### Motorrad-Weltmeisterschaft
- Motorrad-Weltmeisterschaft 2010

Zwischen dem 11. April und dem 7. November wurden insgesamt 18 Rennen ausgetragen. Die Moto2-Klasse ersetzte ab dieser Saison die zuvor seit 1949 bestehende 250-cm³-Klasse.

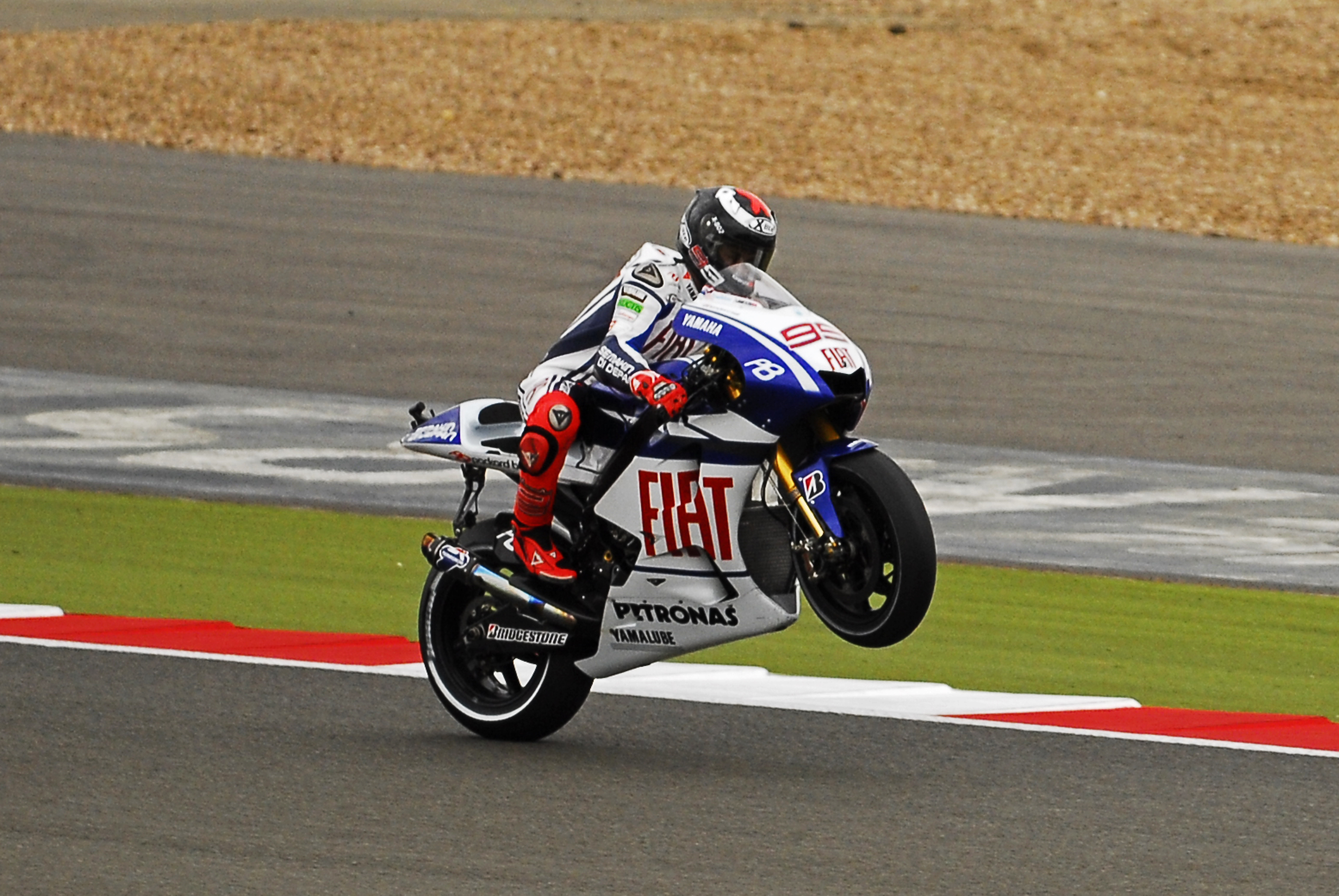
Jorge Lorenzo 2010 auf Yamaha YZR-M1.

#### MotoGP-Klasse (800 cm³)
- Weltmeister in der MotoGP-Klasse (800 cm³) wird der Spanier Jorge Lorenzo auf Yamaha vor seinem Landsmann Dani Pedrosa (Honda) und dem Italiener Valentino Rossi (ebenfalls Yamaha). Für den 23-jährigen Lorenzo ist dies bereits der dritte WM-Titel seiner Laufbahn. In der Konstrukteurswertung setzt sich Yamaha vor Honda und Ducati durch.

#### Moto2-Klasse (600 cm³)
- In der erstmals ausgetragenen Moto2-Klasse gewinnt der 27-jährige Spanier Toni Elías auf Moriwaki den Titel. Zweiter wird sein Landsmann Julián Simón, der anfangs auf RSV startete und während der Saison auf Suter wechselte und Dritter der Italiener Andrea Iannone auf Speed Up. In der Konstrukteurswertung setzt sich Suter vor Moriwaki und Speed Up durch.

#### 125-cm³-Klasse
- Den Titel in der 125-cm³-Klasse gewinnt der 17-jährige Spanier Marc Márquez auf Derbi vor seinen Landsmännern Nicolás Terol (Aprilia) und Pol Espargaró (ebenfalls Derbi). In der Konstrukteurswertung setzt sich Derbi vor Aprilia und Honda durch.

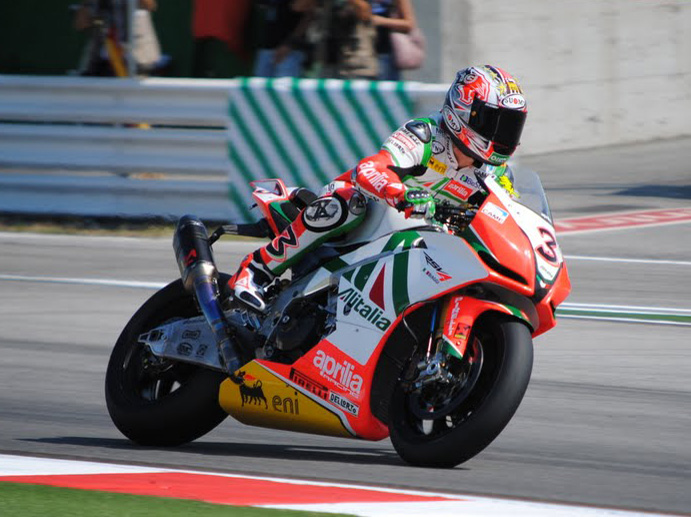
Max Biaggi 2010 auf Aprilia RSV4 1000 Factory

### Superbike-Weltmeisterschaft
- Der 39-jährige Italiener Max Biaggi gewinnt auf Aprilia RSV4 1000 Factory vor dem Briten Leon Haslam (Suzuki GSX-R1000) und dem Spanier Carlos Checa (Ducati 1098R) die Fahrerwertung. Für den italienischen Hersteller ist dies der erste Titelgewinn in dieser Serie, für Biaggi der insgesamt fünfte Weltmeistertitel seiner Karriere. In der Konstrukteurswertung setzt sich Aprilia gegen Ducati und Suzuki durch.

Details: Superbike-Weltmeisterschaft 2010

### Supersport-Weltmeisterschaft
- Der Türke Kenan Sofuoğlu gewinnt vor dem Iren Eugene Laverty (beide Honda CBR600RR) und dem Spanier Joan Lascorz (Kawasaki ZX-6R) die Fahrerwertung. Für den 26-Jährigen ist dies nach 2007 der zweite WM-Titel seiner Karriere in dieser Klasse. In der Konstrukteurswertung setzt sich Honda gegen Kawasaki und Triumph durch.

Details: Supersport-Weltmeisterschaft 2010

### Internationale Deutsche Motorradmeisterschaft
- IDM-Saison 2010

### Isle of Man TT
- Bei den zwischen dem 5. und 11. Juni ausgetragenen Straßenrennen auf der Isle of Man gewinnt der Engländer Ian Hutchinson auf Honda alle fünf Solo-Rennen. Er ist damit der erste Rennfahrer in der Geschichte des seit 1907 ausgetragenen Rennens, dem es gelingt, alle Solo-Rennen eines Jahres zu gewinnen.
- In der Seitenwagen-Klasse gewinnt der Österreicher Klaus Klaffenböck zusammen mit seinem einheimischen Beifahrer Daniel Sayle auf LCR-Honda beide Rennen. Klaffenböck ist damit nach Rupert Hollaus der zweite österreichische TT-Sieger überhaupt.

## Motorsport
Ereignisse im Motorsport siehe in den jeweiligen Unterkategorien:
- Automobilsport
- Motorradsport
- Schneemobilsport

## Orientierungslauf
- 27. Mai bis 6. Juni - Im bulgarischen Primorsko am Schwarzen Meer finden die 8. Orientierungslauf-Europameisterschaften statt. Die Schweiz kann fünf Goldmedaillen gewinnen und wird damit vor Schweden und Russland erfolgreichste Nation der Wettkämpfe. In die Liste der Sieger und Siegerinnen tragen sich Fabian Hertner (SUI) und Helena Jansson (SWE, Sprint), Walentin Nowikow (RUS) und Simone Niggli (SUI, Mitteldistanz) und Daniel Hubmann (SUI) und Simone Niggli (Langdistanz) sowie die Staffeln der Schweiz (Männer) und Schweden (Frauen) ein.
- 7. August bis 15. August - Im norwegischen Trondheim finden die 27. Orientierungslauf-Weltmeisterschaften statt. Mit dreimal Gold und je zwei Silber- und Bronzemedaillen gewinnt die Schweiz die Wertung im Medaillenspiegel vor Norwegen (2-4-2) und Finnland (2-0-0). In die Liste der Sieger und Siegerinnen tragen sich Matthias Müller (SUI) und Simone Niggli-Luder (SUI, beide im Sprint), Carl Waaler Kaas (NOR) und Minna Kauppi (FIN, beide in der Mitteldistanz) und Olav Lundanes (NOR) und Simone Niggli-Luder (beide in der Langdistanz) sowie die Staffeln Russlands (Männer) und Finnlands (Frauen) ein.

## Pferdesport
Insgesamt wurden im Distanz-, Dressur-, Spring-, Vielseitigkeitsreiten, Gespannfahren, Reining und Voltigieren im Jahr 2010 in allen Altersklassen 1308 internationale Turniere ausgetragen. Im Jahr 2009 waren es noch 1205 internationale Turniere.
- 7. Februar:  Hugo Simon gewinnt im Alter von 67 Jahren den Großen Preis von Offenburg (CSI 2*) und ist damit weiterhin der älteste Sieger eines Großen Preises im Springreiten.
- 18. Februar - Infolge der Diskussionen die Einführung einer „Progressiv List“ (die bei der FEI-Generalversammlung gegen die Stimmen der europäischen Reitsportverbände verabschiedet wurde), die unter anderem die Verwendung von Phenylbutazon im Pferdesport wieder zugelassen wäre, gründete sich am 18. Februar 2010 die European Equestrian Federation (EEF) als Europäischer Reiterverband. Erster Präsident der EEF ist deutsche Dr. Hanfried Haring. Die „Progressiv List“ selbst wurde in Folge nicht eingeführt. Bei der FEI-Generalversammlung Anfang November 2010 wurde lediglich der Grenzwert für den Einsatz von Salicylsäure erhöht.
- 25. März bis 28. März - Das erste Großereignis des Pferdesportjahres 2010 war das Weltcupfinale der Dressurreiter vom 25. März bis 28. März 2010 in ’s-Hertogenbosch (Niederlande). Die Weltcup-Saison 2009/2010 wurde zuvor von  Edward Gal als erster der Gesamtwertung der Westeuropaliga abgeschlossen. Dieser gewann mit Totilas auch das Weltcupfinale.
- 14. April bis 18. April - Einige Wochen nach dem Weltcupfinale der Dressurreiter wurde auch das Weltcupfinale der Springreiter in Le Grand-Saconnex bei Genf (Schweiz) ausgetragen. Die Gesamtwertung der Westeuropaliga in der Weltcup-Saison 2009/2010 schloss zuvor die in Deutschland lebende Irin Jessica Kürten als Erstplatzierter ab. Nach den ersten zwei Wertungsprüfungen lag  McLain Ward in Führung, über Nacht war er jedoch aus den Wertungslisten verschwunden. Bereits vor der zweiten Wertungsprüfung wurde Wards Pferd Sapphire wegen erhöhter Schmerzempfindlichkeit festgestellt worden, die Untersuchungen hielten jedoch noch bis in die zweite Wertungsprüfung an. Daher wurde Sapphire erst nach der zweiten Prüfung disqualifiziert. Ward forderte daraufhin alle Reiter zu Boykott der dritten Wertungsprüfung auf, diese folgten dem Aufruf jedoch nicht. Um einen Prozess zu vermeiden, einigte sich der Weltreiterverband (FEI) mit Ward darauf, dass ihm die Ergebnisse der ersten zwei Wertungsprüfungen aufgrund von Verfahrensfehlern anerkannt werden. Für die dritte Prüfung und die Gesamtwertung bleibt McLain Wards Pferd Sapphire jedoch disqualifiziert. Der Sieg im Weltcupfinale ging an den Borkener Reiter  Marcus Ehning mit Noltes Küchengirl und Plot Blue. Ebenfalls im Rahmen dieser Veranstaltung fand das Weltcupfinale der Vierspännerfahrer statt. Hier siegte  Boyd Exell mit seinem Gespann.
- 21. April bis 25. April - In Lexington (Kentucky) fand das traditionelle Rolex Kentucky Three Day Event (CCI 4*) als Testturnier für die Weltreiterspiele 2010 statt. Bedingt durch die Aschewolke des Eyjafjallajökull nahmen fast ausschließlich amerikanische Reiter teil. Über Umwege aus Europa gekommen war der  Oliver Townend, der mit einem Sieg den mit 350.000 US-$ dotierten Grand Slam der Vielseitigkeitsreiter hätte gewinnen können. Durch einen Sturz in der Geländeprüfung, der zu Rippenbrüchen und einem gebrochenen Schlüsselbein bei ihm führte, war ihm eine Fortsetzung der Prüfung mit seinem zweiten Pferd nicht möglich. Die Prüfung gewann der ebenfalls aus Europa gekommene Reiter  William Fox-Pitt mit Cool Mountain.
- 12. Mai bis 16. Mai: Das Himmelfahrts-Wochenende bringt im Jahr 2010 den Beginn dreier Großer Turnierserien im Springreiten mit sich: Am Freitag begann die Saison 2010 des Meydan FEI Nations Cups in La Baule, erstmals mit einer teilnehmenden Mannschaft aus den ehemaligen Ostblockstaaten: Polen. Am Samstag steht in Hamburg mit dem Großen Preis die erste Etappe der Global Champions Tour 2010 an. Ebenfalls in Hamburg fand am Sonntag das Deutsche Spring-Derby statt, welches  Carsten-Otto Nagel mit Lex Lugar gewann. Dieses stellt zugleich die erste Etappe der Riders Tour des Jahres 2010 dar. Auch in der Dressur fand eine große Entscheidung an diesem Wochenende statt: Das Finale der World Dressage Masters Reiterwertung 2009/2010. Der erste Sieger dieser Wertungsserie ist  Edward Gal.
- 3. Juni bis 6. Juni - In St. Gallen findet das wichtigste Reitturnier der Schweiz, der CSIO Schweiz statt.
- 15. Juni -   Marco Kutscher wurde nachträglich aufgrund unerlaubten Medikation bei den Olympischen Spielen 2008 disqualifiziert und zu einer fünfstelligen Geldstrafe verurteilt. Aufgrund der langen Verfahrensdauer entschied sich das FEI-Tribunal gegen eine zusätzliche Sperre von Marco Kutscher. Somit ist die Deutsche Mannschaft nach diesem letzten Urteil der „Skandal-Spiele 2008“ ohne drei zu wertende Ergebnisse bei der Mannschaftswertung der Springreiter (Olympische Spiele 2008) und ist somit hier ohne Wertung.
- 17. Juni bis 20. Juni - In Luhmühlen findet mit dem CCI 4* das wichtigste Vielseitigkeitsreitturnier im deutschsprachigen Raum statt.
- 9. Juli bis 18. Juli - In Aachen fand der CHIO Aachen 2010, das wichtigste europäische Turnier der Spring- und Dressurreiter statt. Auch Vierspännerfahren, Vielseitigkeitsreiten und Voltigieren sind Teil des Programms.
- 6. August – Im Rahmen der seit 1864 ausgetragenen Dublin Horse Show (CSIO 5*) findet das Finale des Jahres 2010 des Meydan FEI Nations Cups statt. Der Gesamtsieg ging nach acht Wertungsprüfungen an  Frankreich. Aufgrund der geplanten Verkleinerung des Meydan FEI Nations Cups von zehn auf acht Nationenmannschaften steigen die vier Mannschaften mit der niedrigsten Punktzahl in der Gesamtwertung aus dem Meydan FEI Nations Cups ab, dies sind  Spanien,  Schweden, die  Schweiz und  Polen.
- 26. August bis 29. August - In Rio de Janeiro fand mit der Athina Onassis International Horse Show (CSI 5*) die letzte Teilprüfung der Global Champions Tour 2010 statt. Unter den besten 18 Reitern der abschließenden Gesamtwertung wurden insgesamt 1.000.000 € ausgeschüttet, der Sieg in der Gesamtwertung ging an  Marcus Ehning mit Noltes Küchengirl. Am selben Wochenende fand in Schenefeld die letzte Wertungsprüfung des Weltcups der Vielseitigkeitsreiter statt. Anhand der Gesamtwertung wurde  Michael Jung als Weltcupsieger der Vielseitigkeitsreiter 2010 ermittelt.
- 12. September - Am 12. September fanden die beiden höchstdotierten Prüfungen im Springreiten des Jahres 2010 statt. Dies sind der Pfizer 1.000.000 US-$-Grand Prix in Saugerties, Bundesstaat New York, USA (Sieger:  McLain Ward mit Sapphire) und der 1.000.000 $-CN International-Grand Prix in Calgary-Spruce Meadows (Sieger:  Jeroen Dubbeldam mit Simon).
- 25. September bis 10. Oktober - Die Weltreiterspiele 2010, die Weltmeisterschaften in acht Pferdesportdisziplinen, fanden in Lexington (Kentucky) statt.
Die Goldmedaillen gingen an:
  -  Philippe Le Jeune und die Mannschaft  Deutschlands im Springreiten
  -  Edward Gal (zwei Goldmedaillen) und die Mannschaft der  Niederlande im Dressurreiten
  -  Michael Jung und die Mannschaft  Großbritanniens in der Vielseitigkeit
  -  Boyd Exell und die Mannschaft der  Niederlande im Vierspännerfahren
  -  Patric Looser,  Joanne Eccles und die Mannschaft der  Vereinigten Staaten im Voltigieren
  -  Maria Mercedes Alvarez Ponton und die Mannschaft der  Vereinigten Arabischen Emirate im Distanzreiten
  -  Tom McCutcheon und die Mannschaft der  Vereinigten Staaten im Reining
  -  Sophie Christiansen,  Emma Sheardown,  Petra van de Sande,  Dr. Angelika Trabert (je eine Goldmedaille),  Lee Pearson,  Hannelore Brenner und  Sophie Wells (je zwei Goldmedaillen) sowie die Mannschaft  Großbritanniens in der Dressur der Reiter mit Behinderung
- 4. November bis 7. November - Im Rahmen des Großen Preises bei den Munich Indoors in der Olympiahalle München wurde am 7. November 2010 der Titel des „Rider of the Year“ anhand der Gesamtwertung der Riders Tour vergeben. Am selben Wochenende fand in Pau (Frankreich) mit dem CCI 4* „Les Étoiles de Pau“ die letzte Wertungsprüfung der HSBC FEI Classics statt. An die fünf bestplatzierten Reiter der Gesamtwertung wurden insgesamt 333.000 US-$ verteilt.

## Radsport

### Bahnradsport
- 24. März bis 28. März - Das dänische Ballerup bei Kopenhagen ist Austragungsort der Bahnrad-Weltmeisterschaften 2010. Australien wird die erfolgreichste Nation, vor Großbritannien und Frankreich. Die Australierinnen Kaarle McCulloch und Anna Meares sorgen im Teamsprint mit 32,923 Sekunden für einen neuen Weltrekord.

### Cyclocross
- 30. Januar und 31. Januar – Im tschechischen Tábor werden die Weltmeister im Cyclocross ermittelt. Das Eliterennen der Männer gewinnt der Tscheche Zdeněk Štybar in 1:08:58 Stunden vor den Belgiern Klaas Vantornout und Sven Nys (0:21 bzw. 0:38 Minuten zurück). Das Rennen der Frauen gewinnt Marianne Vos aus den Niederlanden vor Hanka Kupfernagel aus Deutschland und Daphny van den Brand (auch Niederlande).

## Rennrodeln
- 22. Januar bis 24. Januar – Im lettischen Sigulda finden die 42. Rennrodel-Europameisterschaften statt. Österreich wird mit einer Gold-, zwei Silber- und drei Bronzemedaillen erfolgreichste Nation.
- 14. Februar -  Der vierfache Weltmeister Felix Loch aus Deutschland wird Olympiasieger im Einsitzer. Er gewinnt Gold vor seinem Landsmann David Möller und dem Italiener Armin Zöggeler.
- 14. Februar -  Tatjana Hüfner aus Deutschland gewinnt die olympische Goldmedaille vor der Österreicherin Nina Reithmayer und Natalie Geisenberger aus Deutschland.
- 17. Februar -  Die österreichischen Brüder Wolfgang und Andreas Linger, amtierende Olympiasieger und Europameister 2010 von Sigulda, gewinnen das olympische Doppelsitzerrennen vor den lettischen Brüdern Andris und Juris Šics. Bronze geht an Patric Leitner und Alexander Resch aus Deutschland.

## Ringen
- 12. April bis 18. April – In Baku finden die Europameisterschaften im griechisch-römischen Stil und im Freistil der Frauen und Männer statt. Russland wird in allen drei Stilarten erfolgreichste Nation und gewinnt acht von 21 Goldmedaillen. Gastgeber Aserbaidschan gewinnt sieben Goldmedaillen.
- 6. September bis 12. September – In Moskau finden die Weltmeisterschaften im griechisch-römischen Stil und im Freistil der Frauen und Männer statt. Russland kann mit fünf Gold-, drei Silber- und acht Bronzemedaillen die meisten Medaillen gewinnen.

## Rollhockey
- 6. September bis 11. September - In Wuppertal findet die 49. Rollhockey-Europameisterschaft der Männer statt.
- 25. September bis 2. Oktober - In Alcobendas findet die 10. Rollhockey-Weltmeisterschaft der Frauen statt.

## Rudern
- 3. April - Auf der Themse findet das 156. Boat Race statt. Cambridge gewinnt mit einer Zeit von 17:35 Minuten und baut damit den Gesamtstand auf 80 zu 75 Siegen gegen Oxford aus.

## Rugby Union
- 6. Februar – Der erste Spieltag der Six Nations 2010 beginnt. Teilnehmende Nationen sind England, Frankreich, Irland, Italien, Schottland und Wales. Das letzte Spiel findet am 20. März statt. Frankreichs Mannschaft gewinnt das Turnier ungeschlagen vor Irland und England.
- 5. September: Neuseeland gewinnt das Finale der Frauen-Rugby-Union-Weltmeisterschaft in London 13:10 gegen England.

## Schach
- 3. Januar bis 14. Januar – Im türkischen Bursa findet die Mannschaftsweltmeisterschaft statt. Titelverteidiger Russland sichert sich den WM-Titel vor den USA und Indien.
- 5. März bis 19. März - Im kroatischen Rijeka finden die Schach-Europameisterschaften 2010 der Männer und Frauen statt. Nach elf Runden gewinnt der 19-jährige russische Großmeister Jan Nepomnjaschtschi mit 9 Punkten den Europameistertitel der Männer. Silber geht an den Georgier Baadur Dschobawa, Bronze an Artjom Timofejew aus Russland. Bei den Frauen ist die Schwedin Pia Cramling erfolgreich. Sie siegt vor Viktorija Čmilytė aus Litauen und Monika Soćko aus Polen.
- 23. April – Die erste Partie der Schachweltmeisterschaft 2010 zwischen Titelverteidiger Viswanathan Anand aus Indien und Wesselin Topalow aus Bulgarien wird gespielt. Austragungsort ist Bulgariens Hauptstadt Sofia. Anand entscheidet die 12. Partie am 11. Mai für sich und gewinnt damit denkbar knapp mit 6,5:5,5 gegen Topalow.

## Schneemobilsport

### Best Trick
- 29. Januar – Der US-Amerikaner Heath Frisby gewinnt den Wettbewerb „Best Trick“ bei den 14. Winter-X-Games in Aspen (Colorado). Auf die Plätze kommen Daniel Bodin (Schweden) und Levi LaVallee (USA).

### Freestyle
- 28. Januar – Bei den 14. Winter-X-Games in Aspen (Colorado) gibt es zum Auftakt der Schneemobilwettkämpfe einen Dreifacherfolg für die USA: Justin Hoyer siegt vor Joe Parsons und Caleb Moore.

### Knock-Out-Wettbewerb
- 31. Januar – Bei den 14. Winter-X-Games in Aspen (Colorado) machen US-Amerikaner die Medaillen unter sich aus: Levi LaVallee siegt vor Chris Burandt und Joe Parsons.

## Shorttrack
- 22. Januar bis 24. Januar – Dresden ist Schauplatz der Shorttrack-Europameisterschaften 2010. Europameister im Mehrkampf wird der Titelverteidiger Nicola Rodigari (Italien) sowie bei den Frauen Kateřina Novotná (Tschechien). Die EM-Titel im Staffellauf gehen bei den Frauen an Deutschland, bei den Herren an Italien.
- Die Entscheidungen bei den Olympischen Winterspielen 2010 in Kanada:
  - 13. Februar -  1500 m der Männer: Lee Jung-su aus Südkorea gewinnt vor Apolo Anton Ohno (USA) und John Celski (auch USA). Jung-sus Zeit von 2:10,949 min aus einem der Vorläufe bedeutet einen neuen olympischen Rekord.
  - 17. Februar -  500 m der Frauen: Wang Meng aus China gewinnt vor Marianne St-Gelais aus Kanada und Arianna Fontana aus Italien.
  - 20. Februar -  1000 m der Männer: Doppelsieg für Südkorea: 1500-m-Olympiasieger Lee Jung-su siegt vor Lee Ho-suk. Apolo Anton Ohno (USA) gewinnt Bronze.
  - 20. Februar -  1500 m der Frauen: Zhou Yang aus China siegt vor den Südkoreanerinnen Lee Eun-byul und Park Seung-Hi.
  - 24. Februar -  3000-m-Staffel der Frauen: Mit einem neuen Weltrekord gewinnt die chinesische Frauenstaffel mit LinLin Sun, Meng Wang, Hui Zhang und Yang Zhou die olympische Goldmedaille. Ihre Siegerzeit beträgt 4:06.610 Minuten. Silber geht an die Kanadierinnen Jessica Gregg, Kalyna Roberge, Tania Vicent und Marianne St-Gelais, Bronze an die US-Amerikanerinnen Katherine Reutter, Allison Baver, Alyson Dudek, Lana Gehring und an die im Halbfinale für Baver laufende Kimberly Derrick.
  - 26. Februar -  500 m der Männer: Charles Hamelin aus Kanada gewinnt die Goldmedaille vor Sung Si-bak aus Südkorea und François-Louis Tremblay aus Kanada. Apolo Anton Ohno aus den Vereinigten Staaten, der vierte Läufer im A-Finale, wurde disqualifiziert.
  - 26. Februar -  1000 m der Frauen: Nach den 500 Metern gewinnt die Chinesin Wang Meng auch den Wettbewerb über 1000 Meter. Sie siegt vor Katherine Reutter aus den USA und der Südkoreanerin Park Seung-Hi.
  - 26. Februar -  5000-m-Staffel der Männer: Kanada gewinnt mit Charles Hamelin, François Hamelin, Olivier Jean, François-Louis Tremblay und Guillaume Bastille, der nur im Halbfinale lief, die Staffel vor Südkorea (Kwak Yoon-gy, Lee Ho-suk, Lee Jung-su, Sung Si-bak sowie Kim Seoung-il, der im Halbfinale für Lee Jung-su lief) und den USA (J.R. Celski, Travis Jayner, Jordan Malone, Apolo Anton Ohno; Simon Cho lief nur im Halbfinale für Jordan Malone).
- 19. März bis 21. März - In der bulgarischen Hauptstadt Sofia werden die Weltmeisterschaften 2010 ausgetragen. Knappe vier Wochen nach den Olympischen Spielen in Vancouver sind die Südkoreaner erneut die großen Abräumer: 25 von 36 Medaillen gehen an den ostasiatischen Staat. Lee Ho-suk gewinnt dabei bei den Männern Gold über 1000 Meter, 3000 Meter, im Mehrkampf und mit der Mannschaft und zudem Bronze über 1500 m. Der Chinese Liang Wenhao siegt über die kürzeste Distanz, den 500 Metern, der Südkoreaner Kwak Yoon-gy gewinnt Gold über 1500 Meter. Die Wettbewerbe der Frauen verlaufen für die erst 17-jährige Park Seung-hi ähnlich erfolgreich wie bei den Männern für Lee Ho-suk: Die zweifache Bronzemedaillengewinnerin von Vancouver siegt über 1500 Meter, 3000 Meter, im Mehrkampf und zudem mit der Mannschaft. Für China gewinnt Wang Meng über 500 und 1000 Meter zwei Goldmedaillen. Südkorea baut nach diesen glanzvollen Weltmeisterschaften damit im Vergleich zur WM 2009 in Wien seine Vormachtstellung im Shorttrack weiter aus.
- 27. März und 28. März - In Bormio in Italien findet die Shorttrack-Teamweltmeisterschaften statt. Bei den Männern siegt Südkorea vor Kanada und China, bei den Frauen Südkorea vor Kanada und Italien.

## Segeln

### America’s Cup
- 12. Februar bis 14. Februar – Vor der Küste Valencias gewinnt das BMW-Oracle-Racing-Team aus den Vereinigten Staaten mit 2:0 Siegen gegen den Titelverteidiger Alinghi aus der Schweiz den 33. America’s Cup. BMW Oracle Racing gewinnt mit der Crew Brad Webb, Simone de Mari, Ross Halcrow, Dirk de Ridder, Joey Newton, John Kostecki, James Spithill, Matteo Plazzi, Thierry Fouchier, Matthew Mason und bei der zweiten Wettfahrt zudem mit Oracle-Präsident Larry Ellison und Russell Coutts, dem Olympiasieger von 1984 im Finn-Dinghy.

### 49er Jolle
- 2. Januar bis 9. Januar – Vor Freeport (Bahamas) findet die Weltmeisterschaft statt. Es siegen die Spanier Iker Martínez und Xabier Fernández vor den australischen Titelverteidigern Nathan Outteridge/Iain Jensen.

### Laser
- 4. Juni bis 11. Juni - Vor Tallinn (Estland) findet die Europameisterschaft statt.[8] Bei den Frauen (Laser Radial) siegt die Kroatin Tina Mihelic vor Charlotte Dobson (GBR) und Gintarė Scheidt (LTU). Bei den Männern (Laser Standard) gewinnt der Kroate Tonči Stipanović vor Paul Goodison (GBR) und Andreas Geritzer (AUT). Damit gehen beiden Titel an Kroatien.

### Soling
- 5. Februar bis 13. Februar – Vor Valeiros do Sul/Porto Alegre in Brasilien findet die Weltmeisterschaft statt. Es siegen die Deutschen Roman Koch, Maxl Koch und Gregor Bornemann vor Argentinien mit Gustavo Warburg, Hernan Celedoni und Maximo Smith.

### Starboot
- 12. Januar bis 23. Januar – Vor Rio de Janeiro findet die Weltmeisterschaft statt. Die Briten Iain Percy und Andrew Simpsons gewinnen vor Falvio Marazzi/Enrico De Maria aus der Schweiz.[9]

## Skeleton
- 19. Februar -  48 Sportlerinnen und Sportler beteiligen sich bei den zwei Medaillenentscheidungen im Skeleton. Bei den Frauen gewinnt die Britin Amy Williams die Goldmedaille vor den Deutschen Kerstin Szymkowiak und Anja Huber. Jon Montgomery aus Kanada gewinnt den Wettkampf der Männer. Er siegt vor Martins Dukurs aus Lettland und dem Russen Alexander Tretjakow.

## Ski Alpin
- Die Entscheidungen bei den Olympischen Winterspielen 2010 in Kanada:
  - 15. Februar -  Abfahrt der Männer: Der Schweizer Didier Défago gewinnt die Abfahrt vor Aksel Lund Svindal aus Norwegen und Bode Miller aus den USA.
  - 17. Februar -  Abfahrt der Frauen: Doppelsieg für die USA bei der Frauenabfahrt: Die Gesamtweltcup-Siegerin der letzten zwei Saisons und amtierende Weltmeisterin in Super-G und Abfahrt, Lindsey Vonn, gewinnt in Whistler die Goldmedaille vor Julia Mancuso. Die Bronzemedaille geht an die Österreicherin Elisabeth Görgl.
  - 18. Februar -  Super Kombination der Frauen: Maria Riesch aus Deutschland siegt vor Julia Mancuso aus den USA und Anja Pärson aus Schweden, 2006 Olympiasiegerin im Slalom.
  - 19. Februar -  Super-G der Männer: Aksel Lund Svindal holt sich nach Silber in der Abfahrt die Goldmedaille im Super-G: Vor den US-Amerikanern Bode Miller und Andrew Weibrecht holt er sich seinen ersten Olympiasieg.
  - 20. Februar -  Super-G der Frauen: Die Österreicherin Andrea Fischbacher gewinnt vor der Slowenin Tina Maze und der US-Amerikanerin Lindsey Vonn.
  - 21. Februar -  Super Kombination der Männer: Der 33-jährige Bode Miller aus den Vereinigten Staaten, vierfacher Weltmeister, gewinnt die Super Kombination. Miller wird damit erstmals Olympiasieger und gewinnt seine insgesamt fünfte olympische Medaille (2002 zweimal Silber, 2010 Bronze und Silber). Auf den Plätzen zwei und drei landen Ivica Kostelić aus Kroatien und der Schweizer Silvan Zurbriggen.
  - 23. Februar -  Riesenslalom der Männer: Riesenslalom-Weltmeister Carlo Janka ist auch in Whistler nicht zu schlagen: Der Schweizer verweist die Norweger Kjetil Jansrud und Aksel Lund Svindal, der Nach Silber und Gold nun auch Bronze bei den Winterspielen 2010 gewinnt.
  - 24. Februar -  Riesenslalom der Frauen: Der Deutschen Viktoria Rebensburg gelingt ein Überraschungssieg. Die 20-jährige Juniorenweltmeisterin im Riesenslalom und Super-G von 2009 siegt vor der Slowenin Tina Maze und Österreicherin Elisabeth Görgl.
  - 26. Februar -  Slalom der Frauen: Die Deutsche Maria Riesch, bereits in der Super Kombination siegreich, gewinnt die Goldmedaille im Slalom vor Marlies Schild aus Österreich und Šárka Záhrobská aus Tschechien.
  - 27. Februar -  Slalom der Männer: Giuliano Razzoli aus Italien, der bislang nur einen Weltcupsieg erringen konnte, gewinnt das Slalomrennen vor Ivica Kostelić aus Kroatien und André Myhrer aus Schweden.

## Ski Nordisch

### Nordische Kombination
- 14. Februar –  Der Weltcupführende Jason Lamy Chappuis aus Frankreich gewinnt den ersten olympischen Wettbewerb der Nordischen Kombination. Im Gundersen-Wettkampf von der Normalschanze setzt er sich im Schlusssprint gegen den US-Amerikaner Johnny Spillane, den Italiener Alessandro Pittin und Todd Lodwick (auch USA) durch.
- 23. Februar –  Neun Tage nach der ersten Einzelentscheidung findet der olympische Teamwettbewerb statt. Die Österreicher mit Bernhard Gruber, David Kreiner, Felix Gottwald und Mario Stecher gewinnen mit 5,2 Sekunden Vorsprung auf die USA mit den Athleten Brett Camerota, Todd Lodwick, Johnny Spillane und Bill Demong. Die Bronzemedaillen gehen an die Deutschen Johannes Rydzek, Tino Edelmann, Eric Frenzel und Björn Kircheisen. Die Finnen, nach dem Springen noch führend, werden nur Siebte.
- 25. Februar –  Im Gundersen-Wettkampf von der Großschanze gibt es einen US-amerikanischen Doppelsieg: Bill Demong siegt vor Johnny Spillane. Sprungsieger Bernhard Gruber aus Österreich gewinnt die Bronzemedaille vor Hannu Manninen aus Finnland und Pavel Churavý aus Tschechien.

### Skilanglauf
- 1. Januar bis 10. Januar – Die Tour de Ski 2009/2010 wird in Deutschland (Oberhof), Tschechien (Prag) und Italien (Toblach und Val di Fiemme) ausgetragen. Der Tscheche Lukáš Bauer fängt auf der letzten Etappe noch den Gesamtführenden Petter Northug aus Norwegen ab, der drei Wettkämpfe für sich entscheiden konnte. Die Polin Justyna Kowalczyk gewinnt die Frauenwertung der Tour de Ski.

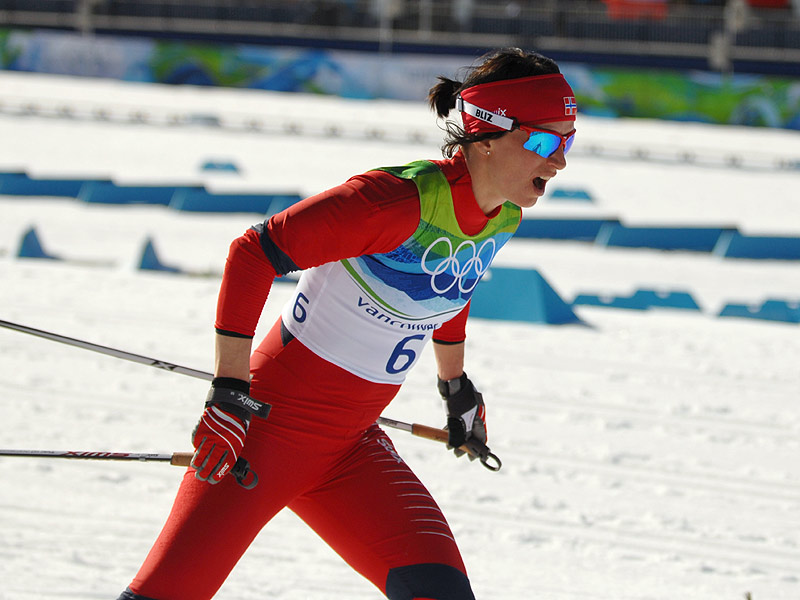
Marit Bjørgen, erfolgreichste Athletin der Skilanglauf-Wettbewerbe in Whistler

- Die Entscheidungen bei den Olympischen Winterspielen 2010 in Kanada:
  - 15. Februar -  10 km (Freistil) der Frauen: Charlotte Kalla aus Schweden sichert sich die Goldmedaille über 10 km. Die Estin Kristina Šmigun-Vähi gewinnt Silber vor Marit Bjørgen aus Norwegen.
  - 15. Februar -  15 km (Freistil) der Männer: Dario Cologna aus der Schweiz, 2009 Tour-de-Ski-Sieger, gewinnt das 15 km in der freien Technik vor dem Italiener Pietro Piller Cottrer. Tschechiens Lukáš Bauer, Sieger der Tour de Ski 2010, gewinnt die Bronzemedaille.
  - 17. Februar -  Einzel-Sprint (klassisch) der Frauen: Die Norwegerin Marit Bjørgen gewinnt den Sprintwettbewerb vor Justyna Kowalczyk aus Polen und der Slowenin Petra Majdič, die trotz Verletzung von einem Sturz im Vorlauf den Wettkampf fortsetzte.
  - 17. Februar -  Einzel-Sprint (klassisch) der Männer: Der Russe Nikita Krjukow siegt vor seinem Landsmann Alexander Panschinski. Bronze geht an den Norweger Petter Northug.
  - 19. Februar -  15 km Doppelverfolgung der Frauen: Die 29-jährige Marit Bjørgen aus Norwegen schlägt im Skiathlon der Frauen Anna Haag aus Schweden und die Polin Justyna Kowalczyk.
  - 20. Februar -  30 km Doppelverfolgung der Männer: Der 24 Jahre alte Schwede Marcus Hellner gewinnt den sogenannten Skiathlon. Hellner siegt vor dem Deutschen Tobias Angerer und Johan Olsson (Schweden).
  - 22. Februar -  Team-Sprint (Freistil) der Frauen: Evi Sachenbacher-Stehle und Claudia Nystad aus Deutschland gewinnen die Goldmedaille vor den Schwedinnen Charlotte Kalla/Anna Haag und den Russinnen Irina Chasowa/Natalja Korosteljowa.
  - 22. Februar -  Team-Sprint (Freistil) der Männer: Norwegens Øystein Pettersen und Petter Northug gewinnen die Goldmedaille. Silber geht an die Deutschen Tim Tscharnke und Axel Teichmann, Bronze an die Russen Nikolai Morilow und Alexei Petuchow.
  - 24. Februar -  4 × 10-km-Staffel der Männer: Schwedens Staffel siegt mit einem Vorsprung von 15,9 Sekunden. Daniel Richardsson, Johan Olsson, Anders Södergren und Schlussläufer Marcus Hellner siegen vor der Staffel Norwegens mit Martin Johnsrud Sundby, Odd-Bjørn Hjelmeset, Lars Berger und Petter Northug. Die tschechische Mannschaft mit Martin Jakš, Lukáš Bauer, Jiří Magál und Martin Koukal sichert sich die Bronzemedaille.
  - 25. Februar -  4 × 5-km-Staffel der Frauen: Norwegens Frauen gewinnen die Staffel. Vibeke Skofterud, Therese Johaug, Kristin Størmer Steira und Marit Bjørgen haben im Ziel 24,6 Sekunden Vorsprung auf die deutsche Staffel mit Katrin Zeller, Evi Sachenbacher-Stehle, Miriam Gössner und Claudia Nystad. Finnland gewinnt die Bronzemedaille (Pirjo Muranen, Virpi Kuitunen, Riitta-Liisa Roponen und Aino-Kaisa Saarinen).
  - 27. Februar -  30 km Massenstart (klassisch) der Frauen: Justyna Kowalczyk aus Polen, 2009 zweifache Weltmeisterin, lässt über 30 km Norwegens Marit Bjørgen im Ziel knapp hinter sich. Die Finnin Aino-Kaisa Saarinen wird Dritte.
  - 28. Februar -  50 km Massenstart (klassisch) der Männer: Nach dem Gold im Team-Sprint gewinnt Petter Northug auch den 50-km-Skilauf im klassischen Stil. Northug, amtierender Weltmeister in dieser Disziplin, ringt im Ziel Axel Teichmann aus Deutschland um einen Vorsprung von 3/10 Sekunden nieder. Johan Olsson aus Schweden holt sich die Bronzemedaille.

### Skispringen
Die Skisprung-Saison 2009/10 (siehe auch: Skisprung-Weltcup 2009/2010) wurde von dem Schweizer Simon Ammann und der österreichischen Mannschaft dominiert. Der 28 Jahre alte Schweizer Ammann gewann neun Einzel-Wettbewerbe, darunter die letzten vier des Nordic Tournaments, welches es souverän vor dem in der zweiten Saisonhälfte erstarkten Adam Małysz aus Polen gewann. Der Routinier aus Polen hatte zuvor bei den Olympischen Spielen in Vancouver zweimal hinter Ammann, sowohl auf der Normal- als auch auf der Großschanze, die Silbermedaille gewonnen. Für Gregor Schlierenzauer aus Österreich, dem diesjährigen Gesamt-Weltcupzweiten und Gesamt-Weltcupsieger der Saison 2008/09, blieb jeweils Bronze. Die österreichische Mannschaft war 2009/10 überragend. Neben Schlierenzauer belegten auch Thomas Morgenstern (3.), Andreas Kofler (4.), Wolfgang Loitzl (6.) und Martin Koch (8.) Plätze unter den ersten 10 im Gesamtweltcup.
In der Nationenwertung verwies Österreich mit 6868 Punkten Norwegen auf Platz zwei (3117 Punkten). Deutschland und Finnland folgten auf den Plätzen drei und vier, die Schweiz Platz fünf, obwohl neben Ammann sonst nur noch Andreas Küttel für die Schweiz einen Finaldurchgang erreichte. Vor allem die finnische Mannschaft enttäuschte gegenüber der Vorsaison. Trotz der Rückkehr von Janne Ahonens waren die Leistungen der finnischen Springer schwankend. Ahonen, der die von Andreas Kofler gewonnene Vierschanzentournee 2009/10 überraschend als Zweiter beendete und bei Olympia noch einmal Rang vier erreichte, wurde im Gesamt-Weltcup Elfter, sein Mannschaftskollege Harri Olli 14., der einmal mehr auch in dieser Saison mit außersportlichen Eskapaden auf sich aufmerksam machte.
Der Slowenen Robert Kranjec sicherte sich die Skiflug-Wertung vor Schlierenzauer und Ammann.
Eine Regeländerung wurde 2009/10 in einigen Wettkämpfen erfolgreich getestet: Um für mehr Gerechtigkeit durch unterschiedliche Windbedingungen zu sorgen wurden die Punkte mithilfe einer mathematischen Formel berechnet. Auch Anlaufänderung innerhalb eines Wettkampfes sind durch dieses Berechnungsverfahren möglich. Die befürchtete Undurchsichtigkeit für Zuschauer durch das komplizierte Vorgehen bei der Punkteerrechnung erwies sich als problemlos. In der Nordischen Kombination war das Verfahren 2009/10 bereits bei allen Wettkämpfen übernommen worden.
- 29. Dezember 2009 bis 6. Januar – Es wird die 58. Vierschanzentournee ausgetragen. Titelverteidiger war der Österreicher Wolfgang Loitzl. Weltcup-Gesamtführender vor der Tournee der Schweizer Simon Ammann. Das erste Springen in Oberstdorf konnte der Österreicher Andreas Kofler mit knapp 12 Punkten Vorsprung auf den Finnen Janne Ahonen gewinnen. Gregor Schlierenzauer aus Österreich, der in Oberstdorf nur Neunter geworden war, entschied nun die Wettbewerbe von Garmisch-Partenkirchen und Innsbruck für sich. Kofler konnte seine Führung durch zwei vierte Plätze jedoch verteidigen. Vor dem letzten Springen hatte Andreas Kofler 14,6 Punkte Vorsprung auf Schlierenzauer. In Bischofshofen reichte Andreas Kofler schließlich ein 5. Platz um die Vierschanzentournee zu gewinnen. Den Wettbewerb von Bischofshofen gewann zuvor sein Teamkollege Thomas Morgenstern vor Ahonen, der hinter Kofler mit 13,3 Punkten Rückstand den zweiten Platz in der Tourneegesamtwertung belegte. Damit hatte sich Ahonen endgültig nach seiner einjährigen Pause in die Weltcupspitze eingenistet. Titelverteidiger Wolfgang Loitzl wurde Tourneedritter vor Schlierenzauer und Ammann. Unter den ersten Zehn waren gleich fünf Österreicher in die Tourneegesamtwertung eingegangen.

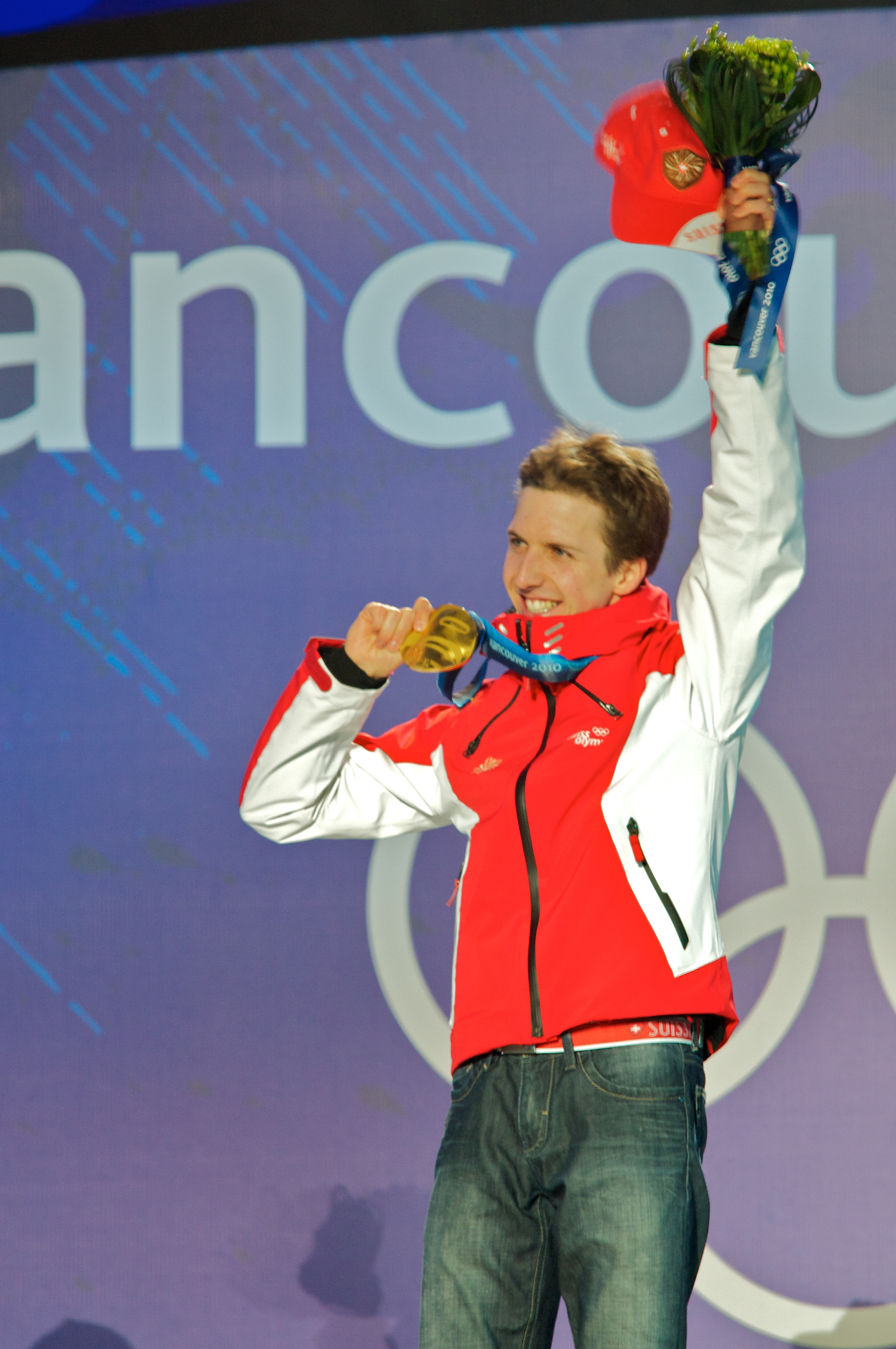
Simon Ammann feiert seine vierte Goldmedaille bei Olympia in seiner Karriere

- 13. Februar –  Simon Ammann wird Olympiasieger von der Normalschanze. In beiden Durchgängen setzt er mit 105,0 bzw. 108,0 Metern die weiteste Marke und holt sich die Goldmedaille vor dem 32-jährigen Polen Adam Małysz und dem Österreicher Gregor Schlierenzauer. Auf den Plätzen vier bis sechs landen Janne Ahonen (Finnland), Michael Uhrmann (Deutschland) und Robert Kranjec (Slowenien). Für Simon Ammann ist es das dritte Gold bei Olympia nach seinen beiden überraschenden Einzelsiegen bei den Winterspielen 2002 in Salt Lake City.
- 20. Februar –  Simon Ammann holt sich auch die Goldmedaille auf der Großschanze. Wie auf der Normalschanze gewinnen Adam Małysz und der Österreicher Gregor Schlierenzauer Silber und Bronze. Simon Ammann gewinnt damit seine vierte Goldmedaille bei Olympischen Spielen (alle im Einzel), für Małysz ist es bereits die dritte Silbermedaille, zudem gewann er 2002 einmal Bronze. Matti Hautamäki aus Finnland, der nach dem ersten Durchgang noch auf Platz drei gelegen hatte, sprang im zweiten Durchgang am schlechtesten von allen dort gestarteten Athleten und verlor rund 20 Plätze. Sein Landsmann Janne Ahonen hatte sich im Training verletzt und war nur zum ersten Durchgang angetreten, den er auf Rang 16 beendete. Ahonen startete auch nicht mehr beim Teamspringen zwei Tage später.
- 22. Februar –  Die österreichische Skisprungmannschaft mit den Athleten Wolfgang Loitzl, Andreas Kofler, Thomas Morgenstern und Gregor Schlierenzauer gewinnen wie erwartet das olympische Mannschaftsspringen. Eine kleine Überraschung ist der Gewinn der Silbermedaille durch die deutsche Mannschaft mit Michael Neumayer, Andreas Wank, Martin Schmitt und Michael Uhrmann. Ihr Rückstand auf die Österreicher beträgt jedoch ganze 72,1 Punkte. Bronze geht an Norwegen (Anders Bardal, Tom Hilde, Johan Remen Evensen und Anders Jacobsen).
- 19. März bis 21. März - Zum Abschluss der Saison findet im slowenischen Planica auf der größten Schanze der Welt, der Letalnica, die Skiflug-Weltmeisterschaft 2010 statt. Der Schweizer Gesamt-Weltcup-Sieger Simon Ammann gewinnt nach vier Durchgängen mit 25,5 Punkten Vorsprung auf den Titelverteidiger Gregor Schlierenzauer aus Österreich. Bronze geht an den Norweger Anders Jacobsen. Im Teamwettkampf kann Österreich seinen 2008 gewonnenen Titel verteidigen. Wolfgang Loitzl, Thomas Morgenstern, Martin Koch und Gregor Schlierenzauer gewinnen vor der Mannschaft Norwegens, in der Anders Jacobsen, Anders Bardal, Johan Remen Evensen und Weltrekordhalter Bjørn Einar Romøren springen. Auf den dritten Platz kommt die Mannschaft Finnlands (Janne Happonen, Olli Muotka, Matti Hautamäki und Harri Olli).

## Snowboard

### Big Air
- 30. Januar – Gold für Island bei den 14. Winter-X-Games in Aspen (Colorado): Halldór Helgason siegt vor den Norwegern Torstein Horgmo und Mikkel Bang.

### Halfpipe
- 17. Februar -  Entscheidung der Männer: Favorit Shaun White aus den USA sichert sich Platz eins vor dem Finnen Peetu Piiroinen und dem US-Amerikaner Scotty Lago.
- 18. Februar -  Entscheidung der Frauen: Torah Bright (Australien) gewinnt vor den US-Amerikanerinnen Hannh Teter und Kelly Clark.

### Parallel-Riesenslalom
- 26. Februar –  Entscheidung der Frauen: Die Niederländerin Nicolien Sauerbreij, 2008 Gesamt-Weltcupsiegerin, gewinnt Gold. Silber und Bronze gewinnen die Russin Jekaterina Iljuchina und Marion Kreiner aus Österreich.
- 27. Februar –  Entscheidung der Männer: Der vierfache Weltmeister der FIS, der 34-jährige Jasey-Jay Anderson aus Kanada gewinnt die Goldmedaille. Benjamin Karl aus Österreich erhält Silber, Bronze der Franzose Mathieu Bozzetto.

### Slopestyle
- 31. Januar – Die Siegerin bei den 14. Winter-X-Games in Aspen (Colorado) im Slopestyle der Snowboarderinnen heißt Jenny Jones. Die Britin setzt sich gegen die US-Amerikanerinnen Jamie Anderson und Janna Meyen-Weatherby durch.
- 31. Januar – Der Finne Eero Ettala siegt vor Eric Willett aus den USA und Chas Guldemond (auch USA).

### Snowboardcross
- 30. Januar – Nate Holland aus den USA verweist bei den 14. Winter-X-Games in Aspen (Colorado) Seth Wescott (USA) und Alberto Schiavon (Italien) auf die Plätze.
- 30. Januar – Bei den Frauen entscheidet Lindsey Jacobellis aus den USA die Konkurrenz für sich. Auf den Plätzen zwei und drei landen Helene Olofsen aus Norwegen und Joanie Anderson (USA).
- 15. Februar -  Entscheidung der Männer: Seth Wescott aus den USA gewinnt den Snowboardcross vor dem Kanadier Mike Robertson und dem Franzosen Tony Ramoin. X-Games-Sieger Nate Holland wird Vierter.
- 16. Februar -  Entscheidung der Frauen: Die ISF-Weltmeisterin von 1999, Maëlle Ricker aus Kanada gewinnt die olympische Snowboardcross-Konkurrenz vor Déborah Anthonioz aus Frankreich und der Schweizerin Olivia Nobs.

### Superpipe
- 29. Januar – Shaun White (USA) siegt vor Iouri Podladtchikov (Schweiz) und Kazuhiro Kokubo (Japan) bei den 14. Winter-X-Games in Aspen (Colorado).
- 30. Januar – Die USA feiert einen Dreifacherfolg bei den Frauen in der SuperPipe: Gretchen Bleiler siegt vor Kelly Clark und Hannah Teter.

## Speedcubing

### Weltrekorde (Single Solve)
- 16. Januar - Ville Seppänen (Finnland) im 4×4×4 Blindfolded in 4:42,34 min.
- 30. Januar - Muhammad Iril Khairul Anam (Indonesien) im 3×3×3 Multiple Blindfolded (16/16) in 56:54 min.
- 7. Februar - Haiyan Zhuang (China) im 3×3×3 Blindfolded in 35,91 s.
- 7. Februar - Haiyan Zhuang (China) im 3×3×3 Blindfolded in 32,27 s.
- 27./28. März - Simon Crawford (Vereinigtes Königreich) im Square-1 in 10,93 s.
- 27./28. März - Taki Sugimoto (Japan) im Rubik’s Clock in 6,90 s.
- 4. April - Haiyan Zhuang (China) im 3×3×3 Blindfolded in 30,94 s.
- 24. April - Bálint Bodor (Ungarn) im Megaminx in 49,71 s.
- 9. Mai - Yuxuan Wang (China) im Rubik’s Magic in 0,72 s.
- 6. Juni - Yu Sajima (Japan) im Rubik’s Clock in 6,36 s.
- 10. Juli - Feliks Zemdegs (Australien) im 4×4×4 in 35,55 s.
- 11. Juli - Haixu Zhang (China) im 4×4×4 in 35,40 s.
- 16. Juli - Bence Barát (Ungarn) im 7×7×7 in 3:37,38 min.
- 17. Juli - Chester Lian (Malaysien) im 5×5×5 Blindfolded in 14:42,00 min.
- 24. Juli - Yuxuan Wang (China) im Master Magic in 1,71 s.
- 25. Juli - Syuhei Omura (Japan) im 5×5×5 in 1:06,93 min.

## Sportschießen
- 7. März bis 14. März - Im norwegischen Meråker finden die Europameisterschaften in den Wettbewerben aus 10 Meter Entfernung statt. Russland wird erfolgreichste Nation.

### Bogenschießen
- 24. Mai bis 29. Mai - Im italienischen Rovereto finden die 19. Europameisterschaften im Bogenschießen (Outdoor) statt.[10] Mit dem Recurvebogen sind Romain Girouille (FRA) bei den Männern und Natalja Erdynijewa (RUS) bei den Frauen erfolgreich. Im Mannschaftswettbewerb siegen die Teams Deutschlands (bei den Männern) und Russlands (bei den Frauen). Im Compound-Wettbewerb siegen Andrew Rikunenko (GBR) und Viktoria Baltschanowa (RUS). Die Teams Russlands (Männer) und Belgiens (Frauen) gewinnen die Mannschaftswettbewerbe. Italien gewinnt den Wettkampf im Mixed-Recurve, Schweden den im Compound-Mixed.

## Squash
- 27. Mai bis 30. Mai - In Saarbrücken findet die Einzel-Europameisterschaft im Squash statt. Bei den Männern siegt in einem rein französischen Finale Thierry Lincou mit 11:5 und 11:2 über Grégory Gaultier, der verletzungsbedingt nicht mehr zum dritten Satz antrat. Lincou feiert damit seinen zweiten EM-Sieg in Folge. Im Dameneinzel schlägt Jenny Duncalf aus England die Niederländerin Vanessa Atkinson mit 11:8, 11:5, 9:11, 10:12 und 11:5. Für Duncalf ist es der dritte EM-Triumph.
- Im französischen Aix-en-Provence findet die Mannschafts-Europameisterschaft statt. Bei den Männern ist England vor Frankreich und den Niederlanden erfolgreich. Bei den Frauen siegt das Team der Niederlande vor Frankreich und England.

## Tauziehen

### Halle
- 25. Februar bis 28. Februar - In Cesenatico, Italien, finden die Hallenweltmeisterschaften im Tauziehen statt. Schottland gewinnt zwei Titel, China, Nordirland, die Republik China und England holen jeweils einen Weltmeistertitel.

## Tennis

### Grand-Slam-Turniere
| Turnier                               | Herren                       | Ergebnis      | Damen                               | Ergebnis    | Herren-Doppel                       | Ergebnis    | Damen-Doppel                          | Ergebnis    | Mixed                                 | Ergebnis      |
| ------------------------------------- | ---------------------------- | ------------- | ----------------------------------- | ----------- | ----------------------------------- | ----------- | ------------------------------------- | ----------- | ------------------------------------- | ------------- |
| 18.–31. Januar: Australian Open       | Roger Federer Andy Murray    | 6 7 3 4 6     | Serena Williams Justine Henin       | 6 3 6 4 6 2 | Bryan/ Bryan Nestor/ Zimonjić       | 6 6 6 3 7 3 | Williams/ Williams Black/ Huber       | 6 4 3       | Black/ Paes Wesnina/ Ram              | 6 4 3         |
| 23. Mai bis 6. Juni: French Open      | Rafael Nadal Robin Söderling | 6 4 2 4       | Francesca Schiavone Samantha Stosur | 6 7 4 6     | Nestor/ Zimonjić Dlouhý/ Paes       | 7 6 5 2     | Williams/ Williams Peschke/ Srebotnik | 6 2 3       | Srebotnik/ Zimonjić Schwedowa/ Knowle | 4 7 11 6 6 09 |
| 21. Juni bis 4. Juli: Wimbledon       | Rafael Nadal Tomáš Berdych   | 6 7 6 3 5 4   | Serena Williams Wera Swonarjowa     | 6 3 2       | Melzer/ Petzschner Lindstedt/ Tecău | 6 7 1 5 5   | King/ Schwedowa Wesnina/ Swonarjowa   | 7 6 6 2     | Black/ Paes Moodie/ Raymond           | 6 7 4 6       |
| 30. August bis 13. September: US Open | Rafael Nadal Novak Đoković   | 6 5 6 4 7 4 2 | Kim Clijsters Wera Swonarjowa       | 6 2 1       | Bryan/ Bryan Bopanna/ Qureshi       | 7 6 6       | King/ Schwedowa Huber/ Petrowa        | 2 6 7 6 4 6 | Huber/ Bryan Peschke/ Qureshi         | 6 4 4         |

22. Juni bis 24. Juni – Im Rahmen der Wimbledon Championships 2010 kam es zwischen dem US-Amerikaner John Isner und dem Franzosen Nicolas Mahut zum bislang längsten Profimatch der Geschichte des Tennis. Isner entschied die Partie mit 6:4, 3:6, 6:7 (7:9), 7:6 (7:3) und 70:68 am 24. Juni für sich. Die Partie war am 22. Juni begonnen worden und musste wegen hereinbrechender Dunkelheit zweimal abgebrochen werden. Die reine Spielzeit betrug 11 Stunden und 5 Minuten, was den bisherigen Rekord von 6 Stunden und 33 Minuten, aufgestellt von Fabrice Santoro und Arnaud Clément bei den French Open 2004, bei weitem übertraf. Siehe auch John Isner – Nicolas Mahut bei den Wimbledon Championships 2010.

### World Tour Finals

#### ATP Tour Finals
| Finale                     | Einzel                     | Ergebnis    | Doppel                            | Ergebnis |
| -------------------------- | -------------------------- | ----------- | --------------------------------- | -------- |
| 21.–28. November in London | Roger Federer Rafael Nadal | 6 3 6 3 6 1 | Nestor / Zimonjić Bhupathi/ Mirny | 7 6 6 4  |

#### WTA Championships
| Finale                  | Einzel              | Ergebnis    | Doppel                               | Ergebnis |
| ----------------------- | ------------------- | ----------- | ------------------------------------ | -------- |
| 26.–31. Oktober in Doha | Clijsters Wozniacki | 6 5 6 3 7 3 | Dulko / Pennetta Peschke / Srebotnik | 7 6 5 4  |

### World Team Cup
| Finale                    | Begegnung                      | Ergebnis |
| ------------------------- | ------------------------------ | -------- |
| 16.–22. Mai in Düsseldorf | Argentinien Vereinigte Staaten | 2 1      |

### Davis-Cup
| Finale                       | Begegnung          | Ergebnis |
| ---------------------------- | ------------------ | -------- |
| 3.–5. Dezember in Frankreich | Serbien Frankreich | 3 2      |

### Fed-Cup
| Finale                      | Begegnung                  | Ergebnis |
| --------------------------- | -------------------------- | -------- |
| 6.–7. November in San Diego | Italien Vereinigte Staaten | 3 1      |

### Hopman-Cup
| Finale                | Begegnung                      | Ergebnis |
| --------------------- | ------------------------------ | -------- |
| 2.–9. Januar in Perth | Spanien Vereinigtes Königreich | 2 1      |

In Perth fanden zum 22. Mal der Hopman Cup statt, der als inoffizielle Mixed-Weltmeisterschaft gilt. Spanien mit den Spielern María José Martínez Sánchez und Tommy Robredo gewinnt gegen das Vereinigte Königreich (Laura Robson und Andy Murray) mit 2:1.

## Tischtennis
- 23. Mai bis 30. Mai - Die Tischtennisweltmeisterschaft für Mannschaften der Herren und Damen finden in Moskau statt. Die Chinesen Ma Lin, Ma Long, Zhang Jike und Wang Hao gewinnen vor Deutschland und Südkorea die Goldmedaille bei den Herren. Bei den Damen sind die Spielerinnen Singapurs (Sun Beibei, Feng Tianwei und Wang Yue Gu) vor China und Deutschland erfolgreich.

## Turnen

### Kunstturnen
- 21. April bis 2. Mai - Im englischen Birmingham finden die Turn-Europameisterschaften 2010 der Männer und Frauen statt. Aufgrund des Ausbruches des isländischen Vulkans Eyjafjallajökull starteten die Europameisterschaften der Männer einen Tag später als geplant. Die Männermannschaften von Russland, der Ukraine und Belarus erreichten aufgrund von Visa-Problemen den Austragungsort dennoch nicht rechtzeitig. Ebenso fehlten die Turner aus Georgien und Israel. Die Mannschaftsmehrkämpfe wurden bei den Männern von Deutschland (Fabian Hambüchen, Philipp Boy, Marcel Nguyen, Matthias Fahrig und Eugen Spiridonov) und bei den Frauen von Russland (Alija Mustafina, Tatiana Nabijewa, Ekaterina Kurbatowa, Anne Mysdrikowa, Xenija Semjonowa) gewonnen. Vlasis Maras (GRE; Reck), Yann Cucherat (FRA; Barren), Tomi Tuuha (FIN; Sprung), Matteo Morandi (ITA; Ringe), Daniel Keatings (GBR; Pauschenpferd) und Matthias Fahrig (GER; Boden) gewinnen die einzelnen Gerätefinals der Männer.

### Trampolinturnen
- 20. April bis 25. April - In Warna findet die Europameisterschaft im Trampolinturnen statt.

## Unihockey
- 4. Dezember bis 11. Dezember - In Finnland findet die 8. Weltmeisterschaft der Männer statt. Im Finale in Helsinki schlägt Finnland die Mannschaft Schwedens mit 6:2.

## Zauberwürfel
- Siehe #Speedcubing

## Sportstätten

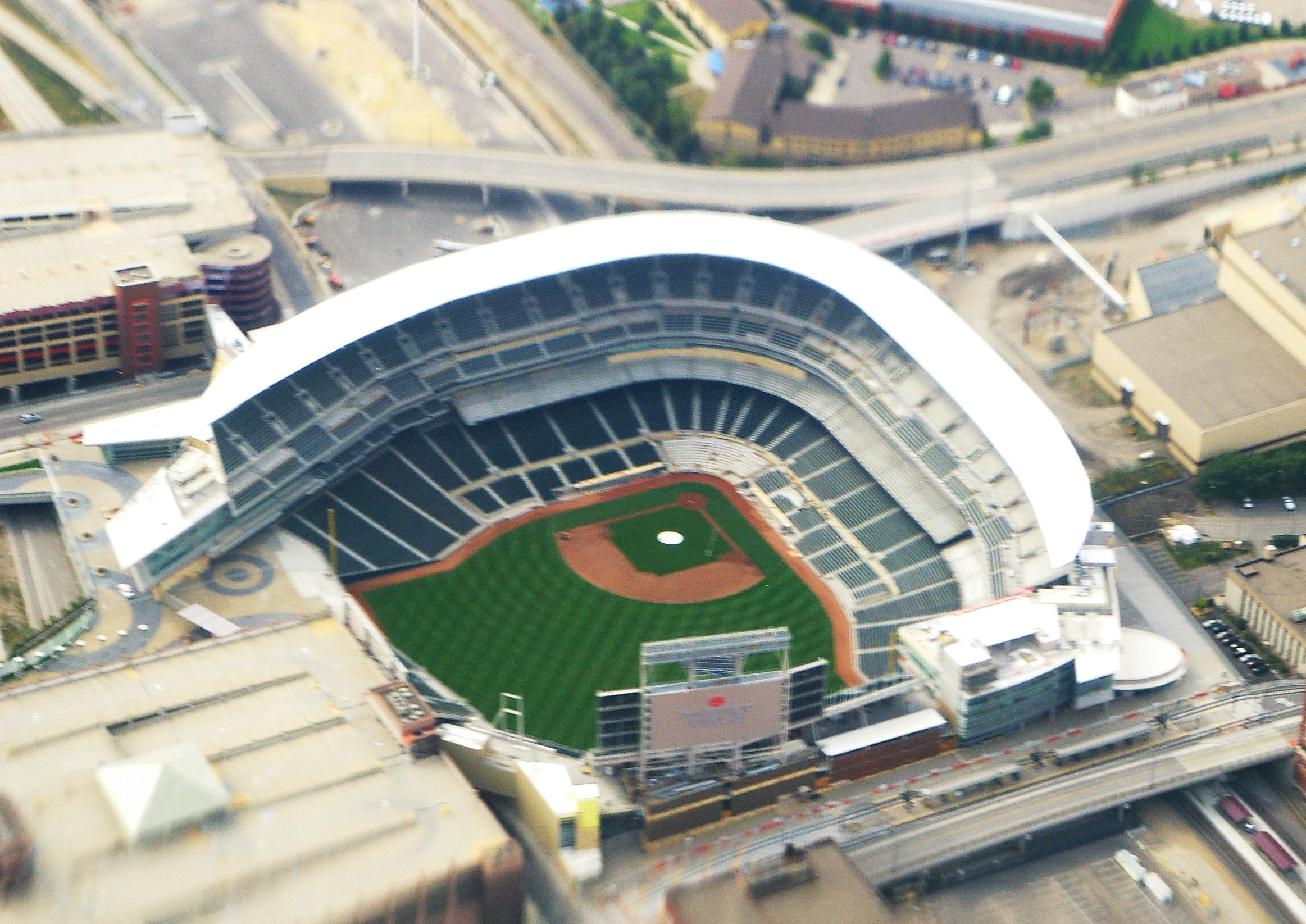
Target Field in Minneapolis

Die fünf für die Fußball-Weltmeisterschaft 2010 neu gebauten Arenen in Südafrika wurden allesamt bereits im Jahr 2009 eröffnet. Folgend eine Liste wichtiger Eröffnungen neuer Sportstätten im Jahr 2010:
- 12. April – Target Field, Minneapolis (USA), Baseball, 40 000 Zuschauerplätze

## Sportpolitik
- 28. Mai - Frankreich erhält den Zuschlag zur Ausrichtung der Fußball-Europameisterschaft 2016. Frankreich setzte sich gegen die Türkei und gegen Italien durch.

## Geboren
- 09. Februar: Chloe Covell, australische Skateboarderin
- 12. Mai: Arisa Trew, australische Skateboarderin

## Gestorben
Für die ausführlichere Liste der Verstorbenen siehe Nekrolog 2010.

### Januar

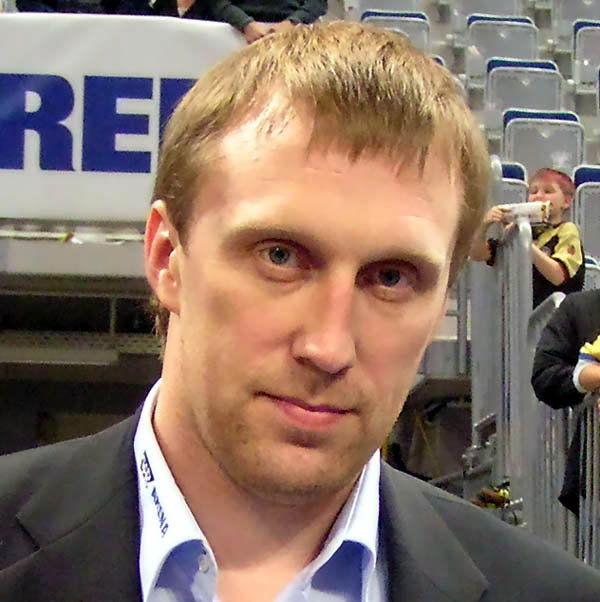
Oleg Velyky (2006)

- 01. Januar: Gerd Million, deutscher Sportreporter (* 1935)
- 02. Januar: Markus Maier, österreichischer Skisportler (* 1911)
- 04. Januar: György Mitró, ungarischer Schwimmer (* 1930)
- 08. Januar: Tony Halme, finnischer Wrestler und Boxer (* 1963)
- 09. Januar: Jewgeni Paladjew, sowjetischer Eishockeyspieler (* 1948)
- 10. Januar: Birgit Uibel-Sonntag, deutsche Leichtathletin (* 1961)
- 10. Januar: Torbjørn Yggeseth, norwegischer Skispringer (* 1934)
- 12. Januar: Miloslav Bělonožník, tschechoslowakischer Skispringer und Skisprungtrainer (* 1918)
- 11. Januar: Francisco Benkö, deutsch-argentinischer Schachkomponist (* 1910)
- 15. Januar: Detlev Lauscher, deutscher Fußballspieler (* 1952)
- 18. Januar: Günter Mielke, deutscher Langstreckenläufer (* 1942)
- 19. Januar: Panajot Pano, albanischer Fußballspieler (* 1939)
- 19. Januar: Bill McLaren, britischer Sportjournalist (* 1923)
- 21. Januar: Heinz Haupt, deutscher Tischtennisspieler und -trainer (* 1924)
- 23. Januar: Georgette Thiollière, französische Skirennläuferin (* 1920)
- 23. Januar: Oleg Velyky, deutsch-ukrainischer Handballspieler (* 1977)
- 31. Januar: Jiří Havlis, tschechoslowakischer Ruderer und Olympiasieger (* 1932)

### Februar

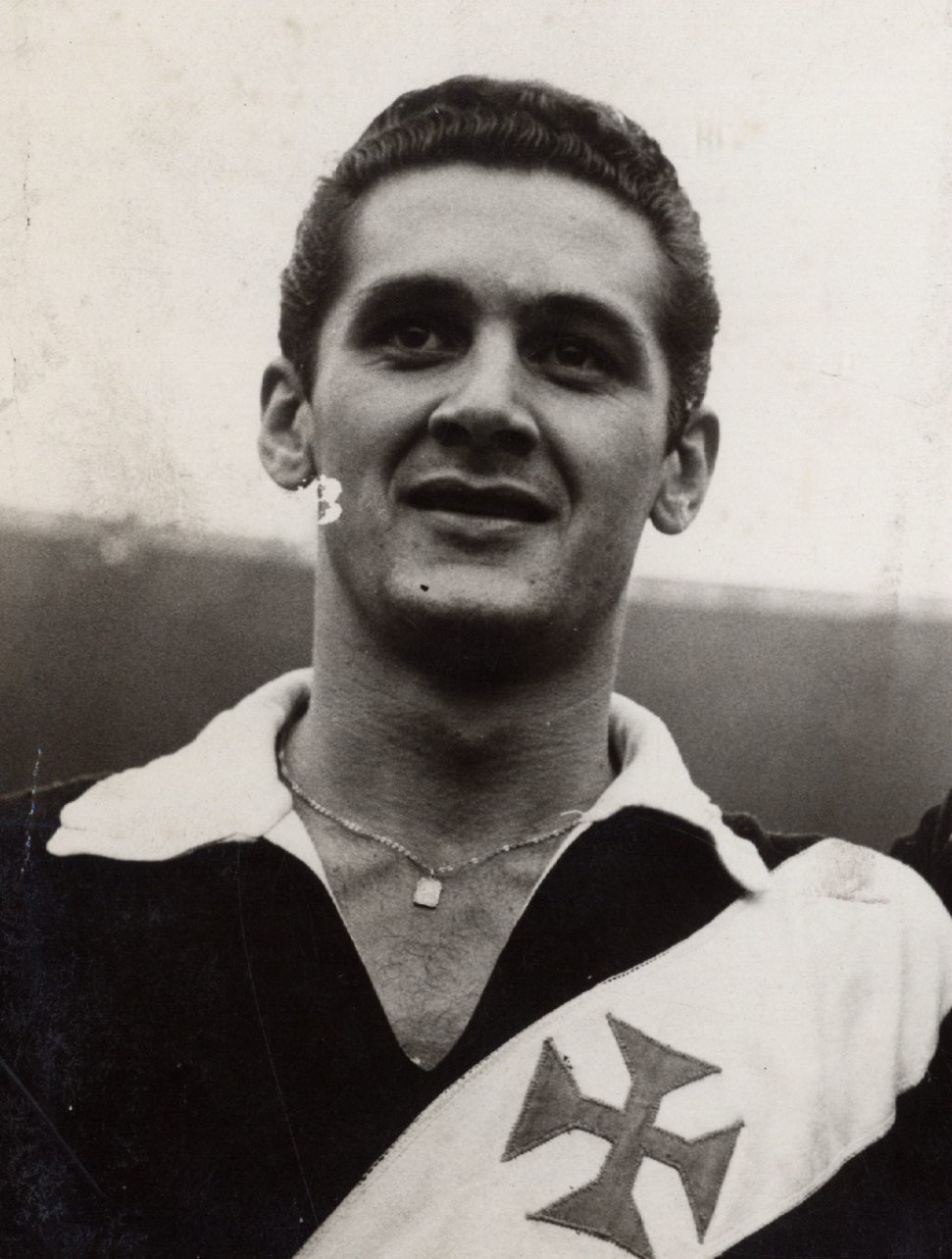
Orlando Peçanha de Carvalho (1961)

- 03. Februar: Gil Merrick, englischer Fußballspieler und -trainer (* 1922)
- 04. Februar: Bill Dudley, US-amerikanischer American-Football-Spieler (* 1921)
- 05. Februar: Clarke Scholes, US-amerikanischer Schwimmer (* 1930)
- 06. Februar: Kipkemboi Kimeli, kenianischer Leichtathlet (* 1966)
- 07. Februar: Franco Ballerini, italienischer Radrennfahrer (* 1964)
- 08. Februar: Georges Claes, belgischer Radrennfahrer (* 1949)
- 08. Februar: Jimmy Heuga, US-amerikanischer Skirennläufer (* 1943)
- 08. Februar: Erich Meier, deutscher Fußballspieler (* 1935)
- 10. Februar: Orlando Peçanha de Carvalho, brasilianischer Fußballspieler (* 1935)
- 10. Februar: Eduard Winokurow, sowjetischer Fechter (* 1942)
- 10. Februar: Michael Palme, deutscher Sportjournalist (* 1943)
- 11. Februar: Juri Sewidow, sowjetischer Fußballspieler (* 1942)
- 11. Februar: Roman Dmitrijew, sowjetischer Ringer (* 1949)
- 12. Februar: Luis Molowny, spanischer Fußballspieler und -trainer (* 1925)
- 12. Februar: Nodar Kumaritaschwili, georgischer Rennrodler (* 1988)
- 12. Februar: Werner Krämer, deutscher Fußballspieler (* 1940)
- 12. Februar: Petar Borota, jugoslawischer Fußballtorhüter (* 1952)
- 13. Februar: Helge Perälä, finnischer Leichtathlet (* 1915)
- 14. Februar: Enrico Musolino, italienischer Eisschnellläufer (* 1928)
- 15. Februar: Ian Gray, australischer Fußballspieler (* 1963)
- 17. Februar: Wolfram Lindner, deutscher Radsporttrainer (* 1941)
- 19. Februar: Giovanni Pettenella, italienischer Radsportler (* 1943)
- 23. Februar: Marcel Becquart, französischer Rallye- und Rundstreckenfahrer (* 1914)
- 24. Februar: C. R. Johnson, US-amerikanischer Freestyle-Skier (* 1983)
- 27. Februar: Pierre Monneret, französischer Motorradrennfahrer (* 1931)

### März

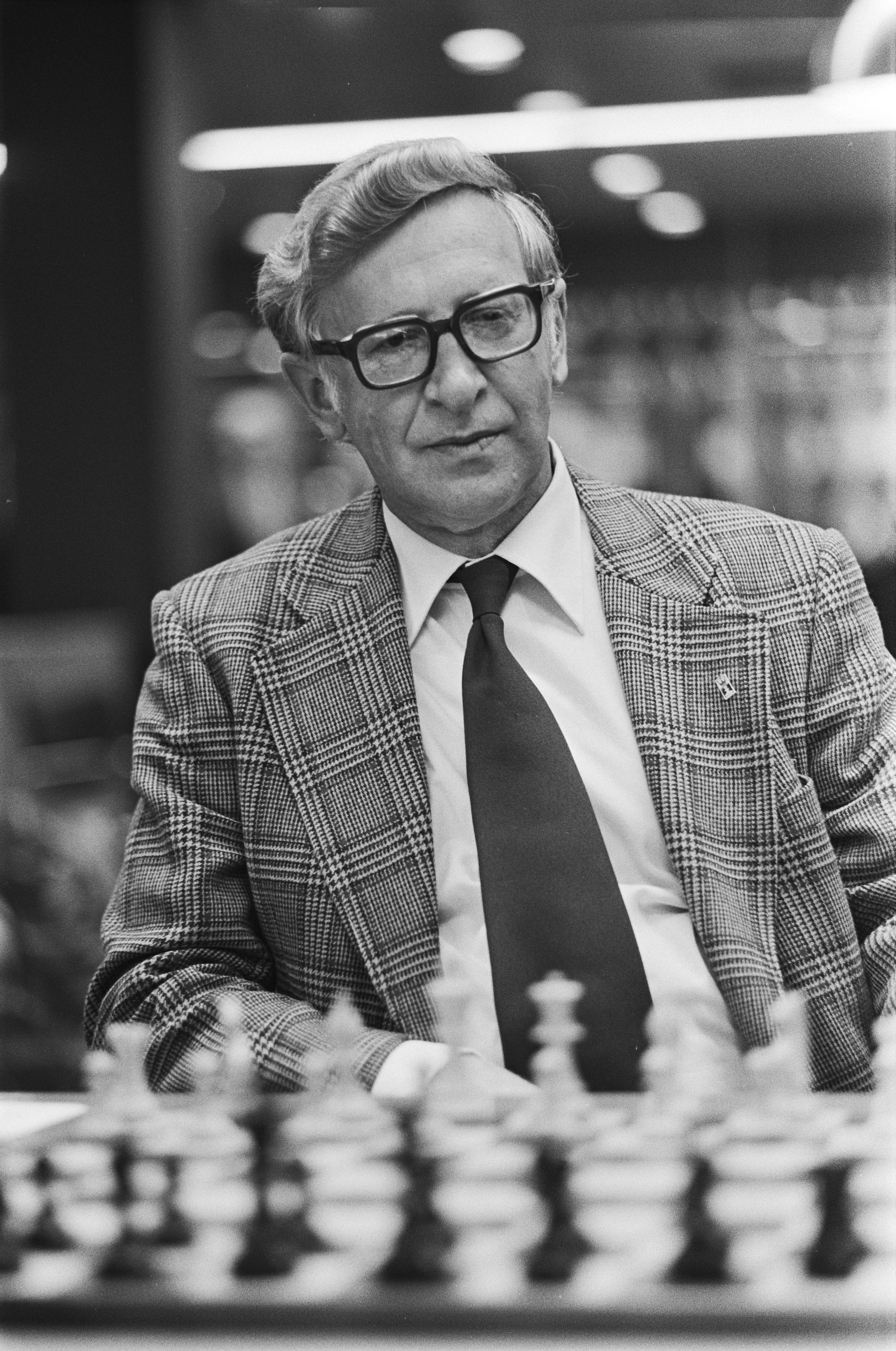
Wassili Smyslow (1977)

- 02. März: Paul Drayton, US-amerikanischer Leichtathlet und Olympiasieger (* 1939)
- 02. März: Miloslav Loos, tschechoslowakischer Radrennfahrer (* 1914)
- 03. März: Helmut Nöttger, deutscher Schachfunktionär und Schachschiedsrichter (* 1923)
- 03. März: Oleg Tjurin, sowjetisch-russischer Ruderer und Olympiasieger (* 1937)
- 06. März: Ronald Pettersson, schwedischer Eishockeyspieler und -trainer (* 1935)
- 07. März: Leonhard Waitl, deutscher Eishockeyspieler (* 1939)
- 08. März: Guy Lapébie, französischer Radrennfahrer (* 1916)
- 09. März: Lionel Cox, australischer Radrennfahrer (* 1930)
- 09. März: Henry Wittenberg, US-amerikanischer Ringer (* 1918)
- 11. März: Merlin Olsen, US-amerikanischer American-Football-Spieler (* 1940)
- 17. März: Wayne Collett, US-amerikanischer Leichtathlet (* 1949)
- 20. März: Naim Krieziu, albanischer Fußballspieler (* 1918)
- 22. März: Fritz Apel, deutscher Fußballspieler (* 1925)
- 23. März: Fritz Wagnerberger, deutscher Skirennläufer und Sportfunktionär (* 1937)
- 26. März: Heinz Laufer, deutscher Leichtathlet (* 1925)
- 27. März: Walter Schneider, deutscher Motorradrennfahrer (* 1927)
- 27. März: Wassili Smyslow, russischer Schachweltmeister (* 1921)
- 29. März: Jean Cosmat, französischer Ruderer (* 1910)

### April

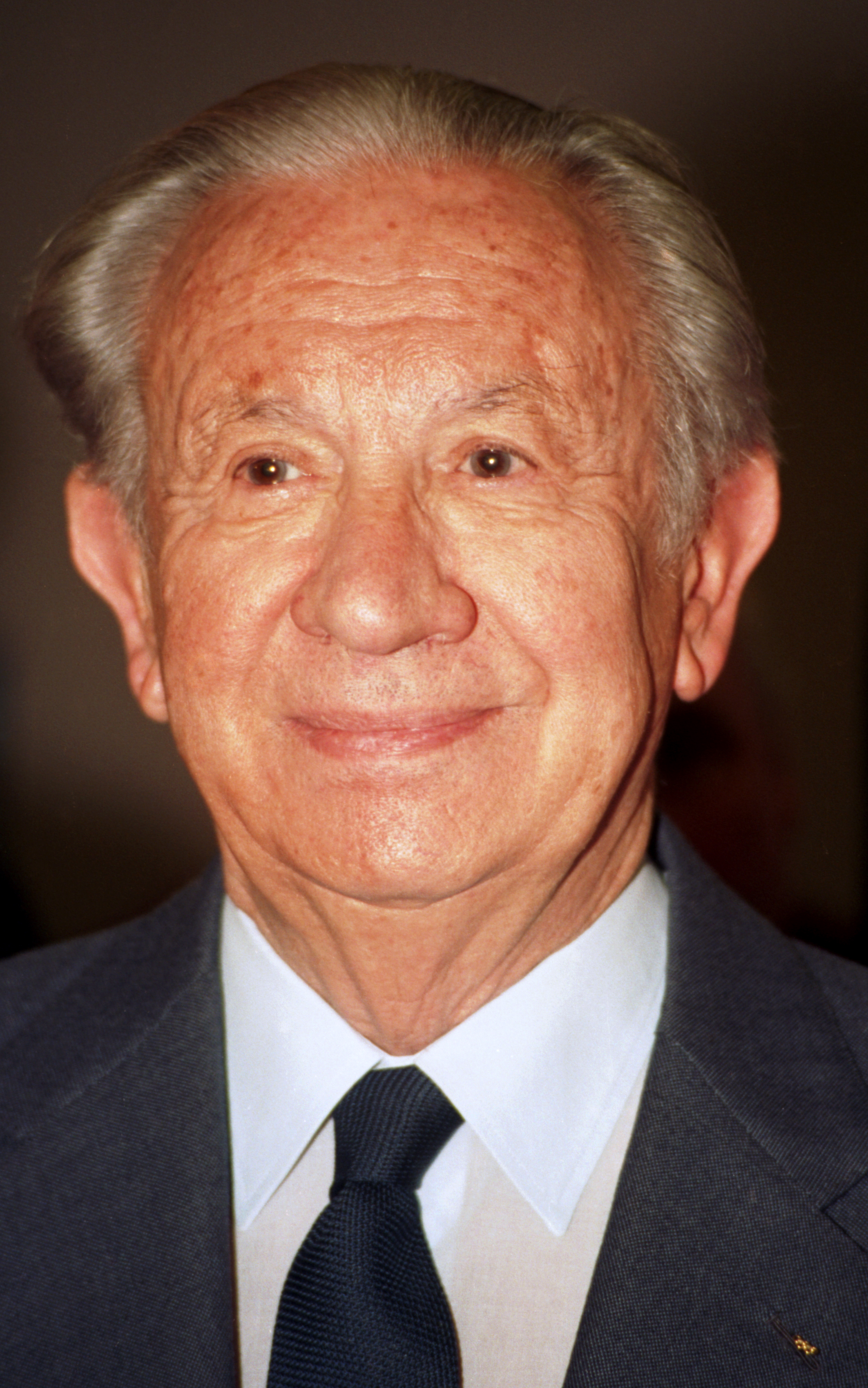
Juan Antonio Samaranch (1998)

- 03. April: Pascal Etienne, französischer Biathlon-Trainer (* 1966)
- 04. April: Alec Bedser, englischer Cricketspieler (* 1918)
- 07. April: George Nissen, US-amerikanischer Turner, Erfinder des modernen Trampolins (* 1914)
- 08. April: Michel Turler, Schweizer Eishockeyspieler (* 1944)
- 09. April: Dario Mangiarotti, italienischer Degenfechter (* 1915)
- 09. April: Zoltán Varga, ungarischer Fußballspieler und -trainer (* 1945)
- 10. April: Arthur Mercante sen., US-amerikanischer Profiringrichter (* 1920)
- 10. April: Manfred Reichert, deutscher Fußballspieler (* 1940)
- 11. April: Jean Boiteux, französischer Schwimmer (* 1933)
- 11. April: Victoria Draves, US-amerikanische Wasserspringerin (* 1924)
- 19. April: Edwin Valero, venezolanischer Boxer (* 1981)
- 19. April: Burkhard Ziese, deutscher Fußballtrainer (* 1944)
- 21. April: Manfred Kallenbach, deutscher Fußballspieler (* 1942)
- 21. April: Juan Antonio Samaranch, spanischer Sportfunktionär, Präsident des IOC (1980–2001) (* 1920)
- 23. April: Natalja Lawrowa, russische Rhythmische Sportgymnastin und zweifache Olympiasiegerin (* 1984)
- 24. April: Joseph Bessala, kamerunischer Boxer (* 1941)
- 24. April: Fredy Rüegg, Schweizer Radrennfahrer (* 1934)

### Mai

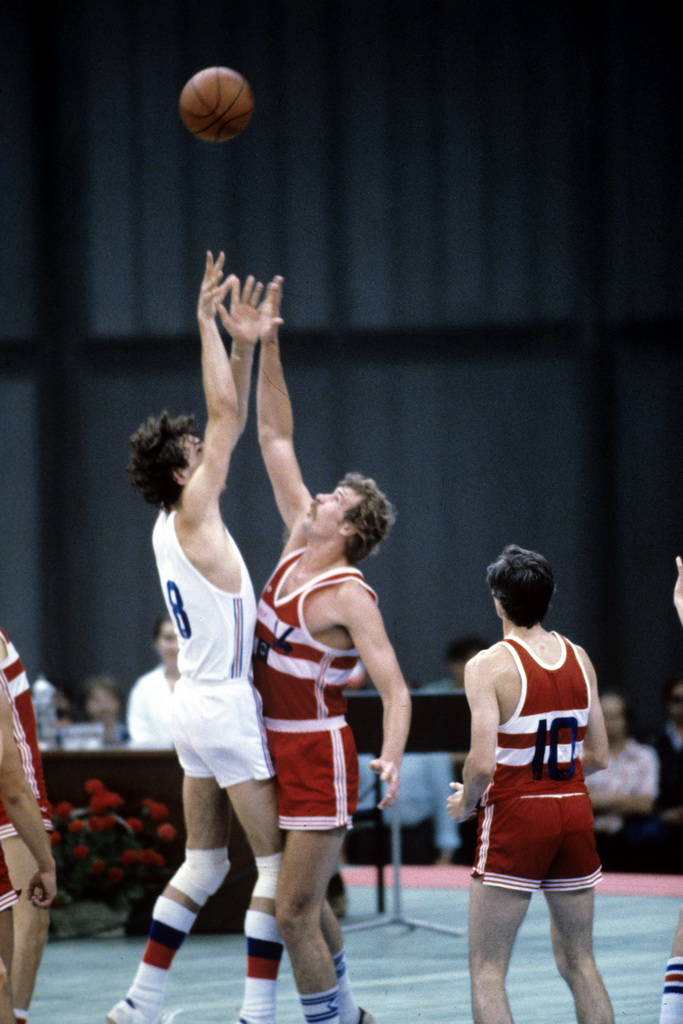
Alexander Belostenny (1980)

- 03. Mai: Kenji Shibuya, US-amerikanischer Wrestler (* 1921)
- 04. Mai: Freddy Kottulinsky, deutsch-schwedischer Motorsportler (* 1932)
- 05. Mai: Harry Siljander, finnischer Boxer (* 1922)
- 06. Mai: Jaroslav Cardal, tschechoslowakischer Skilangläufer (* 1919)
- 06. Mai: Robin Roberts, US-amerikanischer Baseballspieler (* 1926)
- 09. Mai: Signe Johansson-Engdahl, schwedische Wasserspringerin (* 1905)
- 11. Mai: Bob Watt, kanadischer Eishockeyspieler (* 1927)
- 12. Mai: Edith Keller-Herrmann, deutsche Schachspielerin (* 1921)
- 13. Mai: Klaus Kotter, deutscher Sportfunktionär im Bobsport (* 1934)
- 13. Mai: Lauro Toneatto, italienischer Fußballspieler und -trainer (* 1933)
- 14. Mai: Sławomir Rubin, polnischer Radrennfahrer (* 1946)
- 15. Mai: Olivia Ausoni, schweizerische Skirennfahrerin (* 1923)
- 18. Mai: Yvan Lebon, französischer Automobilrennfahrer (* 1968)
- 21. Mai: Stan Jones, US-amerikanischer American-Football-Spieler und -Trainer (* 1931)
- 23. Mai: Vincent Kinchin, britischer Bahnsportler (* 1967)
- 24. Mai: Alexander Belostenny, sowjetischer Basketballspieler (* 1959)
- 26. Mai: Marie Corridon, US-amerikanische Schwimmerin (* 1930)
- 27. Mai: Reg White, britischer Segler (* 1935)
- 28. Mai: Torvald Högström, finnischer Radrennfahrer (* 1926)
- 29. Mai: Aad de Koning, niederländischer Eisschnellläufer (* 1928)
- 30. Mai: Juri Tschesnokow, sowjetischer Volleyballspieler (* 1933)

### Juni

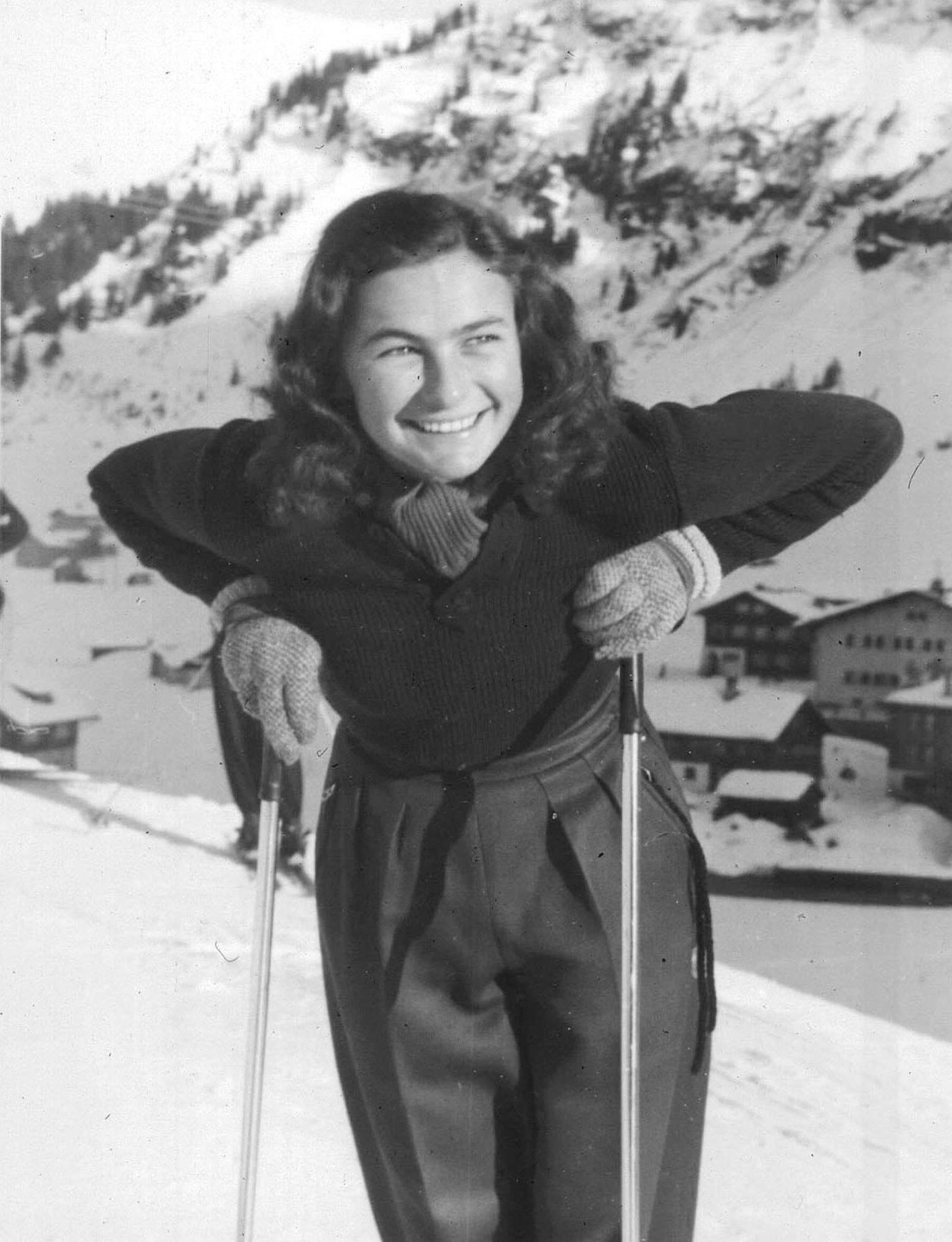
Resi Hammerer (1948)

- 02. Juni: Luigi Colturi, italienischer Skirennläufer (* 1967)
- 02. Juni: Johnny Werket, US-amerikanischer Eisschnelllauf und Eisschnelllauftrainer (* 1924)
- 04. Juni: John Wooden, US-amerikanischer Basketballspieler und -trainer (* 1910)
- 09. Juni: Bobby Kromm, kanadischer Eishockeyspieler und -trainer (* 1928)
- 11. Juni: Andrzej Piątkowski, polnischer Fechter (* 1934)
- 12. Juni: Les Richter, US-amerikanischer Football-Spieler und Motorsportfunktionär (* 1930)
- 14. Juni: Resi Hammerer, österreichische Skirennläuferin (* 1925)
- 15. Juni: Charles Hickcox, US-amerikanischer Schwimmer (* 1947)
- 19. Juni: Manute Bol, sudanesischer Basketballspieler (* 1962)
- 19. Juni: Helmuth Hoffmann, deutscher Tischtennisspieler (* 1919)
- 20. Juni: Roberto Rosato, italienischer Fußballspieler (* 1943)
- 23. Juni: Jörg Berger, deutscher Fußballtrainer (* 1944)
- 24. Juni: Kazimierz Paździor, polnischer Boxer (* 1935)

### Juli

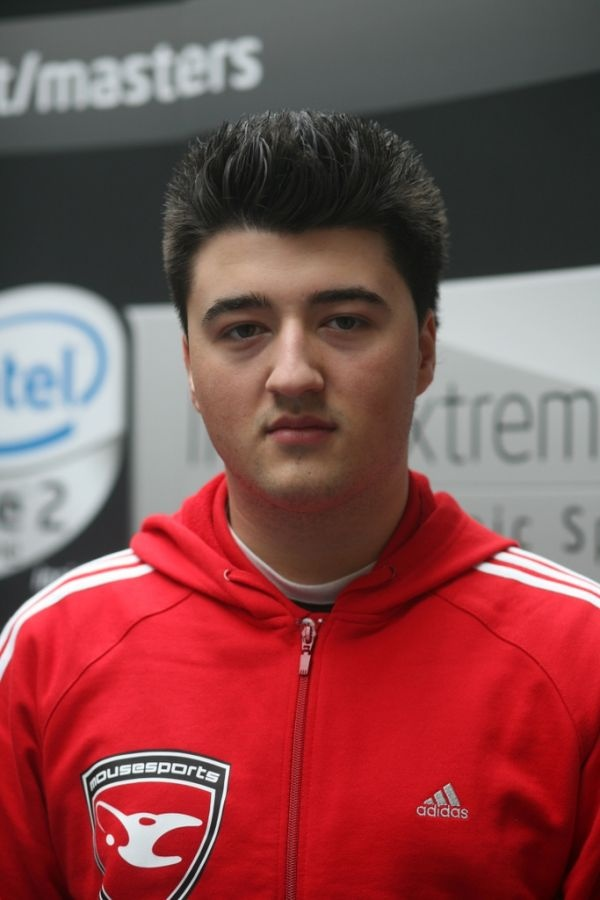
Antonio Daniloski (2008)

- 03. Juli: Herbert Erhardt, deutscher Fußballspieler (* 1930)
- 05. Juli: Bob Probert, kanadischer Eishockeyspieler (* 1965)
- 07. Juli: John Gunn, US-amerikanischer Autorennfahrer (* 1939)
- 09. Juli: Nobuyoshi Tamura, japanischer Aikidō-Lehrer (* 1933)
- 10. Juli: Rudolf Strittich, österreichischer Fußballspieler und -trainer (* 1922)
- 10. Juli: Joachim Werner, deutscher Ruderer (* 1939)
- 11. Juli: Inge Wischnewski, deutsche Eiskunstläuferin und -trainerin (* 1930)
- 13. Juli: Karl-Heinz Heimann, deutscher Sportjournalist (* 1924)
- 13. Juli: Holger Kuttroff, deutscher Kraftdreikämpfer (* 1969)
- 13. Juli: Pentti Linnosvuo, finnischer Sportschütze (* 1933)
- 14. Juli: Bernhard Nermerich, deutscher Leichtathlet (* 1939)
- 15. Juli: Alexander Boloschew, sowjetischer Basketballspieler (* 1947)
- 19. Juli: Antoinette Meyer, Schweizer Skirennfahrerin (* 1920)
- 21. Juli: Horst Haecks, deutscher Fußballspieler (* 1936)
- 24. Juli: Alex Higgins, nordirischer Snookerspieler (* 1949)
- 25. Juli: Ans Niesink, niederländische Leichtathletin (* 1918)
- 28. Juli: Antonio Daniloski, deutscher E-Sportler (* 1990)
- 28. Juli: István Móna, ungarischer Moderner Fünfkämpfer (* 1940)
- 29. Juli: Joseph Perrault, US-amerikanischer Skispringer (* 1924)
- 31. Juli: Pedro Dellacha, argentinischer Fußballspieler und -trainer (* 1926)

### August

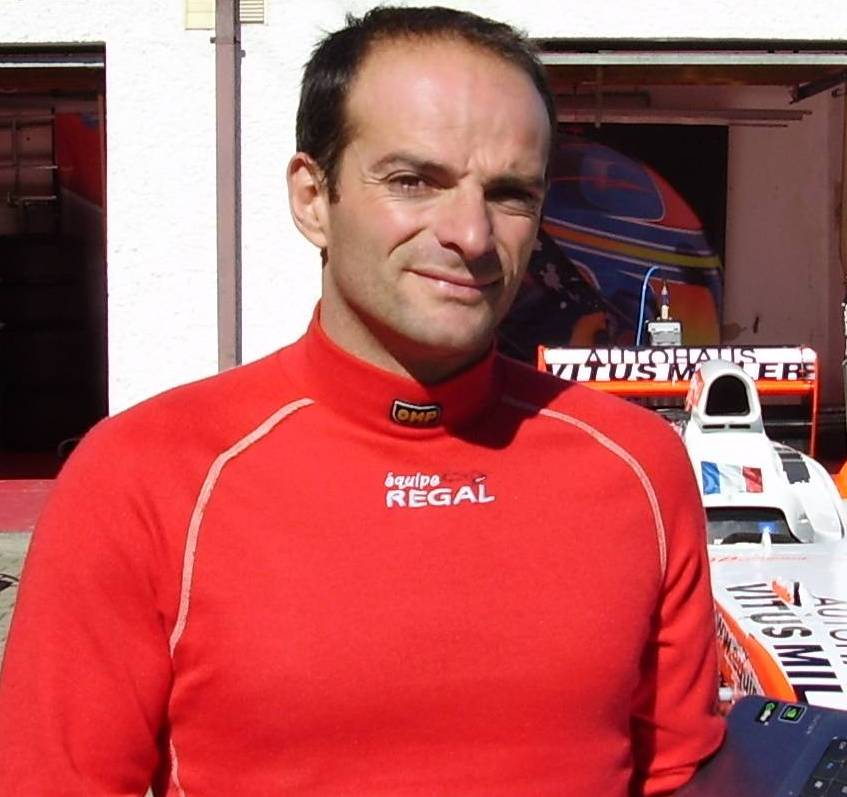
Lionel Régal (2008)

- 02. August: Eero Rautiola, finnischer Skilangläufer (* 1921)
- 05. August: Helmut Aßmann, deutscher Rennfahrer und Automobilkonstrukteur (* 1927)
- 10. August: Radomír Šimůnek senior, tschechischer Radsportler (* 1962)
- 12. August: Velimir Kljaić, kroatischer Handballspieler und -trainer (* 1946)
- 13. August: Lance Cade, US-amerikanischer Wrestler (* 1981)
- 15. August: Lionel Régal, französischer Bergrennfahrer (* 1975)
- 18. August: Hal Connolly, US-amerikanischer Hammerwerfer (* 1931)
- 19. August: Johannes Riedl, deutscher Fußballspieler (* 1950)
- 21. August: Gerhard Koch, deutscher Automobilrennfahrer (* 1935)
- 27. August: Fermo Camellini, italienisch-französischer Radrennfahrer (* 1914)
- 27. August: Anton Geesink, niederländischer Judoka (* 1934)
- 28. August: Willi Hölz, deutscher Fußballtorwart (* 1929)
- 29. August: Peter Lenz, US-amerikanischer Motorradrennfahrer (* 1997)
- 31. August: Laurent Fignon, französischer Radrennfahrer (* 1960)
- 31. August: Georg Adolf Schnarr, deutscher Fußballfunktionär (* 1936)

### September

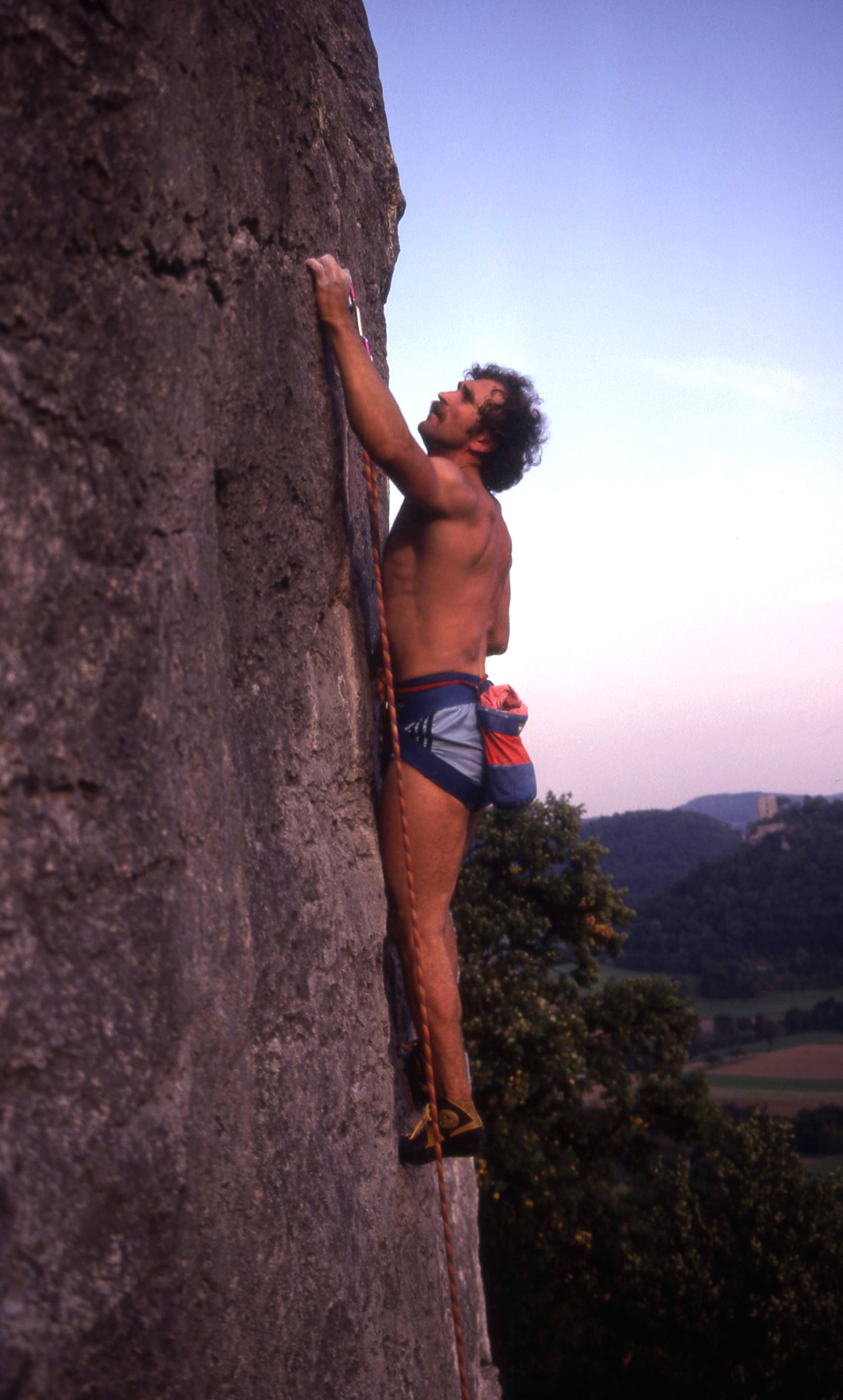
Kurt Albert (1985)

- 01. September: Wakanohana Kanji I., japanischer Sumōringer (* 1928)
- 03. September: José Augusto Torres, portugiesischer Fußballspieler und -trainer (* 1938)
- 05. September: Shōya Tomizawa, japanischer Motorradrennfahrer (* 1990)
- 08. September: Bernice Lapp, US-amerikanische Schwimmerin (* 1917)
- 09. September: Bent Larsen, dänischer Schachspieler (* 1935)
- 09. September: Rauno Mäkinen, finnischer Ringer (* 1931)
- 13. September: Robert Rompre, US-amerikanischer Eishockeyspieler (* 1929)
- 18. September: Bobby Smith, englischer Fußballspieler (* 1933)
- 18. September: Sebastian Steiner, österreichischer Vielseitigkeitsreiter (* 1987)
- 24. September: Jure Robič, slowenischer Radrennfahrer (* 1965)
- 25. September: Delbert Lamb, US-amerikanischer Eisschnellläufer (* 1914)
- 26. September: Reino Kangasmäki, finnischer Ringer (* 1916)
- 27. September: George Blanda, US-amerikanischer American-Football-Spieler (* 1927)
- 27. September: Lê Sáng, vietnamesischer Kampfsportler (* 1920)
- 28. September: Kurt Albert, deutscher Sportkletterer (* 1954)
- 28. September: Ulrich Eckstein, deutscher Eishockeyspieler (* 1931)
- 28. September: Jim Wagstaff, US-amerikanischer American-Football-Spieler und -Trainer (* 1936)
- 29. September: Eduardo Manchón, spanischer Fußballspieler (* 1930)

### Oktober

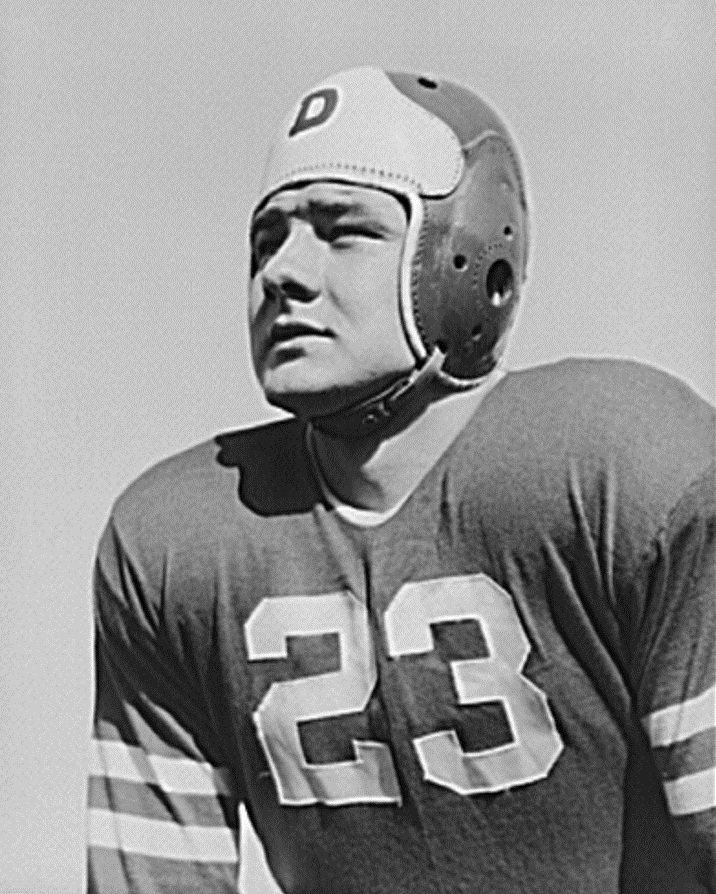
Vince Banonis (1941)

- 04. Oktober: Peter Warr, britischer Rennfahrer und Motorsportfunktionär (* 1938)
- 05. Oktober: Jānis Klovāns, lettischer Schachgroßmeister (* 1935)
- 05. Oktober: Børge Raahauge Nielsen, dänischer Ruderer (* 1920)
- 06. Oktober: Jean Debuf, französischer Gewichtheber (* 1924)
- 08. Oktober: Jim Fuchs, US-amerikanischer Leichtathlet (* 1927)
- 11. Oktober: Freddy Pérez, venezolanischer Apnoetaucher (* 1988)
- 12. Oktober: Dick Miles, US-amerikanischer Tischtennisspieler (* 1925)
- 13. Oktober: Eddie Baily, englischer Fußballspieler (* 1925)
- 15. Oktober: Malcolm Allison, englischer Fußballspieler und -trainer (* 1927)
- 17. Oktober: Karlheinz Gieseler, deutscher Sportfunktionär (* 1925)
- 21. Oktober: Hermann Eberlein, deutscher Leichtathlet (* 1917)
- 21. Oktober: Eduard Novák, tschechischer Eishockeyspieler (* 1946)
- 22. Oktober: Franz Raschid, deutscher Fußballspieler (* 1954)
- 23. Oktober: Vince Banonis, US-amerikanischer American-Football-Spieler (* 1921)
- 24. Oktober: Andrew Holmes, britischer Ruderer (* 1959)
- 27. Oktober: Paul-Ernst Strähle, deutscher Unternehmer und Automobilrennfahrer (* 1927)
- 29. Oktober: Antonio Mariscal, mexikanischer Wasserspringer (* 1915)
- 31. Oktober: Maurice Lucas, US-amerikanischer Basketballspieler (* 1952)

### November

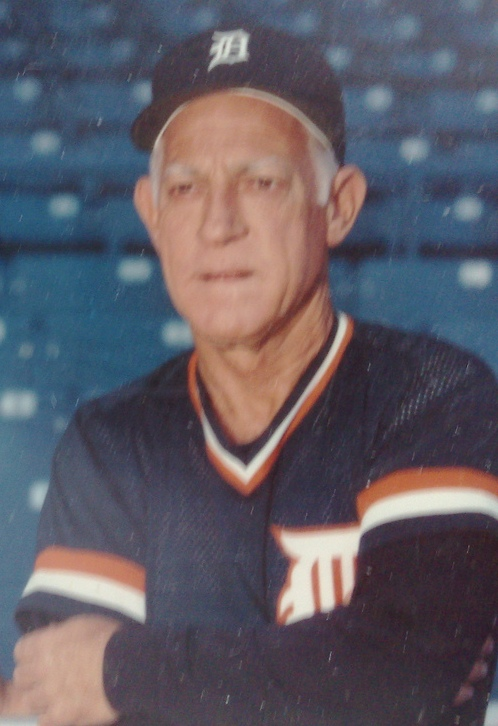
Sparky Anderson

- 01. November: Ed Litzenberger, kanadischer Eishockeyspieler (* 1932)
- 02. November: Andy Irons, US-amerikanischer Surfer (* 1978)
- 02. November: Herbert Krug, deutscher Dressurreiter (* 1937)
- 02. November: Watanabe Sumiko, japanische Leichtathletin (* 1916)
- 04. November: Sparky Anderson, US-amerikanischer Baseballspieler, -trainer und -manager (* 1934)
- 07. November: Hedy Stenuf, österreichische Eiskunstläuferin (* 1922)
- 10. November: Andreas Kirchner, deutscher Bobsportler (* 1953)
- 11. November: Georges Aeschlimann, Schweizer Radrennfahrer (* 1920)
- 12. November: Oliver Wessel-Therhorn, deutscher Tänzer, Tanzsporttrainer und Choreograf (* 1960)
- 15. November: Larry Evans, US-amerikanischer Schachspieler (* 1932)
- 15. November: Imre Polyák, ungarischer Ringer (* 1932)
- 16. November: Selahattin Torkal, türkischer Fußballspieler und -trainer (* 1924)
- 18. November: Dito Schanidse, sowjetischer Gewichtheber (* 1937)
- 19. November: Pat Burns, kanadischer Eishockeytrainer (* 1952)
- 21. November: Herbert Pohl, deutscher Fußballspieler und -trainer (* 1916)
- 23. November: Pawel Lednjow, sowjetischer Moderner Fünfkämpfer und Olympiasieger (* 1943)
- 26. November: Reno Achenbach, deutscher Fußballspieler (* 1961)
- 27. November: Marcel Flückiger, Schweizer Fußballspieler (* 1929)
- 30. November: Hans Ebersberger, deutscher Fußballfunktionär (* 1932)
- 30. November: Jean Kirchen, Luxemburger Radrennfahrer (* 1919)

### Dezember

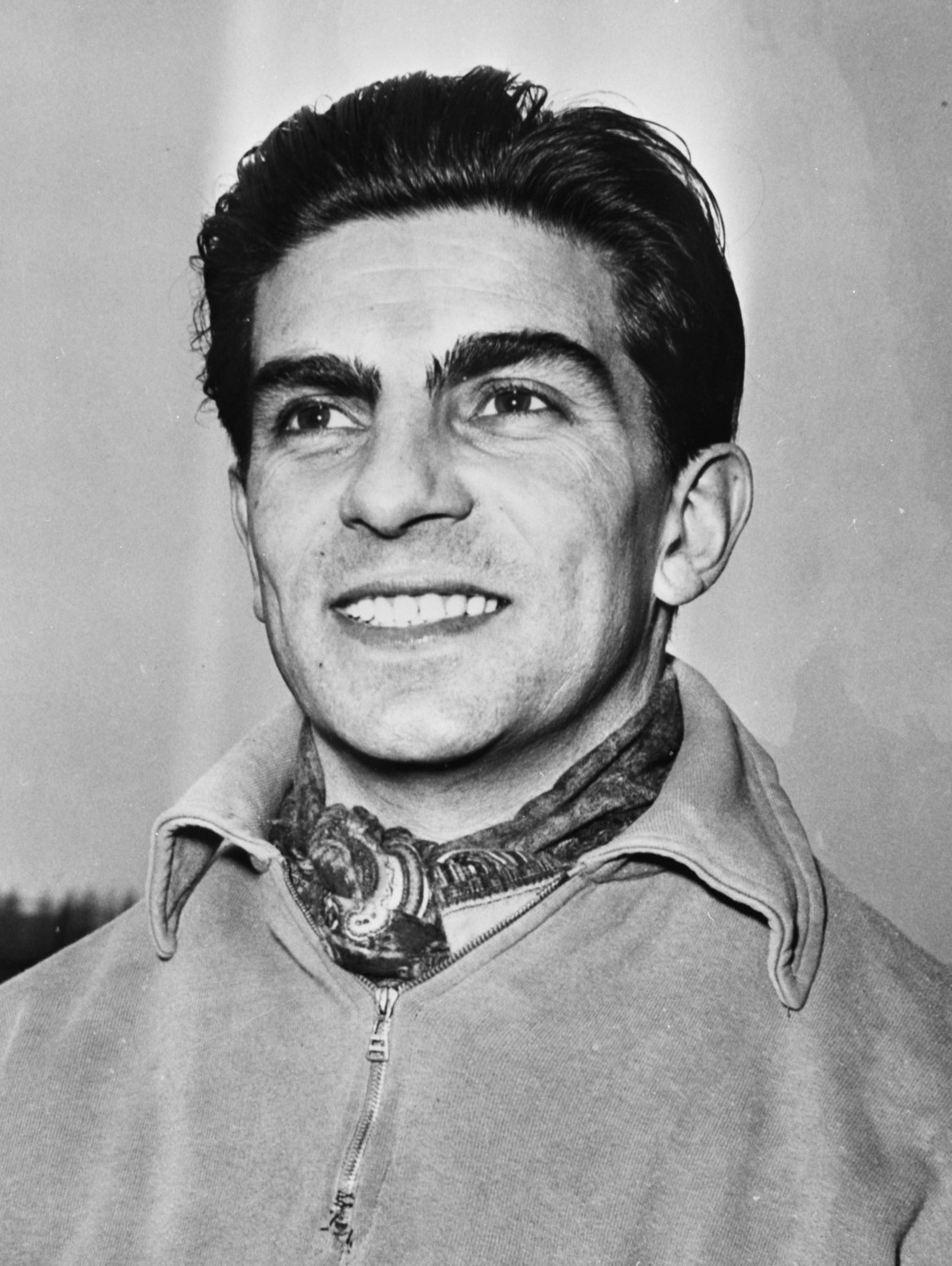
Frans de Munck (1957)

- 02. Dezember: Lauri Tamminen, finnischer Leichtathlet (* 1919)
- 04. Dezember: Birthe Nielsen, dänische Leichtathletin (* 1926)
- 06. Dezember: René Hauss, französischer Fußballspieler und -trainer (* 1927)
- 07. Dezember: Norbert Koch, niederländischer Radsportler (* 1932)
- 09. Dezember: Thorvald Strömberg, finnischer Kanute (* 1931)
- 11. Dezember: Michel Grandjean, Schweizer Eiskunstläufer (* 1931)
- 11. Dezember: Peter Risi, Schweizer Fußballspieler (* 1950)
- 12. Dezember: Tom Walkinshaw, britischer Rennfahrer und Rennstallbesitzer (* 1946)
- 15. Dezember: Teuvo Hatunen, finnischer Skilangläufer (* 1944)
- 15. Dezember: Hans-Joachim Rauschenbach, deutscher Sportreporter (* 1923)
- 16. Dezember: Ernst-Otto Meyer, deutscher Fußballspieler (* 1927)
- 17. Dezember: Wilfried Gerhardt, deutscher Sportjournalist und Fußballfunktionär (* 1930)
- 20. Dezember: Paul Schweda, österreichischer Fußballspieler (* 1930)
- 21. Dezember: Enzo Bearzot, italienischer Fußballspieler und -trainer (* 1927)
- 24. Dezember: Frans de Munck, niederländischer Fußballspieler (* 1922)
- 29. Dezember: Pawel Koltschin, sowjetischer Skilangläufer und -trainer (* 1930)
- 31. Dezember: Werner Hoppe, deutscher Ringer (* 1934)
- 31. Dezember: Raymond Impanis, belgischer Radrennfahrer (* 1925)

### Datum unbekannt
- Shunpei Utō, japanischer Schwimmer (* 1918)